# Операція «Оверлорд»
Опера́ція «Оверло́рд» (англ. Operation Overlord) — стратегічна операція військ Антигітлерівської коаліції з метою вторгнення на окуповану німецькими військами територію північно-західної Франції під час Другої світової війни. Головну роль у проведенні операції відіграли війська Сполучених Штатів, Великої Британії та Канади. Після висадки військові контингенти зі складу Вільної Франції та Війська Польського брали участь у бойових діях, разом з невеликими підрозділами Чехословаччини, Грецького королівства, Бельгії, Нідерландів та Норвегії
6 червня 1944 року, у «День Д», операція «Оверлорд», розпочалася з наймасштабнішої у світовій історії висадки повітряного десанту із залученням 12 000 літаків, яка передувала морській десантній операції. Майже 160 000 солдатів морського десанту на 4 тисячах транспортних суден та десантних кораблів одночасно перетнули Ла-Манш та висадилися у Франції. З моря цю армаду підтримували 600 військових кораблів. Перед початком висадки на берег авіація союзників буквально виорала прилеглу місцевість бомбами; 2 500 важких бомбардувальників скинули 10 000 тонн бомб, а 7 000 винищувачів та штурмовиків прочесали оборонні позиції німців. Радянська історіографія називає цю дату «Відкриттям Другого фронту» (хоча насправді висадка союзників у Європі сталася роком раніше: 10-го липня 1943-го на Сицилії).
Протягом першого етапу операції «Оверлорд» на французькій землі здійснювалася концентрація певної кількості військ. Тільки 25 липня, через 8 тижнів після висадки союзників на узбережжя Нормандії, командувач 12-ї групи армії, американський генерал-лейтенант О. Бредлі, скориставшись перевагами ситуації, коли основне угруповання вермахту зав'язло в боях за Кан, заволодіння яким визначалося головною метою британським та канадським військам на східному фланзі сил вторгнення, розпочав операцію «Кобра». Головним завданням цієї наступальної операції було завдання потужних ударів по всьому фронту плацдарму, що займали американські війська, з метою прориву в глибину оборони військ вермахту.
Загалом битва тривала протягом двох з половиною місяців, доки 24 серпня головні сили противника не були оточені у Фалезькому котлі, а 25 числа був звільнений Париж. 31 серпня 1944 року форсуванням союзними військами річки Сена та зосередженням на території континентальної Європи майже 3 000 000 особового складу військ операція «Оверлорд» завершилася.

## Довгий шлях до вторгнення
Найбільша за розмахом в історії війн стратегічна десантна операція з висадки британсько-американських військ у Франції була не просто вдало організованою та вміло проведеною військовою операцією часів Другої світової; «Оверлорд» мав за мету завдати нищівного удару в саме серце Третього Рейху й, у взаємодії з наступом Червоної армії по всьому Східному фронту, розтрощити і вибити з війни головного та найпотужнішого противника з країн Осі.
«Оверлорд» став плодом кропіткої та наполегливої праці британсько-американських союзників, заслуга в розробці та втіленні його в життя цілковито належить їм. Щонайменше за 1,5 року до вступу США у світову війну, було вжито перших кроків у формуванні зачатків співробітництва між державами. Майбутні союзники потай обмінювалися інформацією, яка становила неабиякий інтерес для обох сторін. Протягом 1941 року американські високопосадовці були присутні на нарадах та робочих зустрічах британських збройних сил, де обговорювалися основи спільної стратегії дій у Європі, якщо США стане союзником у кривавій війні проти Адольфа Гітлера. Перша міждержавна домовленість на рівні військового керівництва обох країн була досягнута у березні 1941 і отримала назву ABC-1. Хоча вона не була офіційно затверджена чинним Президентом США Франкліном Рузвельтом, однак, військове та військово-морське міністерства США узяли її за основу в розробці планів майбутніх операцій на Європейському континенті.
Напад японців на Перл-Гарбор та оголошення нацистською Німеччиною війни Сполученим Штатам у грудні 1941 року розвіяли всі сумніви щодо того, на чийому боці американці вступлять до світового конфлікту. У січні 1942 року створюється Об'єднаний комітет начальників штабів ЗС Великої Британії та США.

### Перші нариси
На момент вступу США у світовий конфлікт, планування операцій, що мали за мету вторгнення до окупованої Європи, мало радше морально-політичний характер, переважно відображаючи побажання, аніж практичний розрахунок на успіх. Беручи до уваги становище, в якому опинилася Британія після розгрому свого головного союзника на континенті — Франції, її слабкість, виснаженість, а також фактичну ізоляцію від решти світу, всі пропозиції щодо вторгнення скидалися скоріше на фантастичні мрії, ніж на ретельно розроблені плани.
Ще восени 1941 року британське командування розглянуло перший чорновий варіант плану висадки військ у Франції, який отримав кодову назву «Раундап» (англ. Roundup). Цей план мав за мету висадку морського десанту західніше та східніше Гавра на французьких пляжах між Довілем та Дьєппом. Задумом визначалося створити міцний плацдарм 150 км завширшки, після чого, зосередивши достатню кількість військ, прорвати оборонні рубежі німців і просуватися в загальному напрямку на північ, на Антверпен. Надалі форсувати в нижній течії Маас в районі міста Льєжа. В загальному складі угруповання передбачалося мати: 6,3 піхотних дивізій, 6 бронетанкових дивізій, 6 танкових бригад та сили забезпечення й підтримки.
Однак, реалізація завдань цього плану була надзвичайно обмежена кількістю сил, що залучалися від Королівського військово-морського флоту та королівських ВПС для безпосередньої підтримки вторгнення, тому, хоча він і ліг в основу при подальшому плануванні, серйозно його ніхто не сприймав.

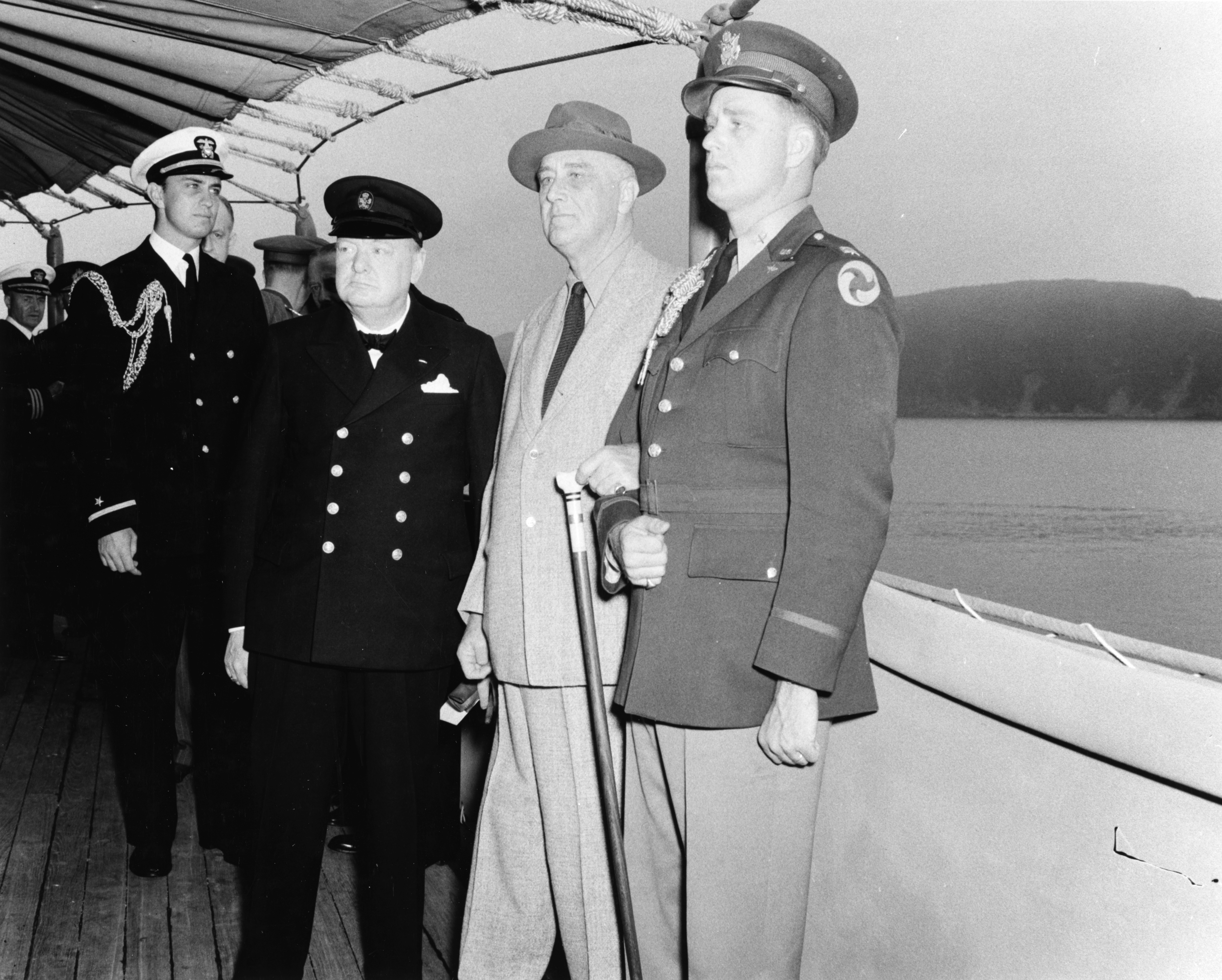
Британський прем'єр-міністр Вінстон Черчилль на зустрічі з Президентом США Франкліном Рузвельтом на борту крейсера «Огаста» неподалік від Ньюфаундленда. 9 серпня 1941. Президента підтримує його син капітан армії США Еліот Рузвельт.

### Вашингтонська конференція (1941—1942)

Президент США Франклін Д. Рузвельт затверджує закон про програму ленд-лізу. 11 березня 1941.

Вступивши у війну, американці опинилися перед дуже складною проблемою. Якщо для британців війна у Європі була питанням життя або смерті, тому ніяких сумнівів для них, де і на якому напрямку зосереджувати свої головні зусилля не існувало; для їхніх заокеанських колег це виявилося дилемою. Чи сконцентрувати свої сили та засоби на Тихоокеанському театрі війни, де просування японців углиб акваторії Тихого океану та прилеглих країн набирало усе більших обертів, чи підтримати свого головного союзника Велику Британію, й упритул зайнятися Гітлером. Водночас, американці ясно розуміли, що війна проти усіх трьох супротивників одночасно розпорошуватиме їхні сили, й від цього страждатиме спільна стратегія дій союзників.
31 грудня 1941 року, у Вашингтоні на конференції під умовною назвою «Аркадія», американське військове командування погодилося з позицією британських колег — в першу чергу сконцентрувати свої основні зусилля на розгромі нацистської Німеччини; на Тихому океані ж обмежитися заходами стратегічної оборони, віддавши перевагу діям військово-морських сил США, незважаючи навіть на нищівну катастрофу на Гаваях та настрої, що панували в американському суспільстві з початком цієї війни.
Якщо вибір Великої Британії був очевидним, то обрання американцями цього варіанту стратегічних дій диктувалося іншими міркуваннями. Третій Рейх розглядався, як найпотужніший противник серед країн Осі, й тому найбільш загрозливий. Його поразка у війні безсумнівно підірве позиції Японської імперії. До того ж, лише спільними зусиллями британці та американці були здатні організувати, підготувати та провести десантну операцію такого масштабу. Зокрема, існували й більш прозаїчні причини. На той час США не мали у своєму розпорядженні достатньої кількості десантних та транспортних суден, якими можливо було здійснювати оперативне перекидання військ та сил на океанському просторі. «Фактори часу та простору диктували нашій стратегії вимоги. Перекидання військ та матеріальних засобів до Австралії вимагало вдвічі більше транспортних засобів, яких і так не вистачало, ніж до Європи чи Північної Африки», — писав у той час начальник штабу Армії США генерал Джордж Маршалл.
Так був закладений підмурівок до розробки грандіозного плану вторгнення британсько-американських союзників до Європи. Перші обговорення плану операції на конференції торкалися лише загальних питань та міркувань і, в основному, тривали у формі дискусії. Замисел операції ще не набув ані форми, ані концептуальної основи, — як, коли й де ця подія станеться. Висновком конференції стало рішення, що вторгнення до Європи не може відбутися раніше 1943 року, тому було проголошено:
…головні зусилля союзників протягом 1942 року мусять бути спрямовані на виснаження німецького опору шляхом стратегічного бомбардування британськими та американськими повітряними силами… всіляка допомога радянському спротиву на сході… та операціям, яким ставилося за мету звільнити від противника все узбережжя Північної Африки. … у 1943 створенням певних умов провести операції із захоплення континенту через Середземне море, з Туреччини на Балкани та вторгненням до Західної Європи. Ці операції повинні передувати повному розгрому Третього Рейху.
Виходячи з угоди, на конференції була прийнята перша чернетка плану спільної десантної операції під кодовою назвою «Гімнаст». «Гімнаст», або план операції щодо вторгнення до Північної Африки, розглядався військовими, як доволі реалістична можливість набути практичного досвіду для обох сторін, до того ж операція на перший погляд не потребувала застосування значних сил та засобів. Однак, зміст цієї операції був дуже контроверсійним та авантюрним. Перш за все, це було пов'язано з тим, що позиція Франції, яка панувала в північно-західних колоніях Африки, не була до кінця з'ясована. На чиєму боці вішистська Франція виступить у разі вторгнення союзників?
Так, попри усі попередні плани, проти кого почати приготування до дій: проти Третього Рейху чи Японської імперії, американці вступали у війну проти найслабкішого противника — Королівства Італія.

### Ситуація взимку-весною 1942
Хоча в січні 1942 року рішення про проведення незначної за масштабом операції у північній Африці було прийнято, але події в південній частині Тихого океану суттєво вплинули на її подальшу підготовку та проведення. Американці були вимушені перекинути на Тихий океан значну кількість своїх військ, на той час їм було відверто не до Африки.
До того ж катастрофічний стан справ у СРСР змінився на більш позитивний. Червона армія, всупереч скептичному аналізу багатьох експертів щодо її можливостей протистояти Гітлеру, вдало оборонялась й більш того, завдала під Москвою рішучого удару, відкинувши війська Вермахту від стін столиці. Наприкінці лютого 1942 року, бригадний генерал Дуайт Ейзенхауер, на той час помічник начальника управління військових операцій штабу американської армії, доповідав: «Росія опинилася в дуже скрутному становищі, її задача полягає в тому, щоб вціліти за будь-яку ціну цим літом, вона за жодних умов не повинна піти на переговори з німцями. Ми маємо два шляхи допомогти їй, ленд-лізом та висадкою наших військ на заході, щоб відволікти від Східного фронту значну кількість німецького Вермахту». Американський Об'єднаний оперативний центр штабного комітету пішов далі, запропонувавши розпочати операцію якомога скоріше. Звичайно головні навантаження під час висадки покладалися на британські збройні сили, але американські сили на території островів значно зросли й, за задумом, змогли б суттєво вплинути на результат битви.
За цих умов рішенням про вторгнення військ на європейський континент визначався період між 15 липня і 1 серпня 1942 року. Операції мала передувати 15-ти денна авіаційна підготовка, стратегічною ціллю якої було максимально відтягнути Люфтваффе зі Східного фронту, а тактичними завданнями — опанування повітрям над Ла-Маншем та на 100 км вглиб території Франції. Війська спеціального призначення висаджувалися до «Дня Д», виводячи з ладу основні елементи інфраструктури та найбільш важливі об'єкти на території між Дюнкерком та Аббевілем. Водночас, британські командос повинні були діяти в глибині німецької оборони на території Голландії, Бельгії та Нормандії.

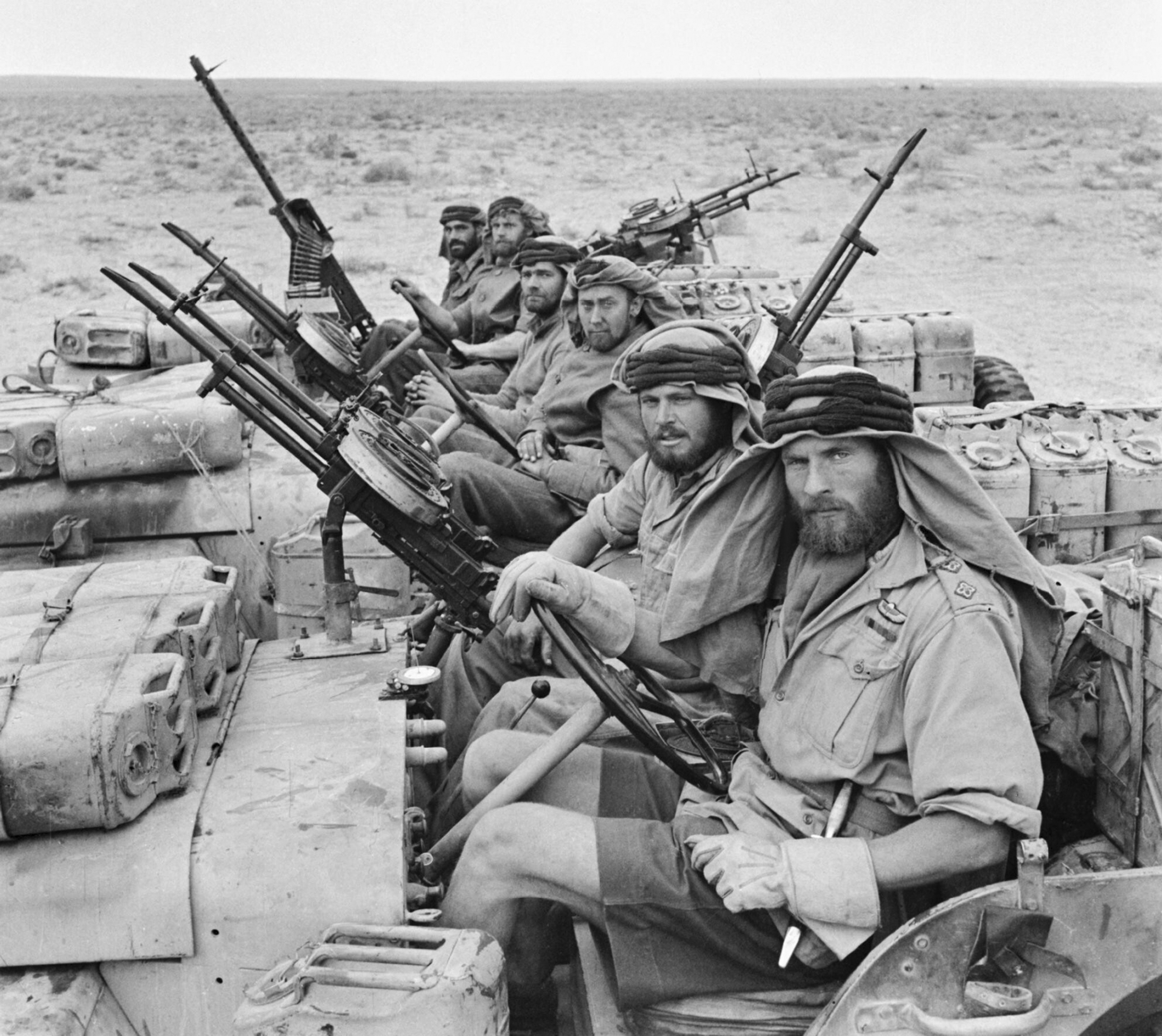
Бійці британського підрозділу спеціального призначення у Північній Африці.

На другому етапі вторгнення: з «Дня Д»+30, головні сили десанту повинні були, перетнувши Канал, висадитися на узбережжі Франції в смузі гирла річок Сени та Уази й, зломивши опір німецьких берегових військ, просуватися в загальному напрямку на Кале-Аррас-Сен-Кантен-Суассон-Париж.
Проте, під час оперативної розробки плану американці зіткнулися з проблемою, що ні американські, ні британські війська не мають десантно-висадочних засобів, якими сили вторгнення повинні прямувати на берег. Їх просто не існувало на озброєнні й ще тільки потрібно було розробити та в перспективі забезпечити ними війська.
Тим часом британський оперативний центр дійшов висновку, що літня кампанія в СРСР має стати переломною й союзники повинні організувати якісь дії на Заході, щоб абияк відволікти німців від Східного театру воєнних дій. Однак, на відміну від своїх заокеанських друзів, британці були менш оптимістичні й, реально оцінюючи обстанову та власні можливості, схилялися до думки, що висадка в Європі повинна мати обмежений характер. Вони запропонували бойові дії у формі рейду, який мусить бути проведений, щоб відволікти головним чином повітряні сили Третього Рейху, та в запеклих боях скувати їх і не дати можливості бути перекинутими на східний фронт. В. Черчилль підтримав ці пропозиції й віддав наказ на підготовку операції «Следжгаммер».
Однак, під час розробки плану операції британський штаб також зіштовхнувся з наступною проблемою: з'ясувалося, що радіус дії винищувальної авіації замалий і вона здатна ефективно вести повітряні бої з літаками Люфтваффе та прикривати висадку військ лише на обмеженій території — в районі Па-де-Кале. А це був найміцніший сектор у протидесантній обороні вермахту, оснащений усіма засобами протидії висадці. Одночасно з'ясувалося, що райони запланованої висадки дуже незручні для підходу висадкових засобів морського десанту, й мають обмежену кількість виходів з пляжів, які б дозволили союзникам прорватися вглиб оборони противника. Порти в смузі вторгнення мали низький вантажообіг і не могли забезпечити належним чином потреби війська. Таким чином, усі начерки плану наочно продемонстрували неймовірні труднощі проведення майбутнього вторгнення. Те, що підходило для авіації, категорично не підходило для сил флоту, і головне — для сухопутних військ, і навпаки.
Проблема здавалася нерозв'язною. У квітні 1942 року штабні оператори запропонували спрощений план вторгнення, де повністю ігнорували загрозу можливого вторгнення німців на Британські острови та зробили припущення, що усі питання забезпечення та постачання будуть вирішені вчасно, без затримок. У цьому випадку висадка військ у Па-де-Кале здавалася можливою, проте, вони попередили, що якщо німці будуть здатні провести організовану контратаку сил вторгнення, імовірність утримати плацдарм критично низька. Зокрема, виникають сумніви, що союзне командування в цьому випадку зможе організовано провести евакуацію військ, не кажучи вже про величезну кількість майна та військових запасів.
Перший же прискіпливий розгляд плану вторгнення до континентальної Європи виявив масу проблем, які на той час здавалися нездоланними. Коли військові аналітики всебічно розглянули реалістичність проведення цієї операції у 1942 році, більшість з них погодилася з висновком, що це стане актом відчаю, який, спричинивши колосальне напруження усіх сил, призведе до катастрофи. Потужності британського воєнного потенціалу звісно зростали, чисельність та міць військових формувань постійно збільшувалася, проте керівництво збройними силами абсолютно точно знало, що головною проблемою висадки військ буде наявність матеріальних запасів, яких певно не вистачало. Якщо операція потребуватиме додаткових засобів, взяти їх не буде звідки; зібравши резерви в одному місті, вони втрачали їх в іншому. До того ж, і американська воєнна машина ще не набрала достатніх обертів, і вимушена тримати на увазі ситуацію на Тихому океані, події на якому вимагали колосальних матеріальних ресурсів.
25 березня 1942 року президент США Франклін Делано Рузвельт заслухав керівництво міністерства оборони та Об'єднаного комітету начальників штабів про стратегічні плани США на 1942 рік. На нараді обговорювалася проблема можливої участі американських військ у бойових діях у Сирії, Лівії та в цілому в північній Африці, а також ймовірність початку активних бойових дій у північно-західній Європі.

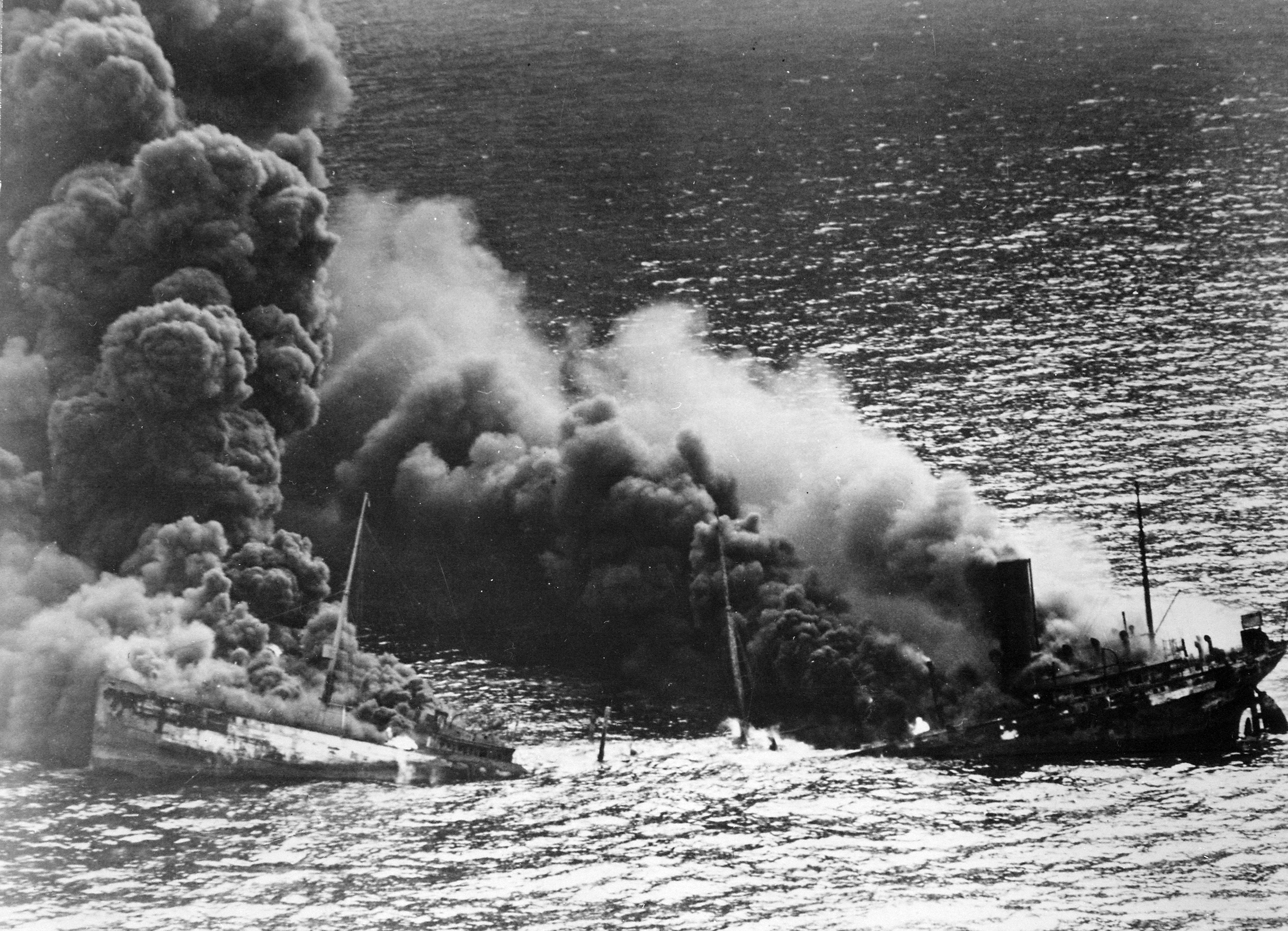
Німецький підводний човен U-71 потопив танкер союзників «Діксі Ерроу». 1942.

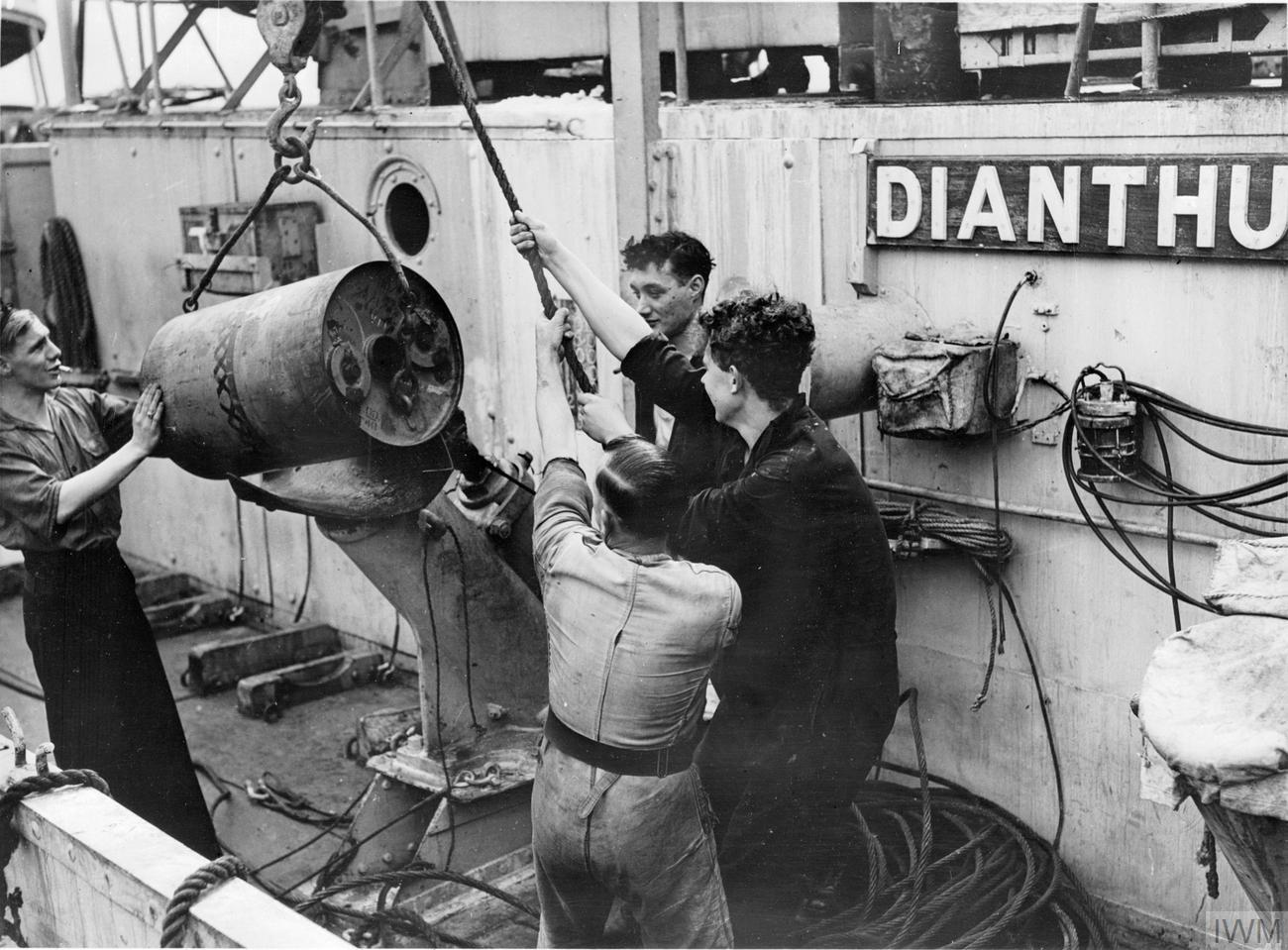
Моряки союзників завантажують глибинну бомбу Mk VII на борт корвету. Битва за Атлантику (1939—1945). 14 серпня 1942.

Наприкінці травня 1942 до Вашингтона прибув нарком закордонних справ СРСР В. Молотов. Окрім офіційного обговорення важливих моментів щодо організації конвоїв за програмою Ленд-лізу американським урядом до Мурманська, потай Молотов вів розмову про найгостріше питання — коли західні союзники намагатимуться відкрити Другий фронт. Радянський Союз вкрай потребував полегшення свого становища та звертався з проханням відволікти увагу та змусити німців відвести зі Східного фронту щонайменше 40 дивізій. Рузвельт, не вдаючись у подробиці, де й в якому масштабі вони планують операцію, передав через Молотова Сталіну, що вторгнення союзників відбудеться у 1942 році.
Проте, ще 2 квітня генерал Маршалл представив на розгляд президентові чорновий замисел операції з вторгнення до Європи, з чітко визначеним висновком — операцію можливо провести не раніше весни 1943 року. Водночас, воєнна верхівка Сполучених Штатів украй неохоче сприймала ідею президента Рузвельта спочатку підтримати британців у Північній Африці, а після цього зосередитися на північноєвропейському напрямку.
Основою плану начальника штабу армії була пропозиція завдати основний удар через Ла-Манш по Франції. Замисел операції передбачав три головні фази проведення вторгнення: стадія підготовки, перетинання каналу і захоплення плацдармів між Гавром та Булонью, й остання — накопичення та зосередження сил для прориву із захоплених плацдармів углиб Франції. Експерти з логістики, виходячи з попереднього задуму, видали прогноз, що мінімальний термін готовності 2-ї стадії буде не раніше 1 квітня 1943 року.
З метою створення стратегічного резерву американських військ на території Британії, була ініційована операція «Болеро», головною метою якої визначалося перекидання військ через Атлантику до Європи. Сторони погодилися на тому, що протягом року американці під час цієї операції доставлять до Британських островів 1 млн солдатів. Хоча перші конвої з американськими військовими прибули до північної Ірландії ще в січні 1942 року, союзники вимушені були змінити свої плани з урахуванням ситуації, що склалася на Тихоокеанському театрі воєнних дій. За станом на травень 1942 американці доставили до Європи лише 32 000 військових (серед формувань були штаб V корпусу, 34-та піхотна та 1-ша бронетанкова дивізії). Одночасно ПС армії США зайнялися перекиданням військової авіації та влаштуванням аеродромів і решти інфраструктури на британській землі. За планом перекидалося 4 648 американських літаків, які були скомпоновані у 54 групи важких бомбардувальників, 10 груп середніх бомбардувальників та 10 груп винищувачів-перехоплювачів. Однак, як і в випадку з сухопутними військами, суворі реалії змусили змінити плани й ПС обмежилося перекиданням лише 3 262 літаків, замість 54 важкобомбардувальних груп було сформовано тільки 17. Повітряні сили увійшли до складу новоствореної 8-ї повітряної армії під командуванням бригадного генерала Карла Спаатса.
План операції на весну 1943 передбачав розгортання 48 дивізій при підтримці 5 800 бойових літаків. Смуга вторгнення простягалася між Етрета, північніше Гавра та мисом Гріз Нец, з якої союзні війська мали захопити нижню долину Сомми та прилеглі височини між водними системами Сени та Сомми.
Однак, ключовим питанням залишався дефіцит необхідних матеріальних запасів, і, головне, десантно-висадочних засобів, здатних перекинути союзні війська з важкою технікою на узбережжя Франції.
Після обговорення загального плану зі своїми британськими колегами, ті, у свою чергу, погодилися з такими перспективами, але, генерал А. Брук, начальник Імперського генерального штабу, виказав занепокоєння з приводу обстановки в Індії та на Близькому Сході, акцентуючи на тому, що існує пряма загроза прориву японських та німецьких військ з обох напрямків до цих важливих регіонів, а також імовірність захоплення німцями Іраку та Ірану, що поставить під загрозу подальший хід війни.

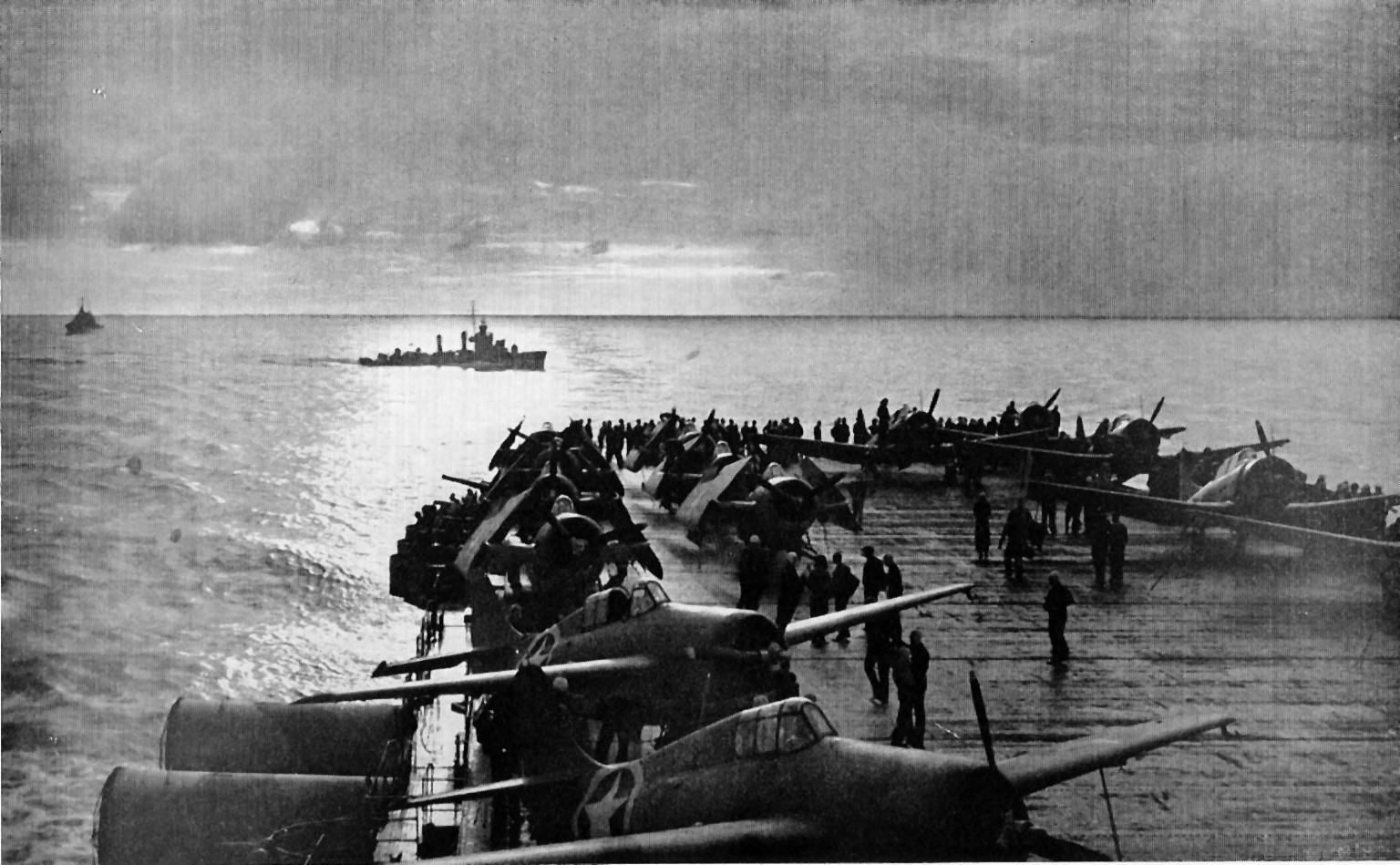
Американська палубна авіація на борту авіаносця «Рейнджер». На злітній палубі 9 винищувачів F4F «Уайлдкет» та 5 пікіруючих бомбардувальників SBD-3 «Даунтлесс». 8 листопада 1942.

Події, що трапилися влітку 1942 року, кардинально змінили суть воєнної стратегії західних держав та зруйнували їхні плани на першу половину 1943 року. По-перше, це було пов'язане з прийнятим рішенням щодо висадки військ на узбережжя Північної Африки — операцією «Гімнаст». По-друге, матеріально-технічна готовність сил вторгнення була недостатньою. Логістичні потреби зростали на інших театрах воєнних дій, водночас перерозподіл запасів перешкоджав планам операції «Следжхаммер». Було підраховано, що висадка 6 дивізій при перекиданні морем, при наявних засобах, триватиме 21 день. Коли Черчилль довідався про це, він категорично відмовився від підготовки вторгнення найближчим часом. Він вказав, «що поки ми не будемо мати таких сил та засобів, що дозволять нам не лише висадитися, а й закріпитися на французькій землі — мова про вторгнення вестися не буде». До того ж, розвідка слала чіткі повідомлення, що німці розраховують саме на проведення операції в районі запланованого вторгнення у Па-де-Кале.
До того ж, війна на Тихому океані відверто йшла не на користь американців. Президент Рузвельт навіть офіційно надіслав листа з проханням прорахувати можливість перенацілити перекидання частини сухопутних військ з європейського напрямку на посилення Австралії, яка опинилася під серйозною загрозою. У відповідь Маршалл нагадував президентові, що стратегічним напрямком, який визначив президент особисто є Західна Європа, а перенацілювання американських військ на інший напрямок значно послабить можливості союзників розпочати операцію «Следжхаммер» та взагалі відкладе її на невизначений термін.

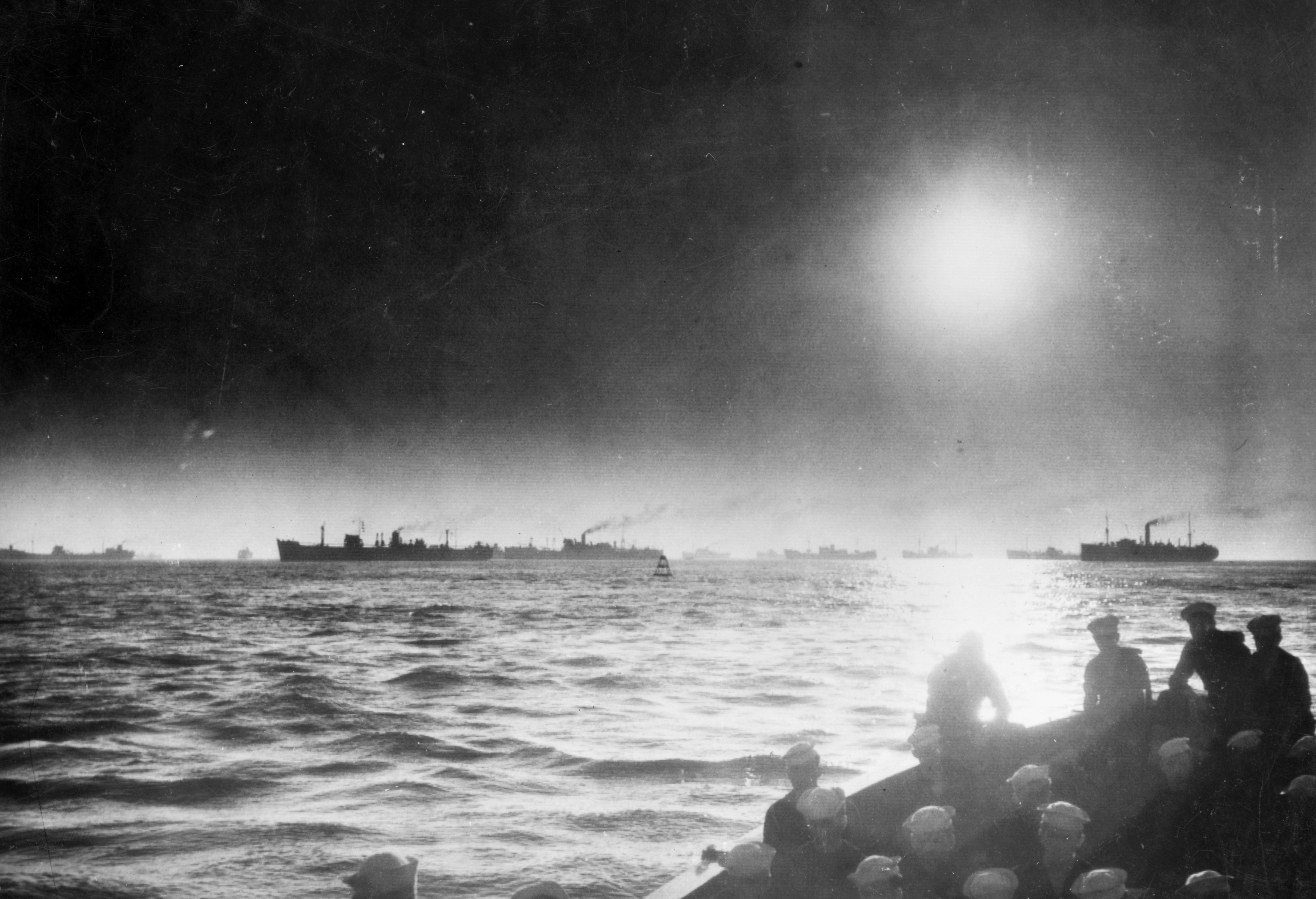
Атлантичний конвой союзників. 1942.

### Літо 1942
Червень 1942 року змінив плани обох сторін антигітлерівської коаліції й змусив негайно відреагувати на події, що трапилися. 13 червня 1942 року, досі нікому не відомий німецький генерал Ервін Роммель, після двох тижнів боїв на північному узбережжі Африки в Лівії, розгромив британські війська, і організував стрімке просування ударних угруповань углиб Єгипту. 21 червня оточені в Тобруку британські частини капітулювали, решта британських військ поспішно окопувалася біля Ель-Аламейну, намагаючись стримати стрімке просування Роммеля далі до Александрії.
На Східному фронті, розгромивши невдалу спробу Червоної армії організувати наступ під Харковом, німці, у свою чергу, завдали нищівної поразки радянським військам і потужним ударом прорвалися на територію південної Росії. Радянські війська безладно відступали за Дон, до Сталінграда та за Кавказькі гори. Панівною серед воєначальників США та Великої Британії була думка, що це буде великим таланом, якщо Росії взагалі вдасться втриматися й встояти у 1942 році. Прогнози були дуже песимістичними стосовно здатності Сталіна зупинити наступ Вермахту.

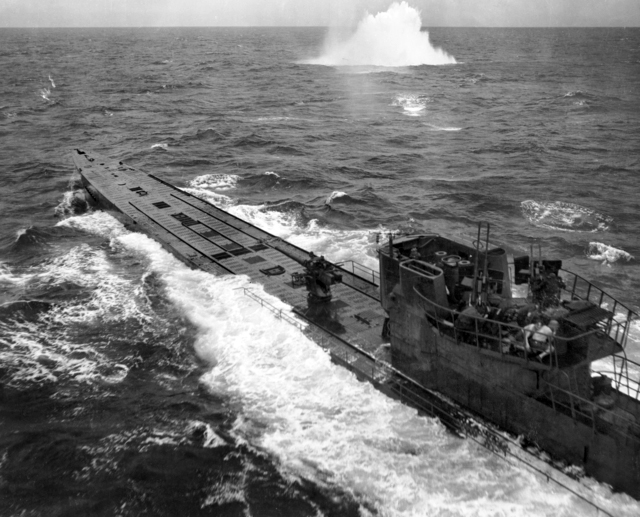
Німецький підводний човен U-848, який атакують союзні літаки. Атлантичний океан, 1943.

Черчилль розгорнув бурхливу діяльність, намагаючись запевнити Рузвельта, що висадка військ у Франції втрачає сенс у цій обстановці, потрібно брати до уваги ситуацію в СРСР та негайно реагувати на події в Африці, й змінити акцент стратегічних зусиль з проведення операції «Следжхаммер» на негайне вторгнення на африканський континент — провести операцію «Гімнаст». Військове міністерство США хоча й відстоювало плани, які були затверджені попередньо, намагаючись зберегти хоча б частину інтенсивності перекидання військ до Європи, разом з цим, прекрасно усвідомлювало, що крах в Єгипті та на півдні СРСР загрожує повною катастрофою на Близькому Сході. Врешті-решт спільною заявою військово-політичного керівництва проголошено, що проведення операції «Следжгаммер» на даному етапі розвитку подій не є пріоритетним напрямком політики західних союзників, і висадці у Франції, чи на території Бенілюксу потрібно шукати альтернативу, найкращою серед яких, на думку керівництва обох країн, є вторгнення до Африки. Реалізація «Следжхаммеру» відкладалася на невизначений строк. Акцент планування стратегічних дій змістився значно південніше.
24 червня 1942 генерал Д. Ейзенхауер прибув до Лондона й вступив на посаду командувача усіма американськими військами на європейському континенті (англ. ETOUSA, European Theater of Operations, U.S.Army).
6 липня 1942 Черчилль на розширеному засіданні британського комітету начальників штабів заручився підтримкою військових, які одностайно прийняли рішення, що операція «Следжхаммер» не має шансів на успіх і може призвести до провалу. Британці наполегливо просили американців тимчасово зупинити підготовку цієї операції та зосередитися на африканському напрямку, на проведенні операції «Гімнаст». До речі, особисто Ейзенхауер оцінював шанси союзників на успіх при вторгненні, як 1 до 2, а ймовірність зосередити до визначеного строку 6 дивізій на території Франції, як 1 до 5.
У свою чергу американське військове керівництво, на чолі з начальником штабу армії генералом Маршаллом, виступило майже з ультиматумом президентові, запропонувавши своє бачення виходу з ситуації, що склалася. Якщо британці намагаються відкласти проведення операції на Європейському континенті на невизначений строк, вони перенацілять усі власні сили на Тихий океан, де японці не сидять склавши руки, й очевидно планують нарощування подальшого наступу на півдні та південному заході океану. Негайно розгорнулася серйозна боротьба між прихильниками позиції Черчилля та генерала Маршалла. Рузвельт, який не підтримав свій генералітет, був вимушений відправити Маршалла, Кінга та Гаррі Гопкінса до Лондона для врегулювання головних напрямків військової стратегії союзників на найближчий час та пошуку адекватного рішення.
Під час довгих суперечок та обопільних звинувачень, сторони дійшли до такого висновку: виходячи зі складності обстановки на Східному фронті та непередбачуваності позиції Радянської Росії, а також порівняльного стану сил та засобів німців й союзників, вважалося, що проведення операції зі вторгнення до Франції може призвести до катастрофи. Перенаціливши, у свою чергу, напрямок зосередження основних зусиль на узбережжя Північної Африки, західні союзники зможуть протистояти подальшому просуванню німецько-італійських військ, а на перспективу перенести активні дії на Сицилію та материкову частину Королівства Італія. Союзники прийняли спільне комюніке, в якому вказувалося на необхідність якомога скоріше розпочати дії на африканському узбережжі. Терміном визначалося не пізніше 1 грудня 1942 року.
Для Маршалла та Ейзенхауера прийняття рішення по «Гімнасту» означало, що союзники змирилися з ймовірністю поразки СРСР, якій з їх точки зору можливо запобігти в разі вторгнення своїх військ до Західної Європи.
Операція «Раундап» відійшла на другий, або навіть третій план. Прийняте рішення по застосуванню сил в Африці змусило як британців, так і американців перенацілити левову долю своїх офіцерів-операторів, що займалися плануванням вторгнення до Європи, на нову задачу — на розробку плану нової операції, яка отримала умовну назву «Торч» (Смолоскип). Згода Рузвельта з думкою Черчилля вигнати німців з італійцями з Африки залишала неясним питання, яким чином це впливатиме на майбутню велику стратегію.
У квітні домовленості союзників визначали, що концентрація зусиль для операції «Болеро» — перекидання американців до Британських островів — однозначно призведе до проведення «Раундап» не пізніше весни 1943. У липні ці принципи зосередження сил були відкинуті й замінені на концепцію стратегії поступового оточення. Замість того, щоб поступово нарощувати сили у Британії, успіх операції «Смолоскип» буде означати значну концентрацію сил та засобів на Середземному морі.
До жовтня 1942 року тривали дебати з приводу стратегічних цілей війни, які у свою чергу призвели до масштабного перенаправлення транспортування військ, матеріальних запасів, величезної кількості техніки та озброєння на інші театри воєнних дій. У вересні Черчилль звернувся з листом до Рузвельта, в якому вказував, що через те, що висадка головних сил британсько-американських військ у Західній Європі не уявляється можливою до 1944 року, він пропонує наступні напрямки стратегічних зусиль на кінець 1943 року. По-перше, це проведення операції «Смолоскип», яка надалі переросте в стратегічний наступ у підчерев'я Європи з висадкою союзних військ на Сицилію, Сардинію та навіть Італію. По-друге, Черчилль запропонував спланувати операцію з обмеженими силами по вторгненню до Норвегії, тим більш, що у випадку успішності цього задуму, допомога Радянському Союзу буде значно дієвішою. Рузвельт виказав інтерес до планів британського прем'єра та запропонував проаналізувати імовірність подальшого наступу союзників на Грецію та Балкани, а також можливість отримати підтримку з боку Туреччини та атакувати південний фланг Гітлера через Чорне море. Черчилль повністю підтримав цей варіант подальших дій.
Одначе, цей напрямок подальшого розвитку подій, до якого поступово схилявся Рузвельт, повністю не задовольняв американське військове командування. Генералітет виступив категорично проти, мотивуючи це тим, що такий стратегічний план неможливий через труднощі, які виникнуть через логістичні проблеми подальшого постачання військ, й головне, це не наблизить армію союзників до перемоги і не виключено, що війська зав'язнуть на Балканах та не зможуть вдарити в серце Третього Рейху.

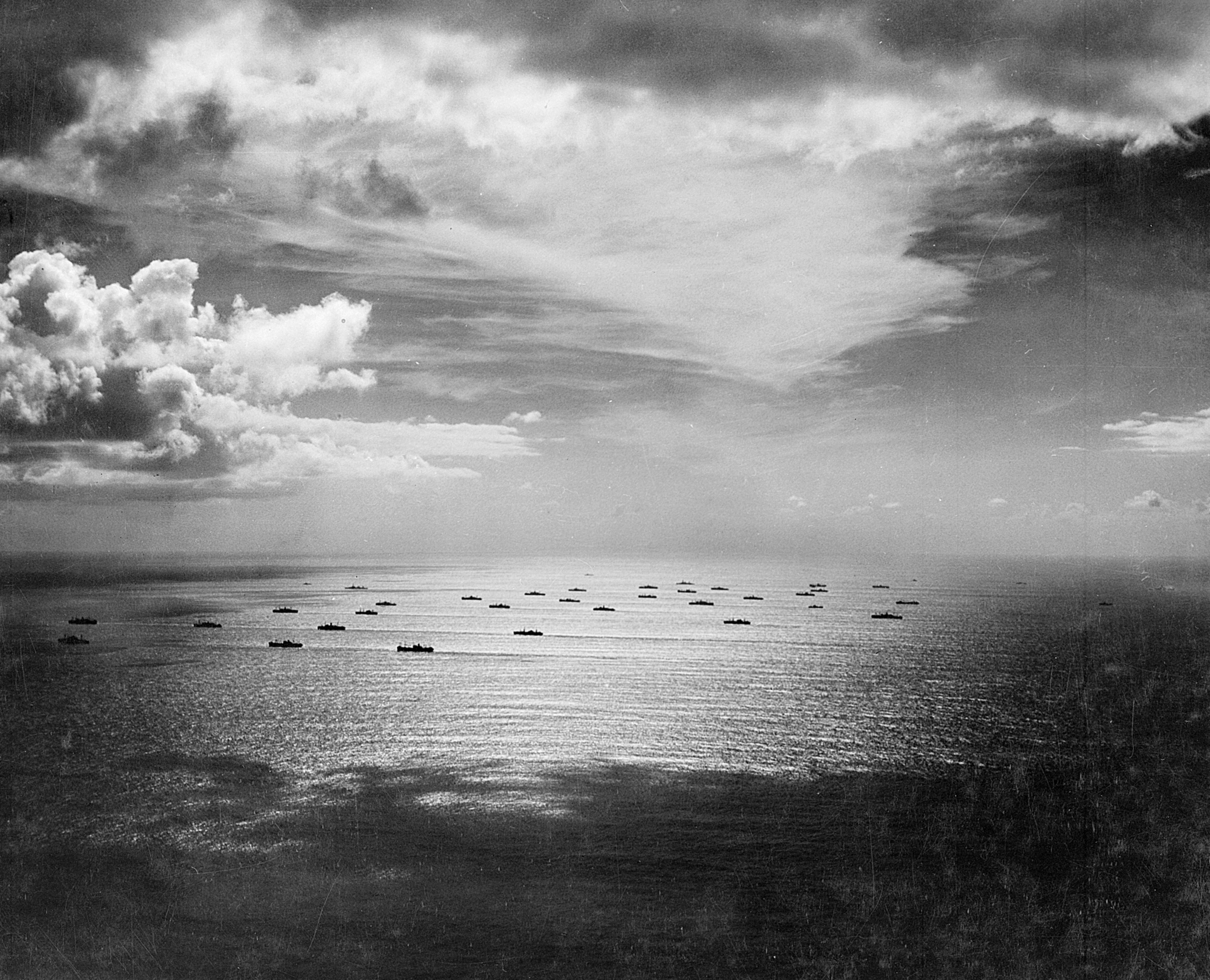
Конвой союзних військ наближається до Касабланки. Операція «Смолоскип». Листопад 1942.

### Операція «Смолоскип»
8 листопада 1942 розпочалася висадка американських військ у Касабланці. Операція пройшла надзвичайно успішно та дуже швидко, війська, що наступали, змогли завдати серйозної поразки противнику. Епіцентром головних подій, що розгорнулися на півночі Африки, стала невелика французька колонія — Туніс.
Водночас, значно зниженими темпами продовжувалося зосередження американських військ на території Британських островів. Однак замість 48 повноцінних дивізій на кінець 1942 року союзники змогли зосередити лише 25.

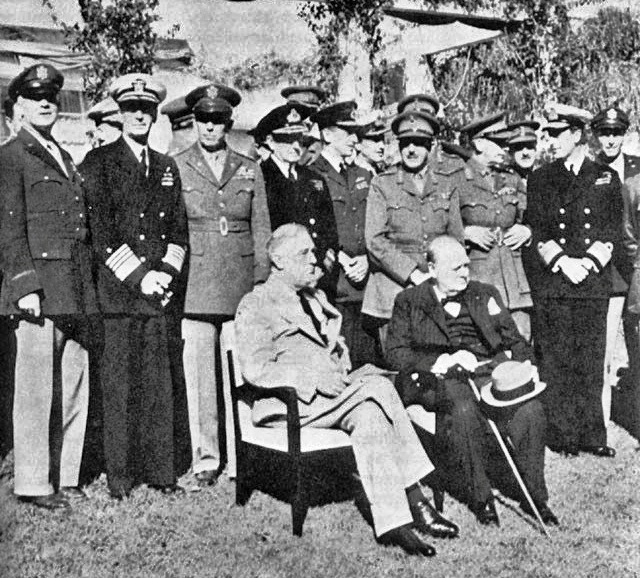
Конференція в Касабланці.

### Конференція в Касабланці
У січні 1943 в місті Касабланка, під кодовим ім'ям «Символ», пройшла одна з найважливіших конференцій керівників держав союзників у антигітлерівській коаліції. Коли конференція розпочалася, британо-американці вперше після півроку постійних поразок, тривог та втрат, починаючи з липня 1942, змогли сміливо поглянути в майбутнє, плануючи час та місця наступних битв з ворогом. Вони вперше отримали серйозні шанси на перемогу у світовій війні.
На конференції гостро постало питання — де зосередити стратегічні зусилля коаліції у боротьбі з країнами Осі. Битва в Північній Африці підходила до логічного завершення, але зміна пріоритетів влітку 1942 призвела до зривів планів операції «Болеро». Не зважаючи на величезний потенціал американців, стан їхніх військ та укомплектованість, становище з перекиданням сил і засобів морем, зосередження матеріалів і запасів для подальших дій у Європі залишалися далекими від бажаного. До того ж значних втрат завдавали німецькі підводні човни. Так, за 1942 рік союзники втратили на Атлантиці 1 027 суден та кораблів. Не опанувавши морем, союзники, відповідно, не мали жодного шансу розпочинати морську десантну операцію на західноєвропейському театрі воєнних дій.

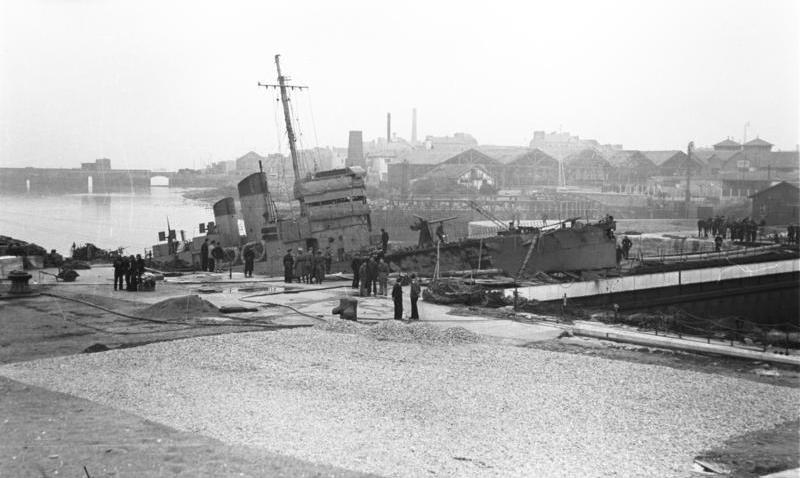
Ескадрений міноносець HMS «Кемпбелтаун», що проломив прохід у док під час операції. Рейд на Сен-Назер. 28 березня 1942.

Черчилль з цього приводу не мав жодних сумнівів. Він наполягав на продовженні бойових дій у 1943 році на Середземномор'ї, й навіть не допускав думки про вторгнення на континент. Він відстоював перед президентом свою думку: Південна Європа залишається, без будь-яких сумнівів, нашою пріоритетною задачею.
Водночас, американське військове керівництво на чолі з начальником штабу армії США генералом Маршаллом, роздратоване нескінченими політичними іграми британців, пов'язаними із захистом лише власних довгострокових інтересів, відстоювало думку, що після завершення розгрому німців та італійців на півночі Африки — подальші дії союзників мусять бути перенесені на західне узбережжя Європейського континенту. Загальна стратегія повинна концентруватися на ідеї щонайскорішого та ефективнішого розгрому найбільш загрозливого противника — нацистської Німеччини.
Тим часом, британський генералітет на чолі з генералом А.Бруком, відстоював думку, що поспішність у проведенні операції «Раундап» у 1943 призведе до катастрофи, а не до успіху.
На завершення конференції союзники прийняли рішення, за яким британські аргументи на користь зосередження зусиль військової стратегії на Середземноморського театру воєнних дій визнавалися слушними, проте, ні у якому разі не створювали завад для успішної підготовки вторгнення до Західної Європи. Маршалл відстоював думку, що битва на Середземному морі, ніяким чином не може розглядатися, як головна арена для знищення військової міці Третього Рейху. Він наполягав на тому, що лише прямі дії призведуть до успіху, й врешті-решт до розгрому саме Третього Рейху, а не Королівства Італія чи інших країн-сателітів.
Водночас, Маршалл наголосив, що пріоритетними напрямками підготовки до цього стає інтенсифікація боротьби з підводним флотом Крігсмаріне на Атлантичному океані та масування зусиль з бомбардування об'єктів військово-промислового комплексу Третього Рейху, а також інфраструктури та військових цілей, що грають важливу роль у планах висадки військ. Основні зусилля зосереджуватимуться на меті завдати максимальної поразки, примусивши Вермахт відвести наземні та повітряні сили з радянсько-німецького фронту.
На конференції також було прийнято рішення про вторгнення на півдні Європи на користь Сицилії, а не Сардинії, континентальної Греції, Криту або Додеканеських островів. До того ж, на конференції розглядалося питання формування основного керівного органу управління з підготовки та планування вторгнення до Західної Європи. Попри те, що переважна частка зусиль союзників буде спрямована на ведення війни на півдні Європи, конференція у Касабланці заклала першу цеглину у фундамент операції «Оверлорд».

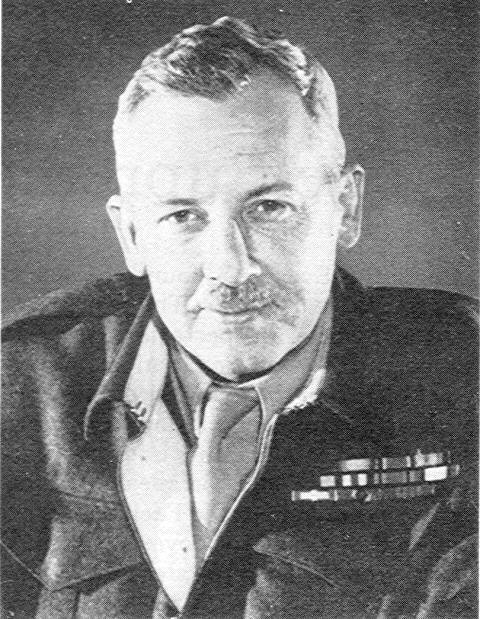
Британський генерал-лейтенант Фредерік Морган — автор плану вторгнення союзників до Франції.

## Планування «Оверлорд»

### Січень-липень 1943 (організація планування)
З ухваленням у Касабланці рішення щодо вторгнення до Західної Європи, перед військовим керівництвом обох країн постало питання, — хто очолюватиме процес підготовки найбільшої у світовій історії десантної операції. Генерал-лейтенант Д. Ейзенхауер, який із самого початку був визначений саме на роль командувача американськими військами в Європі, принаймні був зайнятий подіями на Середземному морі та не мав можливості зосередитися на розробці плану вторгнення. Після тривалих роздумів було ухвалене цікаве рішення: за умови відсутності будь-якого кандидата на роль командувача усім угрупованням, на посаду начальника штабу оперативної групи був призначений британський генерал-лейтенант Ф. Морган.
Директивою від 5 березня 1943 Ф. Морган приступив до виконання надмірно складного завдання з розробки фундаментального плану вторгнення військ. Не гаючи часу, з властивою йому енергійністю, генерал Морган розпочав роботу. Перш за все, він зрозумів, що військове керівництво союзників не дуже квапиться з виробленням стратегічного замислу проведення операції. Тоді він сміливо перейняв усю ініціативу на себе і приступив до формування робочих органів від представників усіх країн, що планувалися для участі в десанті. На першому же засіданні знов сформованого органу управління Морган потребував від підлеглого йому штабу: «з цього моменту ми не звичайні планувальники — ми відповідальні виконавці, від результату роботи яких залежатиме успіх операції. Визначення офіцер-планер — найгірше, це означає, що він нічого не може розробити, окрім листа паперу. У тісній взаємодії та чіткій координації дій ми повинні не лише розробити, а й детально підготувати план вторгнення, врахувавши найдрібніші нюанси та проблеми».
Спочатку штаб (англ. COSSAC) був організований з п'яти гілок управління: сухопутних військ, флоту, ВПС, розвідки та логістики з адміністративними справами. Поступово в міру зростання завдань та підпорядкованих об'єднань, з'єднань і частин, на штаб Моргана покладалося усе більше завдань, він перебрав на себе вирішення або врегулювання усе більших аспектів підготовки, у тому числі координацію дій з рухом опору у Франції, проведення дезінформаційних та спеціальних операцій у північно-західній Європі. Поступово розгортаючись штаб COSSAC збільшував свою чисельність та вдосконалював структуру, доки в січні 1944 не перетворився на Верховне Командування союзних сил у Європі, яке й стало головним виконавцем операції «Оверлорд».

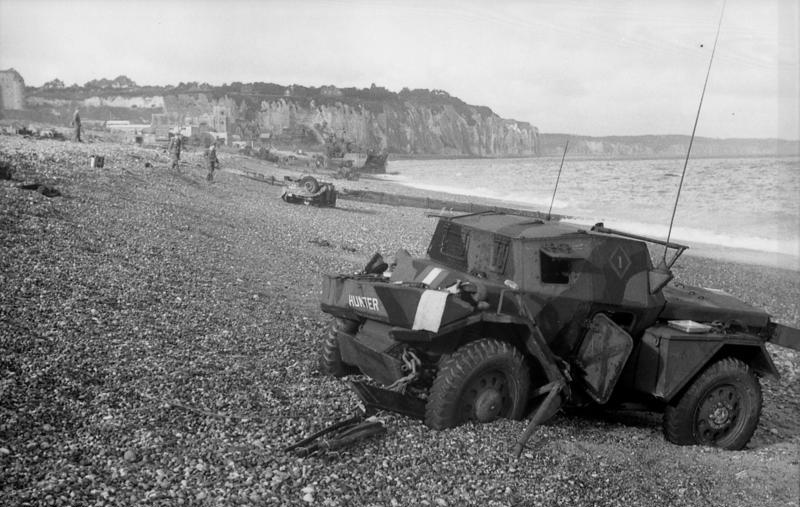
Кинута техніка союзників після поразки у Дьєпському рейді. Битва за Дьєпп. Серпень 1942.

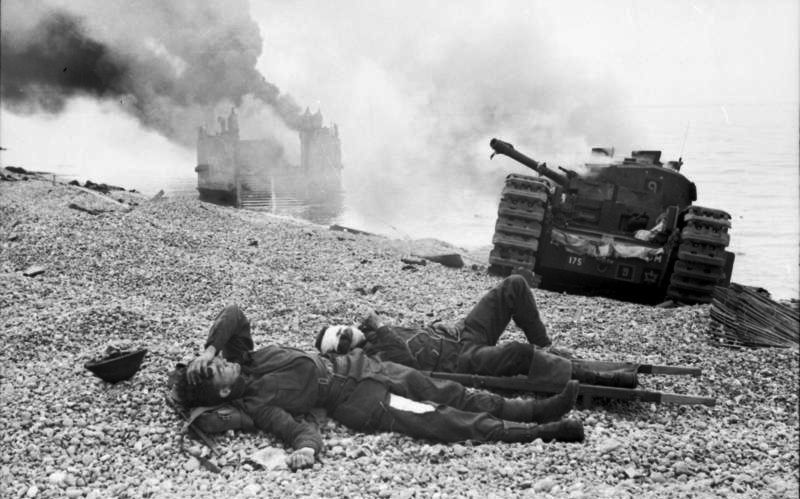
Поранені канадські солдати на узбережжі біля підбитого танку «Черчилль». На задньому плані десантно-висадочне судно у вогні. Битва за Дьєпп. Серпень 1942.

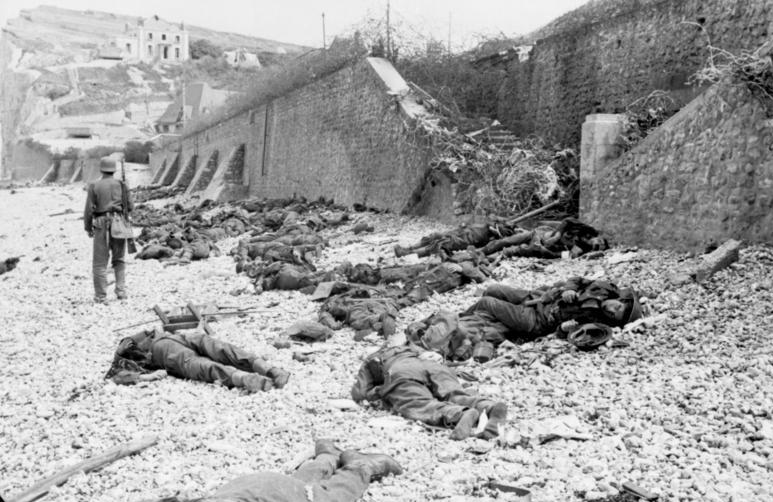
Поле битви біля Дьєпа. Серпень 1942.

#### Вивчення попереднього досвіду
Перші кроки планування операції базувалися на величезному матеріалі, накопиченому досвідом попередніх планів вторгнення через Ла-Манш у 1941—1942 роках, під час розробки операції «Раундап». Проте, найбільш цінний досвід був перейнятий з рейду на Дьєпп, що був проведений 19 серпня 1942. На відміну від рейду на Сен-Назер, який проведений військами спеціального призначення в березні 1942, операція «Ювілей» планувалася, як мініатюрне вторгнення із залученням усіх видів збройних сил та висадкою піхотних та танкових частин на узбережжя Франції. Ця операція мала за мету захопити й утримати плацдарм. Керівництво операцією розуміло, що утримати захоплене тривалий строк не вдасться. Й хоча, це так зване тестування з точки зору тактики завершилося повним розгромом, спричинило численні втрати серед тих, що висаджувався, в цілому Дьєпп надав багато корисних даних організаторам висадки, що планувалася під час вторгнення в Європу.
Проаналізувавши наслідки операції «Ювілей», розробники десантної операції дійшли висновку, що для того, щоб десантування пройшло вдало, їм потрібно зосередити якомога більше сил та засобів саме на першому етапі — на етапі вторгнення, і негайно після висадки, не ув'язуючись у затяті бої з противником, прориватися вглиб оборонних споруд та позицій противника, одночасно докладаючи максимум зусиль для нарощування других ешелонів та резервів на захопленому плацдармі. Живучість висадки залежатиме від того, як швидко і з якою міццю союзники зможуть вчепитися в узбережжя, не даючи противнику змоги перехопити ініціативу.

#### Вибір смуги вторгнення
Наступним кроком підготовки загального замислу плану постало питання вибору зручного місця для вторгнення. По-перше, цей район мав розташовуватися в радіусі досяжності винищувальної авіації союзників, що базувалися на аеродромах півдня Великої Британії та виконувала важливе завдання прикриття з повітря висадки морського десанту, а також угруповання флоту. Несподівано з'ясувалося, що винищувачі можуть діяти лише на ділянці між Шербуром та Кнокке (північно-західний край Бельгії). Для підтримки панування в повітрі літакам потрібні зручні аеродроми, або щонайменше майданчики підскоку.
Рівень протидії системи берегової оборони німців розраховувалося знизити шляхом проведення артилерійської підготовки та підтримки корабельною артилерією, бомбардуванням з повітря та висадкою повітряного десанту. Однак, відсоток ураження, що завдаватиметься, цифра нестабільна, тому було прийнято рішення виключити райони, де фортифікаційні системи «Атлантичного валу» базувалися на висотах, а також узбережжя Нідерландів, де оперуючи іригаційною системою, німці просто могли блокувати шляхи просування морського десанту або навіть затопити захоплені ділянки.
До того ж, плацдарм висадки мав забезпечувати відносно вільну висадку на берег транспортів з вантажами та резервами. Цей район не повинен створювати передумови для заторів, зайвого накопичення матеріалів та засобів, проблем для просування військової техніки та особового складу. Зона вторгнення мусить мати поблизу принаймні один великий морський порт, який потрібно захопити якомога скоріше. Також бажано мати низку невеличких портів та гаваней, які зможуть задовольнити потреби постачання військових запасів безпосередньо у всій смузі вторгнення. Замислом передбачалося, що головні сили після вторгнення не будуть спроможні протягом наступних 3-х місяців захопити більш-менш великі порти, тому, можливості зони висадки повинні забезпечити не лише швидке та безупинне вивантаження на берег, а й зручне перекидання та накопичення техніки та запасів до безпечних місць. Роль транспортних шляхів та доріг, що ведуть з пляжів углиб континенту також грала неабияку роль.
Ретельно вивчаючи умови необхідні для вибору району, що відповідатиме задачам вторгнення, штаб проаналізував багато інформації та дійшов невтішного висновку, що, крім місцевості поблизу Кана, жодний район не підходить. Голландія не підходить через значну віддаленість, уразливість своїх пляжів та ненадійність виходів з узбережжя углиб країни. Бельгійський берег мав мало придатних місць для вторгнення, був дуже уразливий та надавав тим, хто обороняється, значні переваги в маневруванні силами уздовж берегової лінії. До того ж, німецькі укріплення «Атлантичного валу» були тут дуже міцні. Район Па-де-Кале, який планувалося використати як головний під час планування операції «Раундап», був безумовно кращим, але саме цю ділянку Вермахт вважав найзагрозливішою та вжив усіх заходів протидії. Сектор естуарію Сени не мав належних пляжів для висадки морського десанту. Бретань відпала через значну віддаленість свого розташування.
Методом виключення оперативний штаб зупинився на секторі Кана та півострові Котантен. Кан відповідав усім критеріям, за винятком нужденності портової інфраструктури. Тому зародилася ідея комбінованим ударом по кількох ділянках вторгнутися на територію Нормандії, при чому західні сектори висадки використати для створення передумов для подальшого захоплення Шербуру.
1 березня 1943 Об'єднаний комітет начальників штабів союзників затвердив запропонований напрямок зосередження основних зусиль вторгнення на північному узбережжі Нормандії. Цей план вторгнення отримав назву «Скайскрепер» і передбачав одночасну висадку морського десанту в районі Кана та у східній частині Котантена силами 4-х дивізій, за якими прямував другий ешелон з 6-ма дивізіями. Надалі, після захоплення та утримання плацдарму, союзники планували зосередити значну кількість військ на березі та продовжити наступ у двох напрямках: західний компонент захоплює Шербур, а східний — проривається у загальному напрямку на Гавр. Далі британсько-американські війська повинні просуватися на Антверпен, у Голландію.
Невдовзі багато ідей з планування «Скайскрепер» лягло в основу плану «Оверлорд». Проте, у цілому цей план мав забагато недоліків та ідей, котрі було складно реалізувати на практиці. Головним висновком стало те, що основні зусилля союзників потрібно зосереджувати спочатку на звільненні Франції, а не приморського узбережжя Бельгії та Голландії.

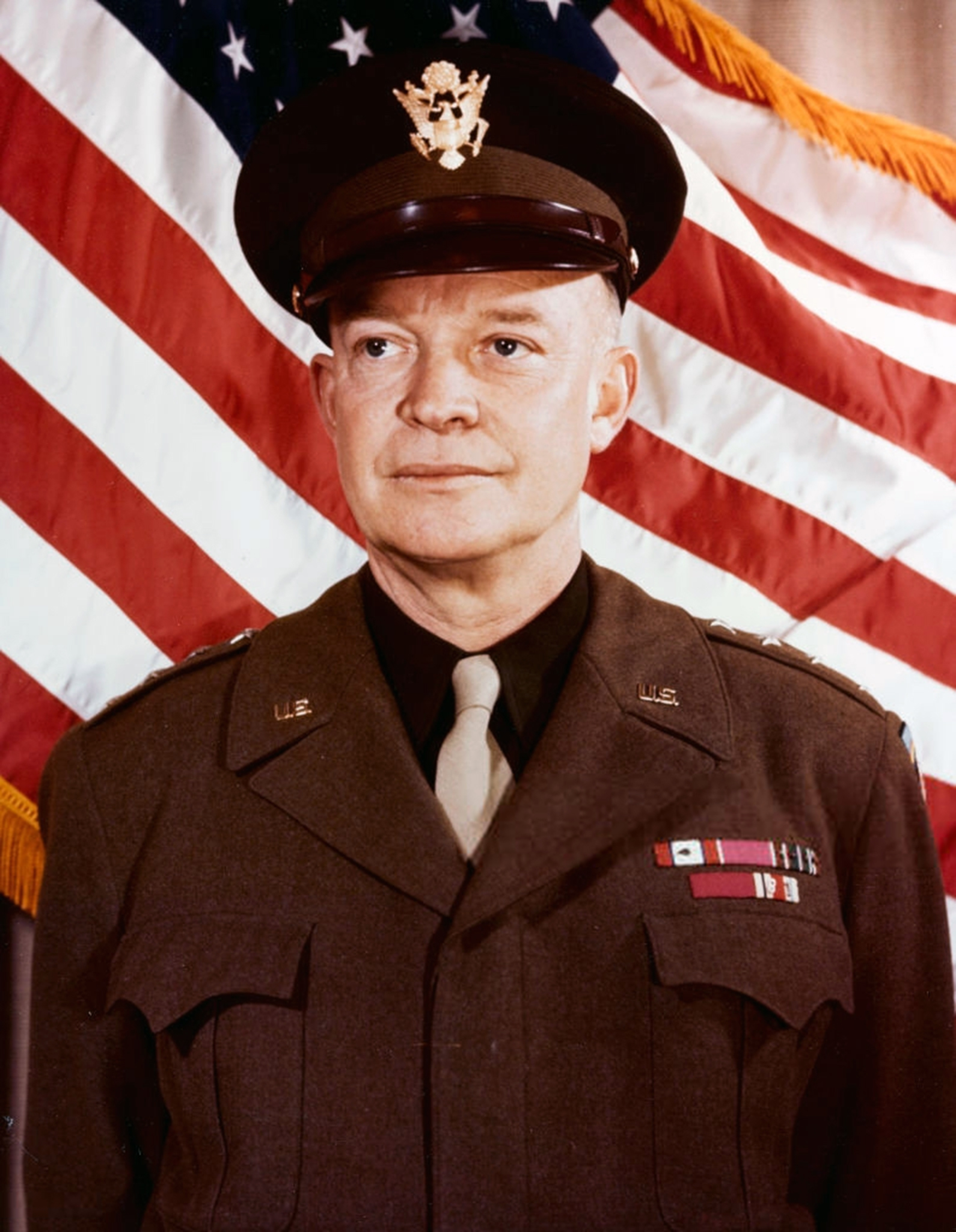
Генерал Дуайт Ейзенхауер — Верховний головнокомандувач верховного командування союзних експедиційних сил в Європі.

#### Проблеми логістики
Однак, під час планування вторгнення розробники операції знову зіштовхнулися з однією проблемою, яка так і не була вирішена попередниками — яким чином союзні війська перетинатимуть протоку і головне, якими засобами вони висаджуватимуться на берег. У травні, начальник планування морських операцій штабу «Оверлорд», подав на розгляд розрахунки, в яких проаналізував потреби у десантно-висадочних засобах. Потреба у десантних засобах різного типу становила 8 500 одиниць, що дозволяло одним підйомом перекинути до узбережжя Франції 10 дивізій. Спалахнув скандал. Американці прямо звинувачували компаньйонів у небажанні проводити операцію у 1944 році начебто через дефіцит висадочних засобів. Адмірал Е. Кінг виказав незадоволення, що британці навмисно руйнують план вторгнення через кількість кораблів. Черчилль з прикрістю сказав: «доля двох найвеличніших імперій здається залежить від чортових дрібниць під назвою LST…»
Проведені уточнення та деякі помірні скорочення чисельності сил вторгнення дали цифру 4000. Така чисельність десантно-висадочних засобів забезпечувала одночасну висадку 5-ти дивізій під час операції. Генерал Ф. Морган виступив з більш обґрунтованими розрахунками та навів цифру 4504 судна для безперебійного виконання плану операції.
У травні 1943 у Вашингтоні пройшла третя міжнародна конференція під умовною назвою «Трайдент». На конференції врешті-решт після довготривалих дебатів, які по-суті обговорювали одну й ту ж проблему, було ухвалене остаточне рішення — висадку у Європу через Канал здійснити весною наступного року. Й хоча британці в цей час цілком були зосереджені на проблемах логістики, у зв'язку з початком вторгнення на Сицилію, найбільшою проблемою, що існувала на етапі підготовки, постало питання забезпеченості сил вторгнення десантно-висадочними засобами. Черчилль та його генералітет знов намагалися поставити умову, щоб через цей брак, вторгнення на континент буде можливим не раніше весни 1945 або навіть 1946. «Кінцевий удар по Рейху», — суперечили їм у свою чергу американці, «має бути завданий через Ла-Манш. Усі інші плани не зможуть спричинити краху Німеччини».
Конференція ухвалила рішення про розробку плану, який незабаром отримав назву «Оверлорд». План передбачав — вторгненням на територію континентальної Європи створити міцний плацдарм, з якого надалі союзники продовжуватимуть широкомасштабний наступ по всьому фронту. Для цього визначалося 5 дивізій для першого ешелону, 2 — для другого ешелону вторгнення, 2 — дивізії повітряного десанту для підтримки військ, що висаджуються на узбережжя та ще 20 дивізій, які згодом будуть перекинуті з «туманного Альбіону» до Франції. До речі, було затверджено пропозицію про перекидання до 1 листопада 1943 на острови Великої Британії з Італійського театру дій 4-х американських та 3-х британських дивізій, що на той час набудуть бойовий досвід.

#### План Моргана
Із затвердженням Вашингтонською конференцією рішення на вторгнення до Європи, штаб генерала Ф. Моргана розпочав відпрацювання низки супутніх планів та операцій, щоб ввести Вермахт в оману стосовно дійсного напрямку дій західних союзників.
Для запровадження в життя цілого комплексу дезінформаційних заходів був розроблений план «Кокейд», який власне складався з 3-х основних напрямків:
- операція «Уодем» (Уодемський коледж у Британії) — створення хибного враження у супротивника, що американських військ значно більше на території Британії та що вторгнення буде проводитися біля Бреста (Бретань);
- операція «Тіндалл» — заходи, що виконуватимуться британськими силами в Шотландії, з метою імітації вторгнення до Норвегії.
- операція «Старкі» — повномасштабна дезінформаційна операція, спрямована на хибну підготовку військ до вторгнення в районі Па-де-Кале[67].

Водночас, основний оперативний склад штабу Моргана за умови найсуворішої таємності займався детальною розробкою плану операції «Нептун» — першої частини плану висадки до Нормандії та подальшими діями за планом «Оверлорд». Через 6 тижнів після завершення конференції у Вашингтоні, генерал Ф. Морган представив на розгляд Об'єднаному комітету союзних військ перший робочий чорновий план операції. Й хоча план був ще дуже сирим, мав забагато припущень, цей варіант ліг в основу операції, що була проведена.
Ф. Морган запропонував висадку на три плацдарми: Ліон-сюр-Мер—Курсель-сюр-Мер, Курсель-сюр-Мер—Арроманш-ле-Бен та Кольвіль-сюр-Мер—В'єрвіль-сюр-Мер). За планом 2 британські дивізії висаджуватимуться на східному плацдармі біля Кана й одна американська дивізія західніше. Їм сприятимуть десантники (1 американська дивізія та ⅔ британської) та загони командос, що мають діяти поблизу.
«День Д» не визначався, проте було з'ясовано, що вторгнення розпочнеться не раніше 1 травня 1944 року. З урахуванням тривалості дня, погодних умов, аналізу припливів-відпливів, остаточна дата та, головне, час початку висадки будуть визначені значно пізніше.
Рішення про морський десант на узбережжя північної Нормандії відповідно разом з цим спричинило значних труднощів. Керівництво розуміло, що із захопленням навіть Шербуру, який був достатньо потужним морським портом, той водночас не забезпечить темпів розвантаження усіх військових запасів для 29-ти перших дивізій вторгнення. Його потужності очевидно були замалими. Зокрема, військове майно, боєприпаси мають доставлятися безпосередньо на узбережжя плацдармів, у райони бойових дій, а евакуація важкопоранених має проводитися негайно до найближчих шпиталів, а не транспортуванням їх на значну відстань. Тоді була запропонована смілива та революційна ідея — створити штучні розбірні морські порти у Великій Британії, відбуксирувати їх до Нормандії, де зібрати ці конструкції прямо на місцях вторгнення. Ці творіння інженерної думки, що отримали назву «Малберрі», складалися з багатьох секцій, і транспортувалися через протоку морськими буксирувальниками. Основа хвилерізів створювалася шляхом затоплення старих бойових та транспортних кораблів.
При розробці плану Морган особливо приділив увагу надзвичайній концентрації танкових підрозділів та засобів ППО на момент висадки першої хвилі десанту. Він пояснював це тим, що союзникам ймовірно вдасться досягти тактичної раптовості під час вторгнення, проте після виходу з пляжів, що будуть захоплені, їм знадобляться засоби прориву та прикриття, там, де підтримка з моря та повітря буде вже ускладнена. Тому британсько-американському десанту буде потрібна максимальна кількість важкої броньованої техніки, коли німці стануть кидати в бій другі ешелони та резерви. Життєво важливим питанням постане спроможність союзних сил вирватися за межі перших ліній оборони Вермахту та максимально просунутися вперед, не втрачаючи темпу.
Штаб Моргана передбачив десантування майже 2-х повітрянодесантних дивізій. Так, на захоплення Кана передбачалося спрямувати цілу дивізію, але за наявності лише 632 транспортних літаків, успіх її застосування уявлявся дуже складним і малоімовірним.
Плануючи висадку повітряного десанту, Морган прекрасно розумів, що десант буде дуже уразливий у перші години бою. Тому особлива увага приділялась розробці заходів стратегії непрямих дій, спрямованих на максимальне зниження опору німців у районі висадки й створення у них хибного уявлення стосовно реальних планів. З липня генерал сконцентрував усі свої зусилля в цьому напрямку, розробляючи плани дій морського компонента, повітряних сил, психологічного, економічного характеру, акції саботажу та обману противника, спеціальні операції та інші дії, що спричинять сум'яття серед противника. Вживаючи ці заходи, систематизуючи усі дії, пов'язуючи їх, намагаючись створити цілісну картину хибного вторгнення, на відміну від прихованої інтенсивної підготовки до висадки в Нормандії, Морган намагався здійснити усе можливе для того, щоб висадка вдалася і втрати були мінімальними.
Відповідно до плану Моргана щодо введення противника в оману, союзники за 2 тижні до початку вторгнення мали імітувати спробу вдертися до Європи через Па-де-Кале. Ці дії мали тривати до «Дня Д»+14, відволікаючи увагу командування Вермахту від справжнього району висадки та головне, утримувати німецькі війська щонайдовше у своїх секторах. Наступний хибний напрямок висадки сконцентрувався в Південній Франції, утворюючи для німців загрозу морського десанту безпосередньо перед «Днем Д». Обидва задуми грали неймовірно важливу роль у планах Моргана, через те, що таким чином скувавши війська супротивника, він намагався дати силам вторгнення час міцно закріпитися на землі Франції з мінімальними втратами.
Цікавий факт: коли штаб союзників розробляв варіанти дій військ, що висадяться у Нормандії, за оцінкою розвідки чисельність сил Вермахту, яким здатні успішно протистояти сили союзників, вважалася еквівалентними 12-ти піхотним дивізіям. Коли на конференції у Тегерані, про замисел операції союзники розповіли Сталіну, він поставив просте питання: «А що Ви будете робити, якщо буде 13 дивізій?».

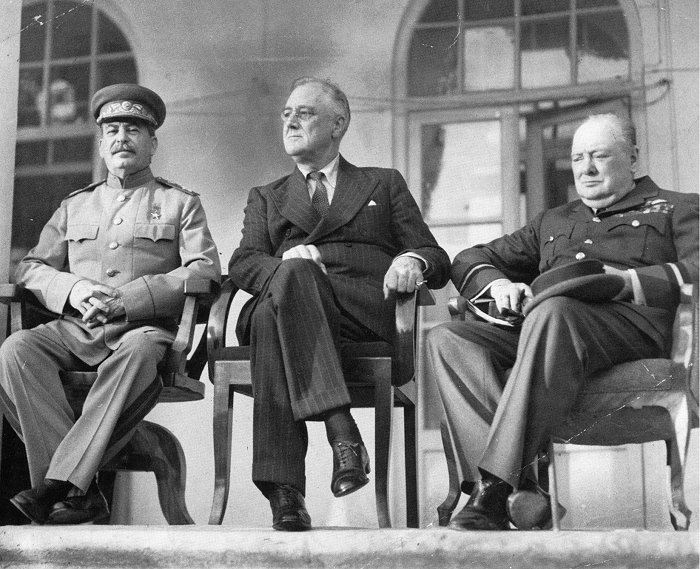
Тегеранська конференція. Й. В. Сталін, Ф. Д. Рузвельт та В. Черчилль.

Основним завданням першого ешелону сил вторгнення ставилося заволодіння до кінця «Дня Д» узбережжям в районах висадки десанту й захоплення важливих ключових об'єктів Гранкам-Мезі, Байо, Кан. На кожний плацдарм (американський та британський) висаджуватимуться по два посилених полки, за ними прямують наступні ешелони сил вторгнення. Подальше просування тих, що наступають, у загальному напрямку на південь та південний захід, із завданням розгрому військ Вермахту на захід від річки Орн, обійти противника між річками Орн та Дів і, захопивши зручний плацдарм, створити передумови для подальшого просування на Шербур. Планом визначалося виконання цих завдань протягом 8 діб, за цей час на узбережжі зосередяться щонайменше 12 дивізій.
На наступні 6 днів планувалося продовжити наступ на півострів Котантен і захопити важливий морський порт Шербур на 14 добу операції. Посиленні танковими частинами підрозділи британців тим часом завдають потужного удару південно-східніше Кана в напрямку на Алансон. За планом, через 18 діб основні сили противника, що будуть протистояти у Нормандії, повинні бути розгромлені. На 15-ту добу після висадки союзники зосереджують 18 дивізій й переходять до перегрупування сил з метою подальшого просування на території Франції двома ударами, що розходяться, у напрямку на Бретань та Париж відповідно.
У чорновому варіанті плану розробники передбачали, що на союзників чекають суворі реалії першого етапу — етапу висадки, після цього, не втягуючись у запеклі бої та обходячи вузли опору німців, десант негайно переходить у наступ по всьому фронту, намагаючись захопити якомога більшу площу плацдарму.

### Детальне розроблення плану вторгнення (серпень— грудень 1943)

#### Переоцінка стратегічного задуму
Події, що тривали протягом весни та літа, невід'ємно диктували свої вимоги й тому безсумнівно впливали на розробку плану вторгнення на загальному фоні обстановки, що склалася на середину літа 1943.
По-перше, це було пов'язано з успішним виконанням завдань операції «Болеро» — перекидання військ та військових запасів до Британії. Продумана та ретельно організована боротьба з підводним флотом К. Деніца давала свій зиск. Поворотним пунктом став травень 1943. Хоча Крігсмаріне продовжували загрожувати союзницьким конвоям, завдаючи болючих ударів на шляхах комунікацій, однак у значно меншому масштабі й, до того ж, зазнаючи дуже серйозних втрат під час таких сутичок. Добре організовані системи конвоїв, застосування новітніх літаків, радіолокаційних систем, і, головне, отримання на озброєння британської протичовнової авіації новітніх мікрохвильових радарів призвели до того, що німецькі U-Boot втратили 30 % складу оперативного флоту, що був на завданні. Нові засоби розвідки й виявлення цілей дозволяли союзникам знаходити субмарини в темряві та тумані та, легко виявляючи їх, негайно організовувати знищення.

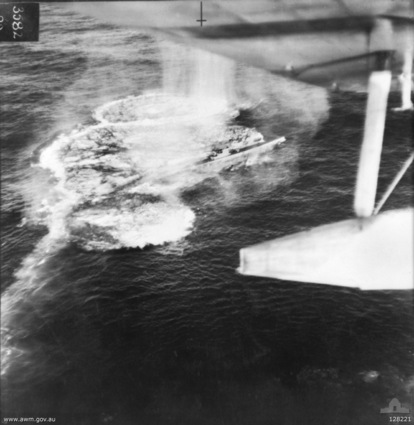
Німецький підводний човен U-106 під ударами протичовнової авіації союзників. Атлантика, 1943.

Повітряна атака союзною авіацією німецьких важливих об'єктів.

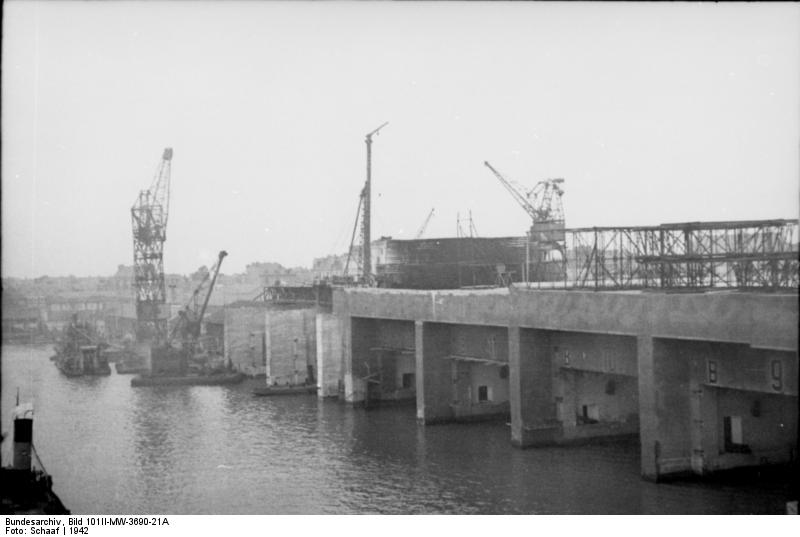
Укріплена база німецьких підводних човнів. Сен-Назер. Франція, 1943.

У червні німецькі підводні човни змогли потопити лише 19 кораблів та суден противника, у серпні — 3. У вересні Крігсмаріне були вимушені практично вивести усі свої субмарини із Західної Атлантики через дуже високі втрати.
На кінець 1943 року підводний флот Третього Рейху знищив морського транспорту та бойових кораблів на сумарну водотоннажність 3 млн тонн, для порівняння у 1942 — 8 млн тонн, при тому, що інтенсивність вантажних перевезень морем зросла удвічі. Кількість затоплених німецьких U-Boot зросла з 85 у 1942 до 237 у 1943.
Також вдало йшло виконання планів стратегічних бомбардувань важливих об'єктів на території Європи силами ВПС. Якщо в березні бомбардувальна авіація 8-ї повітряної армії американців змогла виконати 956 літако-вильотів та скинути 1 662 тонн бомб, то в травні це було вже 1 640 літако-вильотів і 2 851 тонна. На виліт на бомбардування залучалося у березні 106 бомбардувальників, у травні 180. Проте, це було ще дуже далеко від масштабів червня 1944, коли на один виліт злітало вже по 1 000 важких бомбардувальників одночасно.
Разом з цим, позитивні новини з Середземноморського театру дій надавали доброго настрою союзникам. Операція «Хаскі», вторгнення до Сицилії, пройшла дуже вдало й повністю деморалізувала союзника Третього Рейху — Королівство Італія. Війська фельдмаршала Г. Александера (7-ма американська армія генерала Дж. Паттона та 8-ма британська армія Б. Монтгомері) висадилися 10 липня 1943 року й за 39 діб повністю опанували островом.
8 вересня маршал П. Бадольо від імені італійського уряду проголосив про капітуляцію Королівства Італія. Водночас, на Східному фронті, після запеклого бойовища між радянськими та німецькими військами на Курській дузі, Червона армія розбила противника, що протистояв, та перейшла до рішучого наступу по всьому фронту.
У серпні 1943 року на фоні цих подій західні союзники знов зустрілися на території Канади у Квебеку, щоб обговорити на конференції «Квадрант» стратегічні плани на майбутнє. Операція «Оверлорд» визнавалася головним пріоритетним напрямком військової стратегії на першу половину 1944 року, одночасно британці наполягали на рішучому продовженні наступальних дій в Королівстві Італія, скористувавшись ситуацією в повній мірі. 17 серпня 1943 Об'єднаний комітет начальників штабів союзників прийняв остаточну резолюцію з цього приводу й, в цілому затвердивши план генерала Моргана, постановив збільшити масштаби морської десантної операції. Так, Черчилль вважав, що висадка повинна проводитися силами принаймні на 25 % більшими ніж розраховувалося раніше, й запропонував провести вторгнення також на східному березі півострову Котантен, що відокремлювався від головних сил морського десанту річкою Вір та Карантанським каналом.
Також була запропонована ідея висадки відволікального десанту на півдні Франції в районі Тулона-Марселя для зриву можливостей німецького командування передислокувати війська до Нормандії. Хоча ця пропозиція спровокувала нові труднощі стосовно питань забезпеченості висадки морського десанту, вона була підтримана й генерал Д. Ейзенхауер, який на цей час був головнокомандувачем на Середземноморському театрі воєнних дій, приступив до розробки плану операції «Драгун».
Не очікуючи завершення результатів конференції, генерал Морган розпочав переоцінку свого плану з урахуванням 25 % збільшення сил вторгнення. Знову оперативний штаб розробки операції був засмучений з приводу логістичного забезпечення висадки британо-американців на узбережжі Франції. Десантно-висадочних засобів не вистачало катастрофічно, а апетити військово-політичного керівництва зростали. До неминучого зростання потреб сил та засобів, що потребувала висадка у північно-західній Франції, планувальники змушені були враховувати намагання Об'єднаного комітету висадити десант на французькій Рив'єрі. Звісно його роль була беззаперечною — вторгнувшись з півдня, союзники відтягували на себе групу армій «G» генерал-фельдмаршала Й. Бласковіца й позбавляли Головнокомандування Вермахту «Захід» можливості маневру. Проте, усі розрахунки наочно демонстрували, що для успішного виконання планів цих операцій західним союзникам катастрофічно бракує матеріальних засобів для їхнього забезпечення.
13 вересня 1943 року, керівник військово-морськими операціями США адмірал Е. Кінг затвердив новий графік нарощування виробництва транспортних засобів, в якому було закладено 35 % зростання випуску десантно-висадочних засобів.

#### Проблеми керівництва

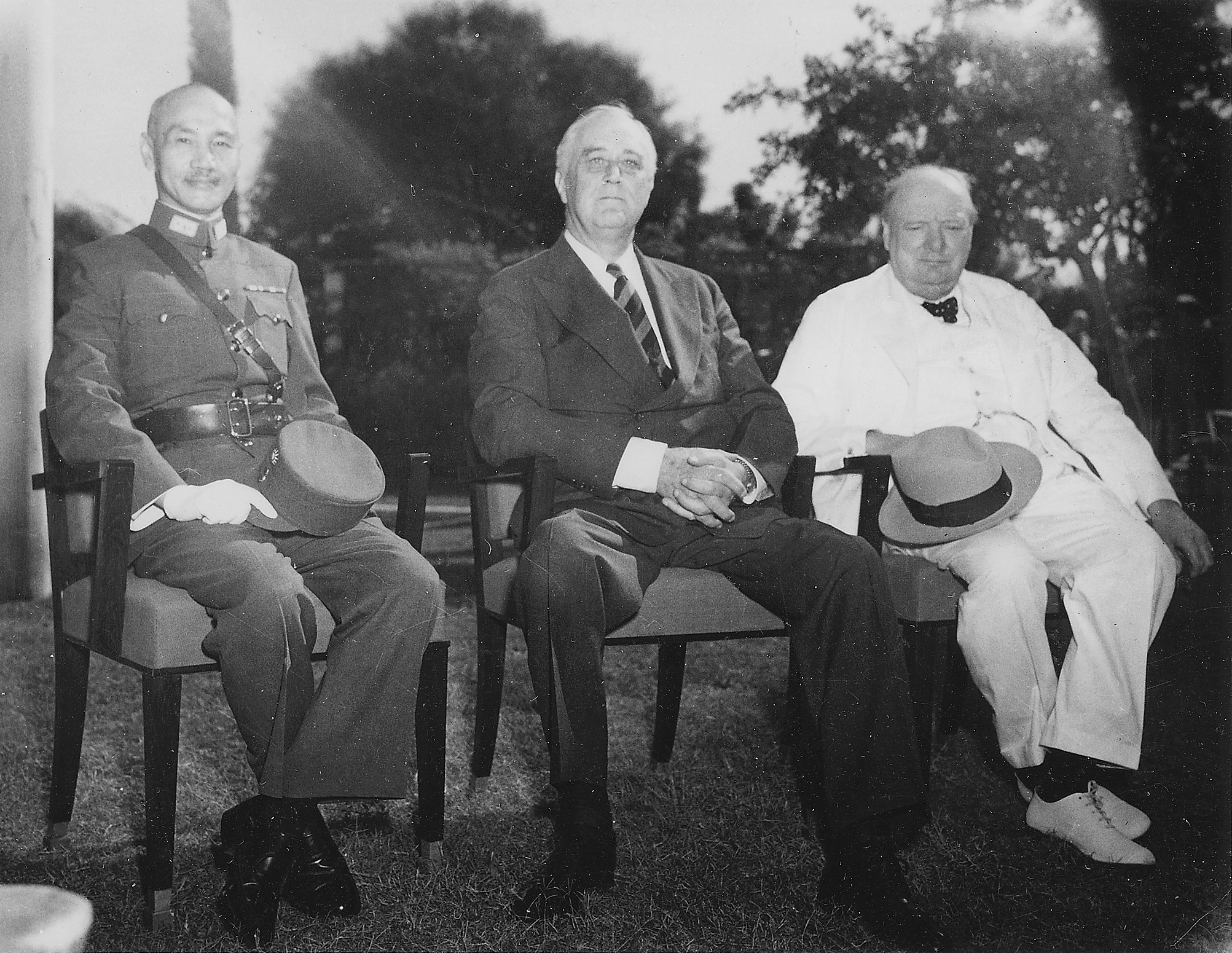
Чан Кайші, Франклін Рузвельт і Вінстон Черчилль на Каїрській конференції, 25 листопада 1943.

Дедалі на повістці дня постало дуже делікатне питання — хто очолюватиме вторгнення західних союзників до Нормандії. Якщо у березні 1943 на початковій стадії розробки плану «Оверлорд» ситуація щодо втілення на практиці вторгнення була ще малоімовірна, то восени величезному військовому компоненту був потрібний головнокомандувач, який поведе їх на рішучий штурм через Ла-Манш. Генерал Ф. Морган при усіх його талантах, залишався лише блискучим розробником плану операції, без покладання на нього повноважень головнокомандувача. Між союзниками розгорнулася боротьба за право посідати найбільш значущі позиції в керівництві операцією. Британці вважали, як само собою зрозуміле, що Верховним головнокомандувачем повинен бути лише представник британської військової еліти. Але суперечки ні до чого не призвели. Ще багато місяців після завершення Квебекської конференції тривали взаємні суперечки з цього приводу, але рішення не було прийнято та генерал Морган продовжував керувати підготовкою найвеличнішого вторгнення у світі самотньо.
Врешті-решт лише в грудні 1943 на Каїрській конференції кандидатура Верховного Головнокомандувача союзними силами в Європі була затверджена. Ним став славетний воєначальник, що наочно та блискуче продемонстрував свої полководницькі здібності, генерал Дуайт Ейзенхауер, що перебував тоді на посаді головнокомандувача союзними силами на Середземному морі. Але дивно, що протягом майже року планування та підготовка доленосної операції всієї кампанії на Заході проводилася без участі ключового лідера у військовій ієрархії — головнокомандувача. Проте, завдяки таланту британського офіцера Ф. Моргана, його феноменальним оперативним та організаційним якостям, його вмінню органічно скомпонувати та врегулювати усі тертя між складовими велетенського військового компоненту повною мірою компенсували цю проблему, і більше цього — саме через ці здібності основний етап підготовки до вторгнення в Європу пройшов блискуче.
У середині грудня 1943 Д.Ейзенхауер був сповіщений про своє призначення й після передачі справ у середині січня 1944 прибув до Лондона.
Вибір командувача сухопутним компонентом армії США беззастережно пав на генерал-лейтенанта О. Бредлі, що призначався на посаду командувача 1-ї американської армії. До речі, 16 жовтня 1943 року Воєнним міністерством США було прийняте рішення про активацію 1-ї американської групи армій. Начальником штабу сил вторгнення призначався американський генерал В. Сміт, головний творець «Оверлорду» генерал Ф. Морган отримав посаду його першого заступника.
Решта ключових позицій у керівництві операцією була зайнята представниками британської воєнної школи. Командувачем усього сухопутного компонента, що входив до складу 21-ї групи армій, був призначений легендарний переможець німців у Північній Африці, генерал Б. Монтгомері. Посади керівників повітряного та морського компонентів сил вторгнення відповідно зайняли британські офіцери Т. Лі-Меллорі та Б. Рамсей.

### Каїрська та Тегеранська конференції
З 22 по 26 листопада 1943 року в місті Каїр, Єгипет проводилася наступна міжнародна конференція, під кодовою назвою «Секстант». По її завершенні західні союзники організували в Тегерані зустріч лідерів основних країн-учасників антигітлерівської коаліції.
З 28 листопада по 1 грудня Ф. Рузвельт, В. Черчилль та Й. Сталін обговорювали на першій своїй зустрічі основні питання спільної військової стратегії та плани проведення військових операцій. 28 листопада на першому пленарному засіданні конференції, з кодовою назвою «Еврика», союзники відразу приступили до обговорення своїх планів дій у Західній Європі, намагаючись отримати з боку Сталіна підтримку та зрозуміти його наміри. Всупереч ухвалам попередніх союзних конференцій, В. Черчилль знов поставив питання про те, аби відкласти висадку британсько-американських військ у Франції і замість неї провести низку операцій на Балканах (сподіваючись запобігти розростанню радянської сфери впливу). Вислухавши кілька хвилин підготовчу частину президента та прем'єр-міністра, Й. Сталін перервав їх та відверто сказав: «перейдімо до справи». Стисло доповівши ключові напрямки радянської стратегії, він висловив думку, що найперспективнішим напрямком дії західних союзників має стати північно-західна Франція. Також він додав пропозицію про доцільність проведення висадки десанту на французькій південній Рив'єрі. Й. Сталін виказав ідею, що таким чином, проведенні сукупно операції відіграють роль кліщів та примусять А. Гітлера залишити Францію якомога скоріше.
Інтерес Сталіна до проведення вторгнення на півдні Франції захопив Ф. Рузвельта та В. Черчилля зненацька. Вони відповіли керманичу Радянського Союзу, що план висадки військ на Лазурному березі не пророблявся в деталях, проте докладуть до цього максимум зусиль.
Таким чином, СРСР виказав свою заінтересованість у якомога швидшому вторгненні західних союзників до Європи та відкритті Другого фронту. Вважалося, що всі інші операції на Середземноморському театрі дій перешкоджають втіленню в життя головної ідеї — щонайскорішому розгрому нацистської Німеччини.
Виходячи з цього, несподівано союзники по коаліції опинилися перед серйозною проблемою. Головною скрутністю операції залишався брак десантно-висадкових засобів. Їх не вистачало на проведення операції на півночі Франції, а тут з'ясувалося, що потреба зростає багаторазово через намагання союзників висадитися ще й на півдні країни. Військове керівництво Великої Британії та США, беручи до уваги пріоритетність операцій «Оверлорд» та «Анвіл», відклало проведення ряду десантних операцій на Тихому океані та Середземному морі й віддало директиву про негайно зосередження усіх наявних справних десантних кораблів, суден, катерів тощо для підготовки до вторгнення. Шляхом тотального залучення усіляких транспортних суден командування союзників прийшло до того, що «Оверлорд» отримав додатково десантно-висадкових засобів різних типів: 26 LST, 24 LCI (L) та 64 LCT; а для командування «Анвіл» отримало 41 LST, 31 LCI(L), 6 LSI (L) та 6 інших.

## Війська Вермахту на Заході

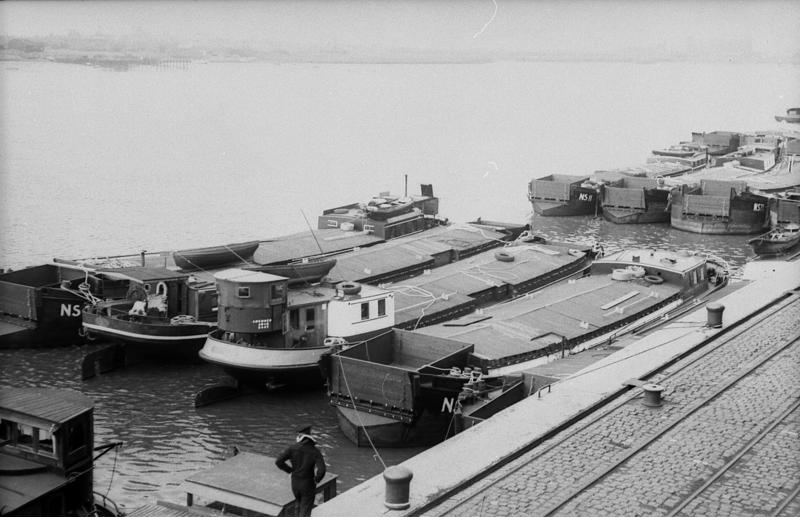
Підготовка десантних барж до операції «Зеельове». 1940.

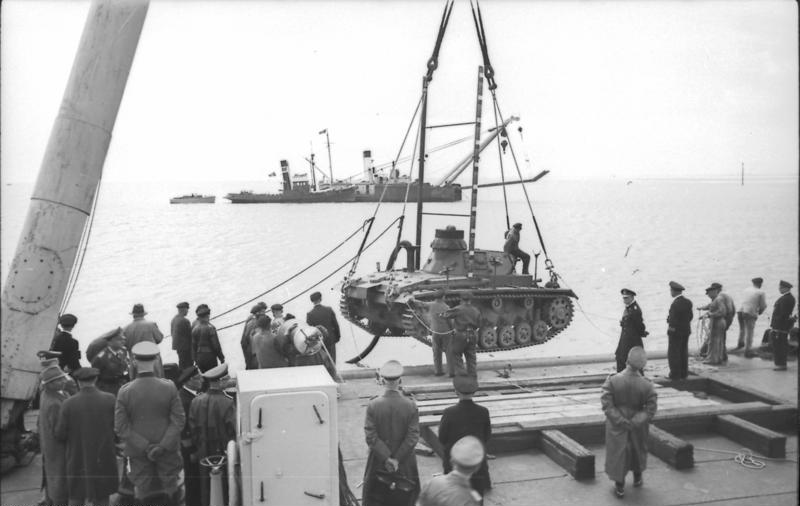
Тренування танкістів із завантаження танків Panzer III на десантні засоби. Франція, 1940.

### Загальне становище
З розгромом у червні 1940 року свого завзятого супротивника — Франції — А. Гітлер вважав, що війна на Західному напрямку майже виграна. Усі союзники Великої Британії на континенті були окуповані або перейшли на бік фюрера. Однак Британія не думала здаватися і тоді, в липні 1940 року фюрер, вважаючи, що агонія британців уже не за горами, вирішив завдати останній удар (фр. coup de grace) і віддав наказ на підготовку морської десантної операції під кодовою назвою «Морський лев». Проте, у процесі підготовки, німці зіштовхнулися з тією ж проблемою, з якою союзники зіткнулися через кілька років. Вермахту для виконання найпростішого плану з перекидання морем свого сухопутного компонента хронічно не вистачало десантно-висадочних засобів. До того ж, грос-адмірал Деніц, головнокомандувач Крігсмаріне дуже скептично ставився до самої ідеї вторгнення на острови, прекрасно розуміючи усю авантюрність цього плану. Спочатку Гітлер наполягав на продовженні підготовки вторгнення та згодом дійшов висновку, що поразка Великої Британії призведе до колапсу Британської імперії, проте вигодами від цього розпаду здебільшого скористаються Японія та США, але ніяким чином не Третій Рейх. Він намагався не зруйнувати могутню імперію, а поставити її на коліна та примусити до здачі.
Навесні 1941 року, у зв'язку з перекиданням левової частини німецьких військ на схід для проведення операції «Барбаросса», на території Франції та Бенілюксу була створена група армій «D», під командуванням генерал-фельдмаршала Ервіна фон Віцлебена, на яку покладалися завдання окупації Франції, а також прикриття морського узбережжя від кордону з Іспанською державою до Данської протоки. Далі OKW сформувало Командування військами Вермахту на Заході, на чолі з генерал-фельдмаршалом Гердом фон Рундштедтом, який одночасно залишався командувачем групи армій «А». Також до «Заходу» увійшли група армій «D» та Головнокомандування Вермахту «Нідерланди».
Однак, вже у квітні 1941 року Г. фон Рундштедт був призначений на посаду командувача групи армії «Південь», яка готувалася до вторгнення в Україну, а головнокомандувачем усіх військ на Заході залишився Віцлебен, у розпорядженні якого було лише 3 армії: 7-ма та 15-та, з'єднання та частини яких дислокувалися поздовж узбережжя й 1-ша армія зі штаб-квартирою у Парижі, розосереджена в самому серці Франції.
Попри провал битви за Британію, коли Г. Герінг не зміг виконати обіцянку, яку дав, оголосивши, що його Люфтваффе легко поставить британців на коліна, ймовірність висадки британської армії та навіть імовірність успіху рейдових операцій уздовж атлантичного узбережжя окупованих країн сприймалася німецькою верхівкою дуже песимістично. Однак, всупереч панівним настроям, Віцлебен особисто в силу своїх можливостей очолив хід підготовки берегової оборони та військ, що перебували під його командуванням. Як з'ясувалося, роботи було багато. Так, на кінець 1941 року по всьому атлантичному узбережжю Франції було готово лише 7 важких артилерійських батарей берегової артилерії, кілька інших обладнаних позицій та укріплення навколо баз підводних човнів U-Boot у Бресті, Лоріенті та Сен-Назері.
У вересні 1941 року після проведеного аналізу дієвості берегових укріплень, Е. фон Віцлебен звернувся до ОКГ, проте, командування сухопутними військами відмовилося забезпечити західні кордони Німецької імперії будівельними батальйонами Тодта, посилаючись на те, що їм самим їх катастрофічно не вистачає. Довелося фельдмаршалу віддати наказ підлеглим військам негайно вжити усіх заходів щодо організації протидії у разі висадки ворожого десанту. На практиці, реальна, ретельно спланована та узгоджена робота з влаштування берегових укріплень уздовж атлантичного узбережжя розпочалася лише навесні 1942, з огляду на серйозну поразку Вермахту в битві під Москвою та вступ Сполучених Штатів у світову війну.
У перших числах березня 1942 року генерал-фельдмаршал Г. фон Рундштедт через стан здоров'я був вимушений залишити посаду командувача групи армій «Південь», що діяла на Східному фронті, й був знову призначений на посаду головнокомандувача військами Вермахту на Заході замість генерала Віцлебена.

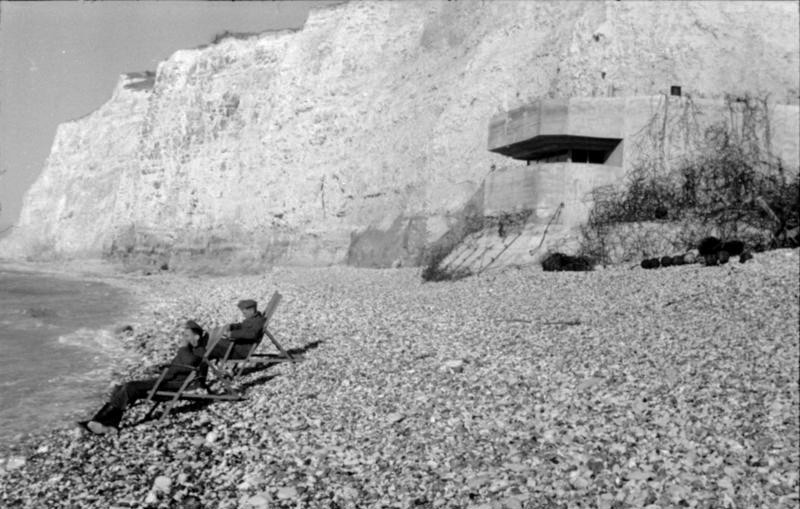
Німецькі солдати зі складу військ берегової оборони відпочивають біля фортифікаційної споруди. Нормандські острови. 1942.

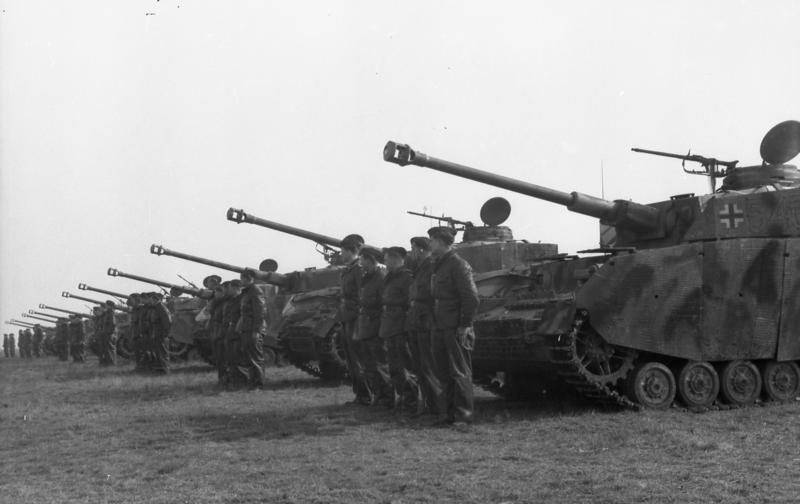
Шикування танкістів 12-ї танкової дивізії СС «Гітлерюгенд» під час інспекції її генерал-фельдмаршалом Гердом фон Рундштедом, Франція, січень 1944.

Через 2 тижні після цих кадрових змін, Гітлер видав установчий наказ на організацію підготовки системи оборони на атлантичному узбережжі. Головнокомандувач військами на Заході та командувач окупаційних військ у Данії підпорядковувалися безпосередньо ОКВ. З початку 1943 року ОКВ перебрав на себе повноваження щодо ведення бойових дій на усіх основних театрах воєнних дій, окрім Східного фронту, де головний тягар покладався на командування Сухопутних військ — ОКГ. Директива Гітлера заклала основу підготовки берегової оборони західних кордонів Рейху. На першому етапі головним завданням підготовки визначалося влаштування міцних фортифікаційних укріплень на найбільш загрозливих ділянках узбережжя Франції, Бельгії та Голландії. На решті секторів організовувалося посилене патрулювання мобільними групами, добре оснащеними військовою технікою, боєприпасами та запасами на випадок зіткнення з десантом противника. Групи мали зв'язати ворога боєм і тим самим, забезпечити підхід основних сил берегової оборони та резервів.
Через дивний збіг обставин вже через 5 днів після видання наказу, британці здійснили зухвалий рейд на Сен-Назер, вивівши з ладу основну базу U-Boot на Атлантичному океані, чим призвели фюрера в неймовірну лють та примусили його тверезо переоцінити своє ставлення до загроз західного напрямку.
З плином часу ставало усе зрозумілішим, що війська західних союзників усе більше набирають моці, рівночасно сили Вермахту на Заході тануть та втрачають свій бойовий потенціал. Східний фронт з невблаганністю «молоху війни» перемелював свіжі дивізії та полки, які німці вимушено перекидали через всю Європу, щоб якось встояти проти радянських військ]

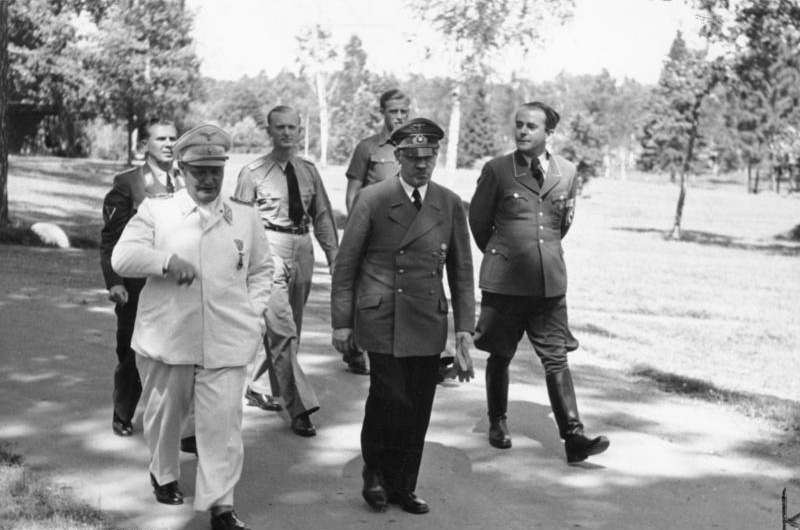
Герман Герінг, Адольф Гітлер та Альберт Шпеєр. 10 серпня 1943.

У серпні 1942 року Гітлер на нараді з верхівкою збройних сил виступив з пропозицією обладнання вздовж усього морського берега безлічі міцних опорних пунктів, що мали зв'язатися між собою непереборною стінкою та позбавити західних союзників можливості безперешкодно висадитися на плацдарми. Кожен об'єкт укомплектовувався силами посиленого взводу-роти (30-70 військових), озброєних кулеметами, мінометами та легкою артилерією, в основному протитанковою. Надійність системи вогню, що перехрещувався між секторами обстрілу, забезпечувалася довготривалими фортифікаційними спорудами, які мусили забезпечувати укриття особового складу від вогню корабельної артилерії ВМС противника, а також бомбардування з повітря. Гітлер пообіцяв виділити від 10 до 12 дивізій для виконання свого плану берегової оборони.
Результати рейду канадських військ на Дьєпп наприкінці серпня знов поставили питання руба — хоча німці широко розповсюдили інформацію, що масштабна висадка союзників провалилася, німецьке керівництво ясно зрозуміло справжню ціль британо-американців і не тішило себе ілюзіями стосовно власних спроможностей встояти у випадку справжнього вторгнення.
29 вересня 1942 року фюрер скликав на нараду до рейхсканцелярії Г. Герінга, рейхсміністра А. Шпеєра, Г. фон Рундштедта, генерал-лейтенанта Г. Блюментрітта, генерала інженерних військ А. Якоба, генерал-лейтенанта Р.  Шметцера та низку офіцерів і експертів у галузі фортифікації. Гітлер запевнив, що крах Радянського Союзу не за горами, надалі непереможна німецька армія вирушить на багаті нафтові поля Месопотамії. Разом з цим, він відверто висловив свою думку з можливості створення Другого фронту антигітлерівської коаліції на території Західної Європи. «Я повинний твердо запевнити… у випадку вторгнення основних сил союзників Третій Рейх буде поставлений в критичне становище».
Проаналізувавши провал операції на Дьєпп, Гітлер запевнив, що Британія на цьому не зупиниться, тому Третій Рейх обов'язково мусить підготувати міцну, нездоланну оборону по всій береговій лінії. Він погодився з тим, що союзники мають перевагу у військовій авіації та особливо у військово-морських силах, тому німці можуть протистояти цьому лише шляхом влаштування міцних фортифікаційних споруд. «Атлантичний вал» має бути побудований якомога швидше й включати 1 000 опорних пунктів, які будуть утримувати 300 000 солдатів.
Через обмаль часу будівництво оборонних споруд визначалося пріоритетним завданням для Головнокомандування Вермахту «Захід», яке усі сили та засоби мало кинути на розв'язання цієї проблеми. Свій амбітний план Гітлер наказав завершити до 1 травня 1943 року. Організація Тодта вважала, що буде великим таланом, якщо все це буде виконане хоча б на 40 % до визначеного терміну.
На західному березі розгорнулися колосальні за своїми обсягами роботи. Кожний командувач армією, командири корпусів, дивізій вважали, що його сектор відповідальності найбільш загрозливий та вимагали спрямувати людей та матеріали безпосередньо до нього.

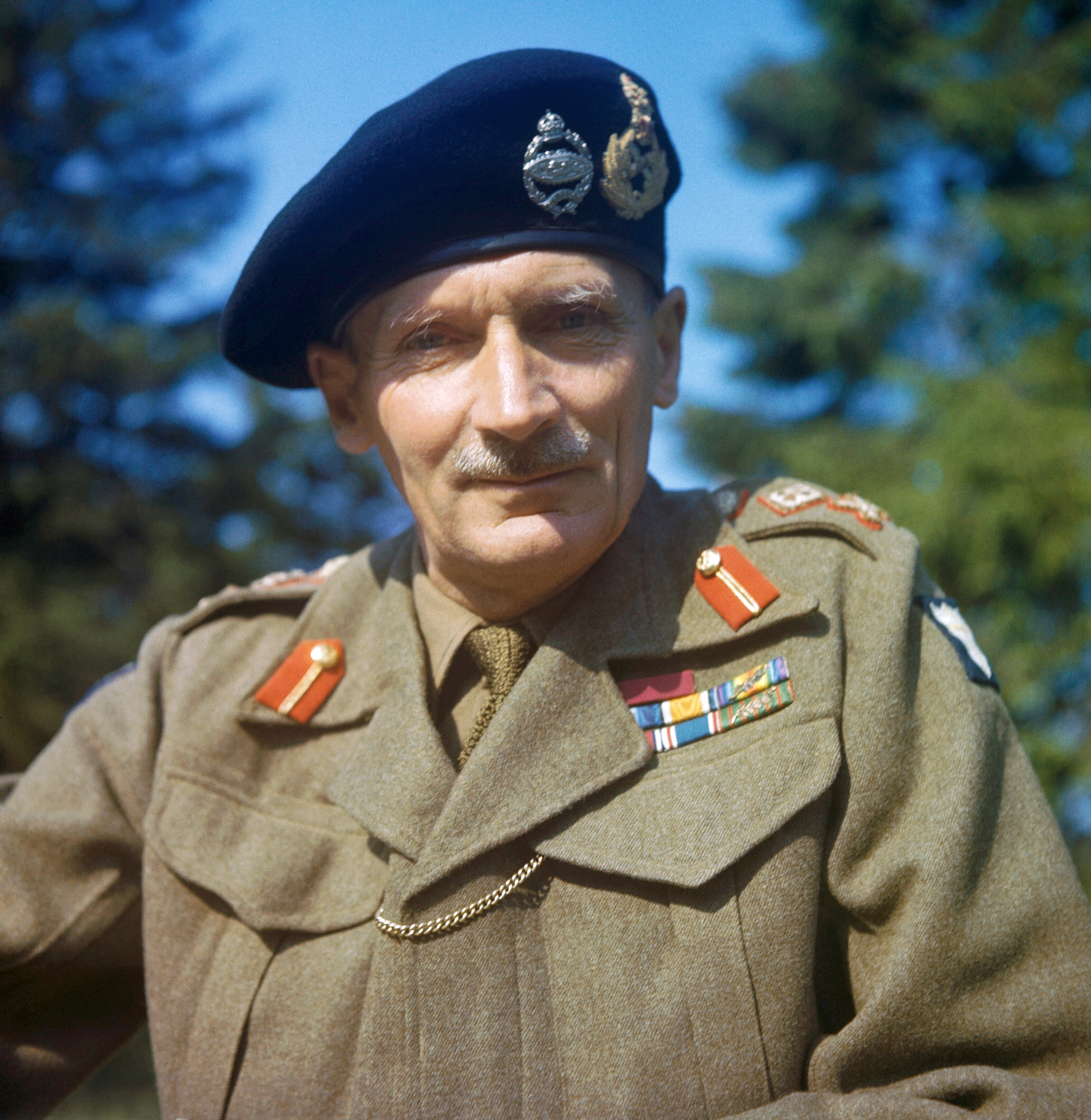
Фельдмаршал Б.Монтгомері — Головнокомандувач 21-ї групи армій союзних сил в Європі.

Розвідка нацистів не змогла надати достатньої інформації про задум вторгнення противника, більш того, ані абвер, ані інші розвідувальні органи німців не могли передбачити хоча б приблизно на якій ділянці величезного морського простору британо-американці здійснять спробу вдертися у Європу. Гітлер з його інтуїцією метушився у своїх прогнозах: він провіщав вторгнення у Жиронді, Бретані, на Котантені, Па-де-Кале, Норвегії. Хоча німці не могли бути повністю впевненими в тому, який сектор найбільш небезпечний, здоровий глузд диктував, що основні зусилля повинні зосереджуватися на найбільш коротких дистанціях від островів Великої Британії. Звісно, у першу чергу це обумовлювалося логістичними проблемами висадки та підтримки морського десанту. Отже, смуга відповідальності 15-ї армії між дельтами Сени та Шельди вважалася найперспективнішою з точки зору противника. Саме тут, усі складові вдалої операції могли призвести до тріумфального прориву оборонних позицій «Атлантичного валу», виходу військ союзників на оперативний простір та створення загрози Рурському району. Більш того, у разі стратегічного успіху, німецькі війська південніше смуги прориву опиняться відрізаними від основних сил та баз постачання. Такий висновок, у свою чергу, призвів до того, що німецьке командування розглядало Па-де-Кале, як найзагрозливіший сектор та інші розвіддані про наміри союзників попросту не сприймалися серйозно.

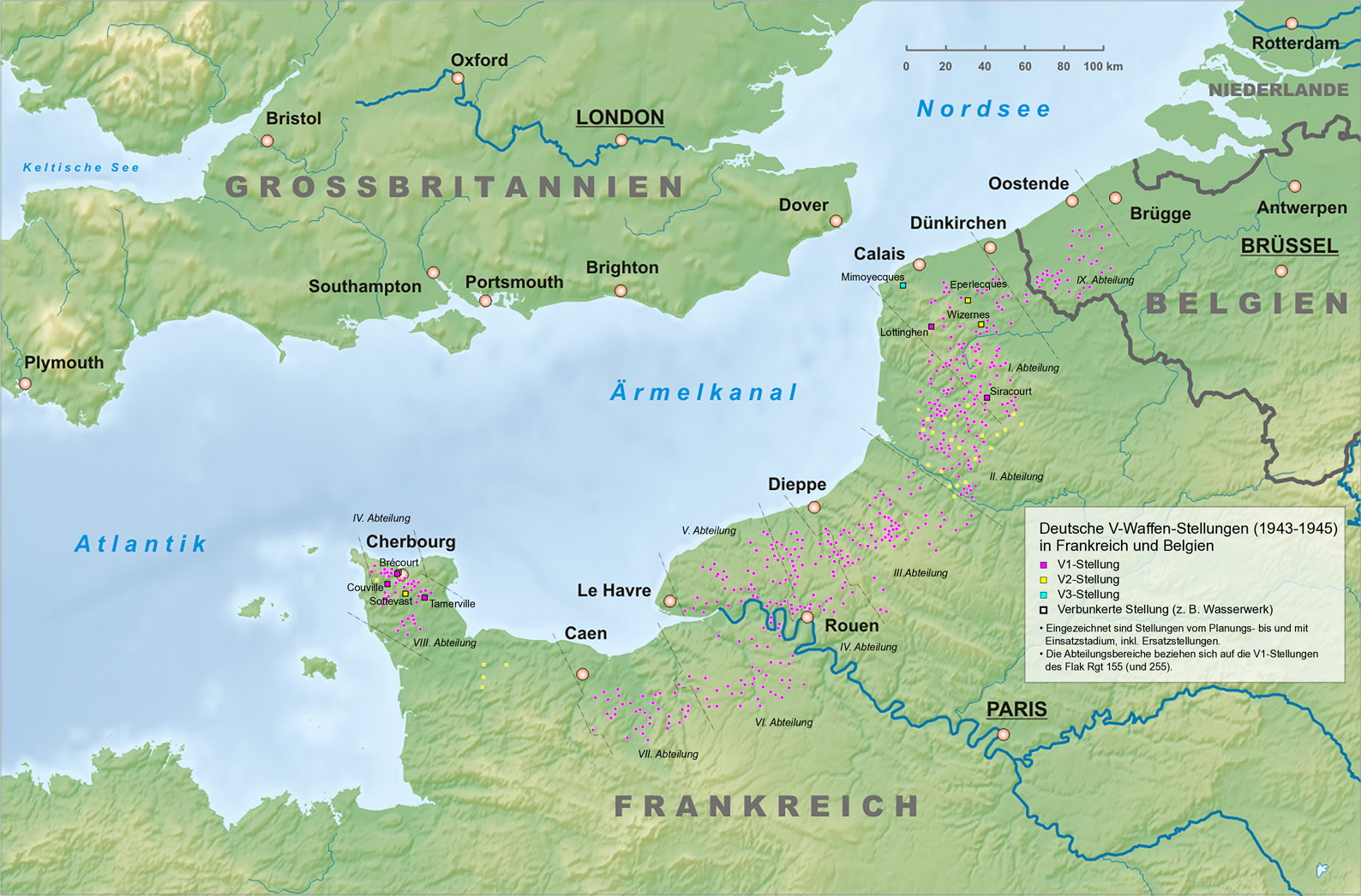
Карта дислокації німецьких ракет типу Фау-1 та Фау-2 на узбережжі Атлантики.

Тому основні зусилля зосереджувалися саме на цій ділянці. Так, лише у 1942 році, будівельні організації витратили в 4 рази більше бетону та матеріалів у смугах дій корпусів 15-ї армії, ніж у зоні відповідальності 84-го армійського корпусу. На травень 1943 концентрація військ відповідно була у 3 рази щільніше в 15-й армії, ніж у 7-й.
Більш того, літом 1943 Гітлер проголосив про створення «диво-зброї», «зброї відплати» — балістичних та крилатих ракет Фау-1 та Фау-2, які, на його думку, кардинально змінять весь хід війни. Він вірував, що загроза від цієї зброї для Британських островів така велика, що союзники будуть вимушені висадитися якомога ближче до позиційних районів ракет, щоб ліквідувати цю загрозу. Відповідно у червні 1943 фюрер наказав зосередити основні сили на фортифікаційному обладнанні цих районів, що у свою чергу вплинуло на скорочення масштабів будівництва берегових укріплень на інших ділянках.
А. Гітлер був глибоко впевнений в тому, що його наказ про спорудження «Атлантичного валу» з бетону та вогню, який зупинить будь-яке вторгнення союзників на рубежі берегової смуги, буде виконаний, та по суті не приділяв багато уваги до його впровадження в життя, а тим більше не надавав значення тим труднощам, які виникали й ніколи не зважав на результати свого творіння. Після того, як у липні 1940 року Гітлер тріумфально залишив переможений Париж, він жодного разу не відвідав землі Франції, доки в червні 1944 року союзники не вдерлися на континент.

### Вплив подій на Східному та Середземноморському театрах дій

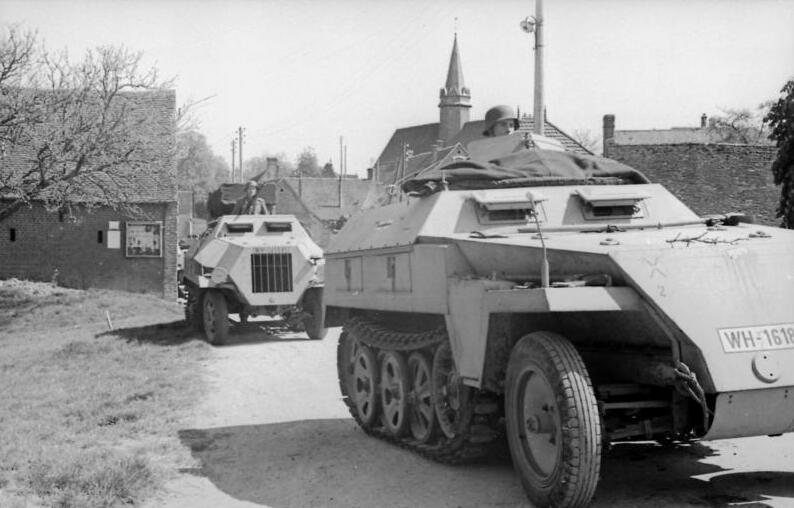
Німецька військова техніка (попереду бронетранспортер Sd.Kfz 250, далі — Panzerwerfer 42) на марші. Франція, червень 1944.

Генерал-фельдмаршал Г. Рундштедт, попри настрої фюрера, відкрито наполягав, що оборонні позиції Вермахту поздовж узбережжя Атлантики у Франції дуже слабкі. Так, середній фронт оборони піхотної дивізії в складі 15-ї армії мав протяжність майже 80-85 км, у 7-й доходив до 200 км, а біля Біскайської затоки сягав 350 км. Дивізії були недоукомплектовані, більшість з них у найкращому випадку мала 2 регулярних полки. Їхнє озброєння, зокрема, протитанкова зброя та артилерія, не відповідали завданням, що покладалися на них за планами берегової оборони узбережжя. Але, на думку Рундштедта, найгостріше стояло питання з засобами транспортування.

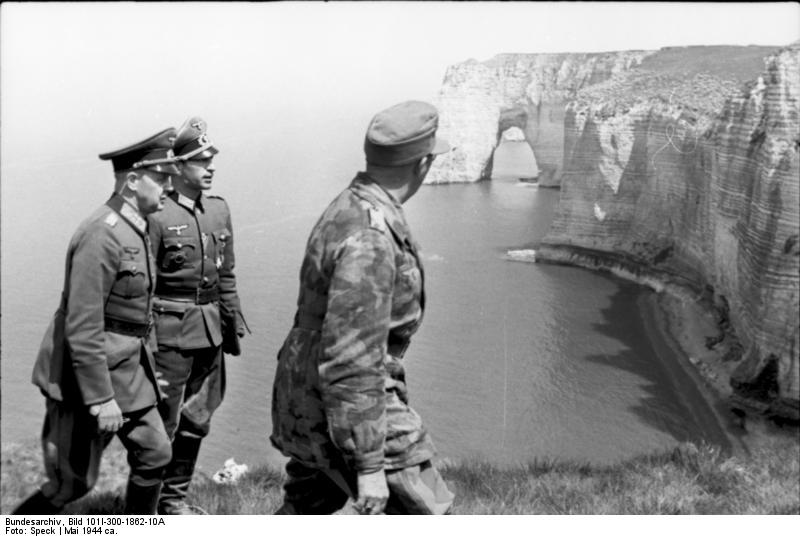
Німецькі офіцери на рекогносцировці місцевості. Франція, травень 1944.

Усі ці недоліки були наслідками виснаження економіки Третього Рейху та запровадженої політики Гітлера, коли усі основні ресурси зосереджувалися лише на потреби Східного та Італійського фронтів. З початком німецько-радянського конфлікту, Західний фронт перетворився на центр переформування частин та реабілітації військовослужбовців. Жодного повністю боєздатного військового формування в розпорядженні фельдмаршала не було. Однак, на фоні подій «на східному напрямку, де завжди відчувався дефіцит сил та засобів, а тамтешні воєначальники із заздрощами дивилися на практично „сплячу“ армію на Заході, кожна криза на фронті вимагала звідси нових та нових військ», звісно ситуація не виглядала настільки критичною.
У травні 1942 року процес ротації «схід-захід» був врегульований. Г. фон Рундштедт, віддав наказ, за яким комплектування військових частин та з'єднань, що дислокувалися на Західному фронті повинно здійснюватися лише за рахунок особового складу, що за будь-якими причинами не може діяти на Східному фронті. У жовтні ОКГ запропонувало регулярний щомісячний взаємообмін 2-х дивізій між групою армії «Центр» та ОВ «Захід», та 1 дивізії між групою армій «Північ» і норвезьким гарнізоном вермахту. До речі, було визначено, що важкі дивізії (танкові та моторизовані) не підлягають заміні між стратегічними об'єднаннями, але вже через місяць Гітлер особисто віддав наказ передислокувати 6-ту танкову дивізію під Сталіно-Вовчанськ. Протягом жовтня 1942 — вересня 1943 року через процес ротації пройшли 22 піхотні та 6 танкових й моторизованих дивізій. Більш цього, із «західних» дивізій йшов постійний відтік найбільш боєздатних підрозділів та військової техніки.
У вересні 1943 генерал Блюментрітт, начальник штабу ОВ «Захід», проаналізувавши стан справ, доповів, що Вермахт не готовий до відбиття висадки морського десанту противника із заходу. Він підкреслював, що за станом на літо 1942 військовий компонент, що тримав оборону поздовж «Атлантичного валу», нараховував 22 піхотні дивізії, що мали у своєму складі по 3 повноцінних полки. До складу резерву командування входило 6 піхотних та 7 повнокровних танкових і моторизованих дивізій. Зараз, наголошував генерал, — «ми маємо цілих 27 піхотних дивізій, які майже не зрівнюються ні за якісними, ні за кількісними показниками укомплектованості з попередніми, та 6 важких і 7 піхотних з'єднань, більшість з яких має лише умовну назву дивізій».
Однак, всі ці аналітичні прогнози та розрахунки залишалися на папері. Східний фронт ненаситно вимагав нових та нових підкріплень. У червні 1941 року німецький Вермахт вдерся до Радянського Союзу з 3 300 000 особового складу. Незважаючи на зусилля наростити чисельність своїх військ на цьому фронті перед літньою кампанією, коли Вермахт нараховував понад 3 млн солдатів та офіцерів, вже після Курської битви, німецьке командування мало нестачу майже півмільйона вояків. Втрати продовжували наростати, й на червень 1944 німці мали величезний некомплект військ, що сягав вже 535 000 військових. Війна на радянському фронті виснажила збройні сили Третього Рейху та вимагала оновлення значно більшої кількості дивізій, що загалом існували в розпорядженні Вермахту на інших фронтах та у резерві.
Висадка союзників у Північній Африці в листопаді 1942 року та колапс Королівства Італія у вересні 1943 року призвів до того, що німці були змушені перекинути частину своїх військ ще й на ці напрямки. За день до початку операції «Смолоскип», Вермахт повністю окупував територію вішістської Франції й перебрав на себе прикриття середземноморського узбережжя країни поруч з італійцями, а далі, з крахом останньої, втратив найсильнішого свого союзника на півдні Європи й перейшов до оборонних дій на Апеннінському півострові та Балканах.
Війна на 3 фронти врешті-решт виснажила воєнний та економічний потенціал і людські резерви Третього Рейху. Намагаючись хоч якось врятувати таке становище, німці змушено дійшли до крайнього заходу. Війська Вермахту почали формуватися солдатами з-поміж громадян окупованих країн, у першу чергу — Радянського Союзу, а також з-поміж осіб, що раніше не підлягали призову на дійсну військову службу: хворі, з фізичними та розумовими недоліками. Ці частини в основному були залучені на безпечніших напрямках величезної окупаційної влади — основна маса призову йшла на комплектування формувань, що дислокувалися у Норвегії, Данії, на Балканах тощо. Для німців, уродженців інших країн — фольксдойче (нім. Volksdeutsche) — це була також можливість отримати німецьке громадянство. Друга категорія рекрутів — так звані волонтери, (нім. Freiwilligen) — лояльні до Рейху громадяни окупованих країн, але багато хто з них навіть не розмовляв німецькою. Незабаром до них приєдналася третя категорія призовників — допоміжні війська, або Гіві (нім. Hilfswillige) — яких в основному набирали з-поміж колишніх радянських військовополонених та найчастіше застосовували як робочу силу. З часом різниця між цими трьома категоріями рекрутів, всупереч до расової доктрини доктора Геббельса змивалася все більше, на 1944 рік до складу Вермахту вже входили частини з «добровольців»: французів, італійців, хорватів, угорців, румунів, поляків, фінів, естонців, латишів, литовців, арабів, індусів, росіян, українців, рутенів, козаків, народів Північного Кавказу, грузинів, вірмен, азербайджанців, тюрків, волзьких та кримських татар, калмиків та навіть негрів.

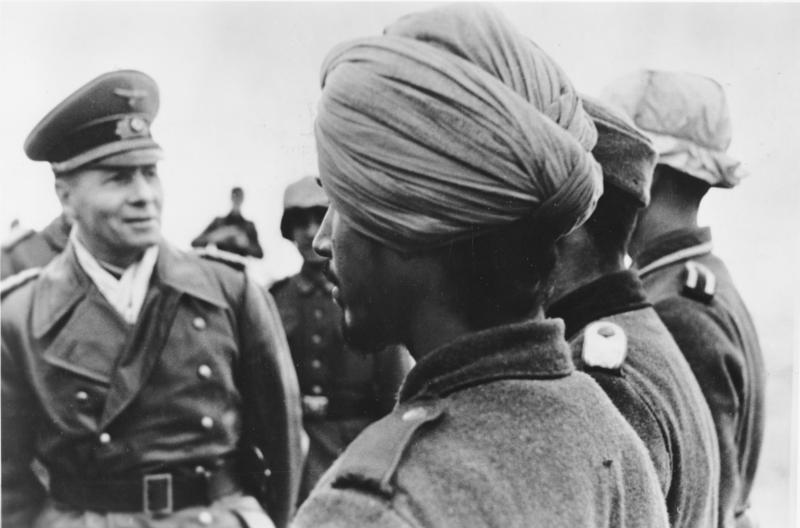
Ервін Роммель здійснює інспекційну перевірку Індійського добровольчого легіону СС «Вільна Індія». Лютий 1944.

Німецькі воєначальники у своїх доповідях відмічали вкрай низький моральний стан цих солдатів, які в більшості своїй були вимушені примусово приєднатися до збройних сил окупантів. Зростання тривожних новин про події на Східному фронті, перетворювало батальйони «Ост», що комплектувалися радянськими полоненими, на усе менш і менш надійних союзників. Протягом вересня-жовтня 1943 року 45 батальйонів «Ост» були перекинуті на Західний фронт у розпорядження Рундштедта. Так, на травень 1944 лише 7-ма армія мала у своєму складі вже 23 «східні батальйони», що становило майже 1/6 усіх лінійних частин армії. У секторі оборони 84-го армійського корпусу в Нормандії та Бретані, з 42 піхотних батальйонів — 8 були батальйонами «Ост».
За станом на 1944, середній вік німецького солдата становив 31 рік, на 4,5 роки старіше за солдата імперської армії Німеччини зразка 1917 року, та на 6 років старіше за їхнього основного противника — солдата американської армії. На Заході становище було ще гірше — так середній вік солдатів 709-ї піхотної дивізії становив 36 років, та більш за це, основна частина з них мала поганий стан здоров'я: переважна більшість військових страждала на захворювання шлунка.
Водночас, на відміну від дивізій, що були включені до складу військ берегової оборони, парашутні, танкові та СС дивізії здебільшого комплектувалися за рахунок найбільш гідних та іноді виключно відмінно підготовлених солдатів.

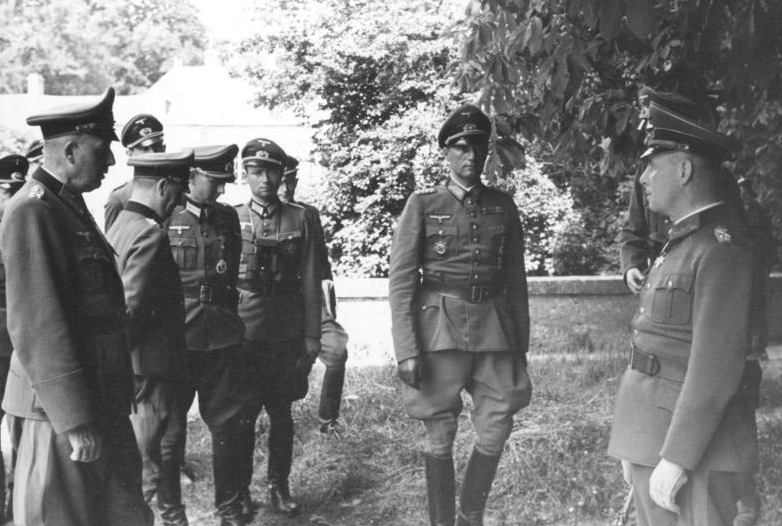
Генерал-фельдмаршал Ервін Роммель (праворуч) здійснює інспекційну поїздку по західному фронту. Ліворуч: генерал-полковник Фрідріх Долльман та генерал-лейтенант Едгар Фойхтінгер з групою офіцерів. Північна Франція, 1944.

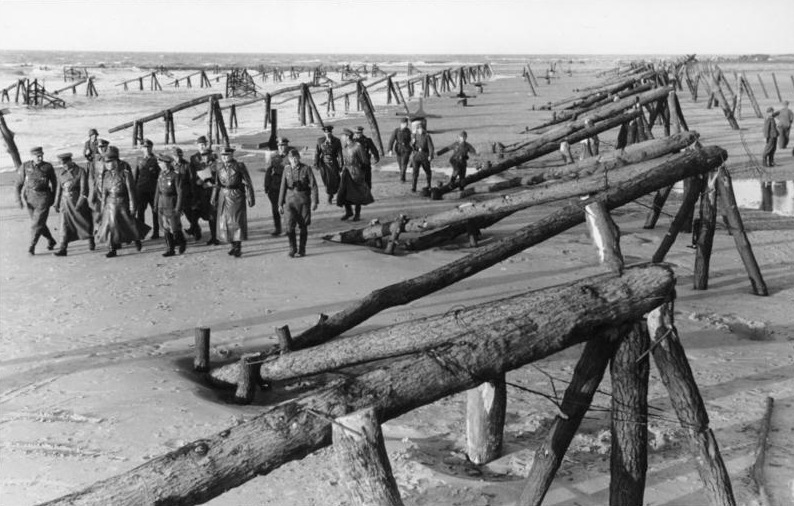
Генерал-фельдмаршал Ервін Роммель на інспекції інженерних споруд поздовж морського узбережжя.

### Розробка концепції дій

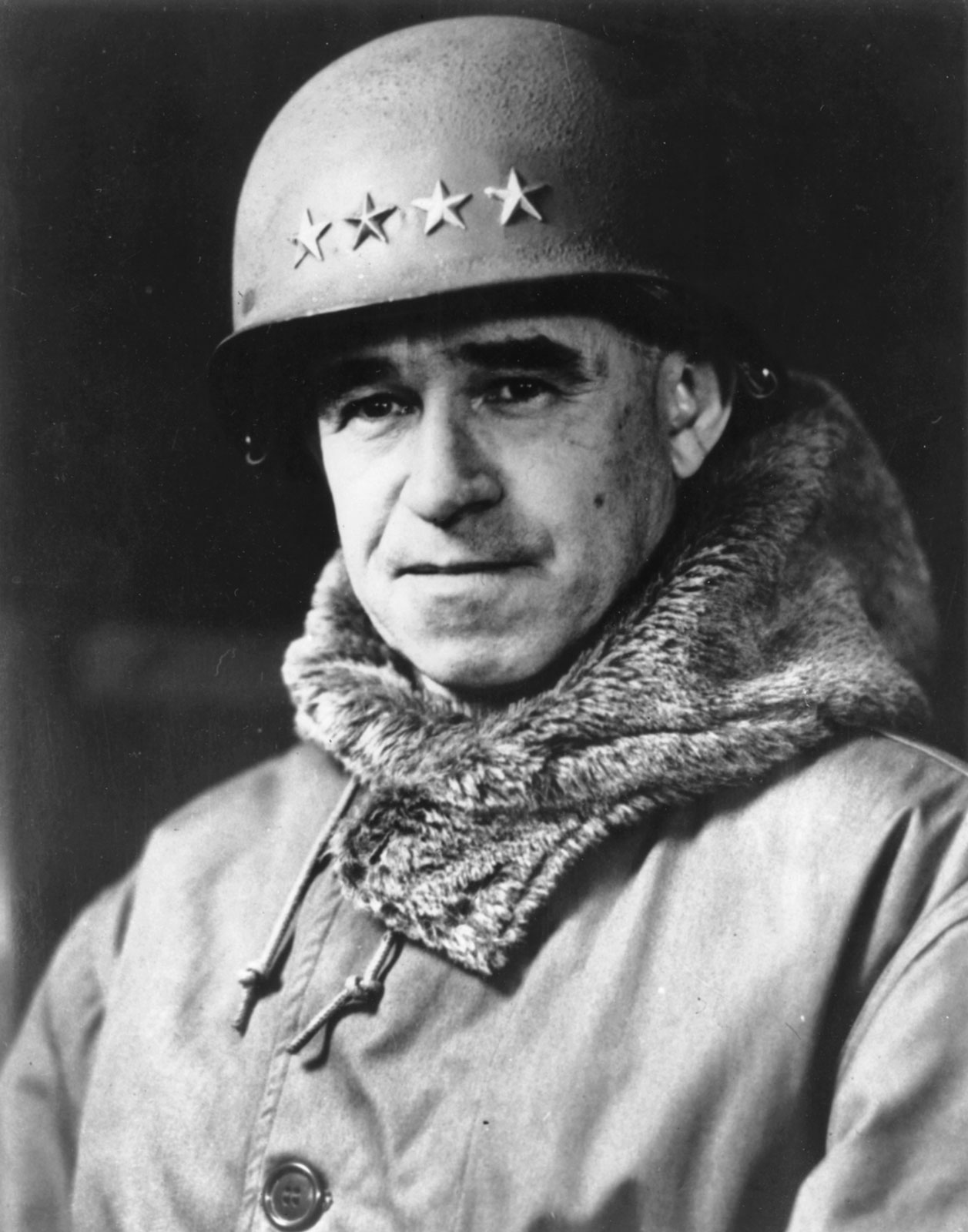
Генерал О. Бредлі — командувач 12-ї групи армії.

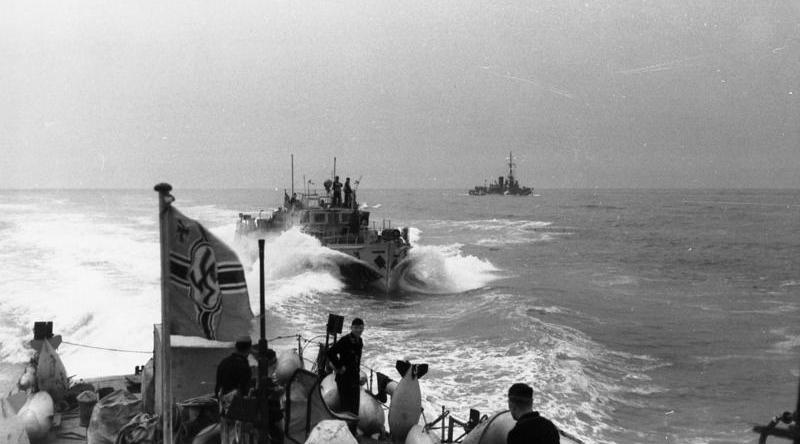
Німецькі мінні загороджувачі ставлять міни в протоці Ла-Манш.

На рапорт Г. фон Рундштедта від 25 жовтня 1943 року, 3 листопада А. Гітлер видав «директиву № 51», в якій визначав завдання для усіх осіб, що мали відношення до підготовки відбиття вторгнення союзників на Заході, та категорично заборонив перекидати війська, особливо танкові, із заходу на схід. Однак, як це було й раніше, цей суворий документ лишився тільки наказом на папері. Варто зазначити, що вже 23 листопада Головнокомандування Вермахту «Захід» отримало категоричне розпорядження прискорити підготовку панцер-гренадерської дивізії «Фельдхернхалле» та негайно передислокувати її на Східний фронт. Протягом 1944 року цей процес не зупинявся й, на превелике незадоволення військового керівництва, що планувало та готувало відбиття вторгнення, його завершення навіть не передбачалося.
6 листопада 1943 року несподівано для Г. фон Рундштедта, фюрер відправив на західні кордони Третього Рейху «лиса пустелі» — генерал-фельдмаршала Е. Роммеля, який мав особисте завдання здійснити інспекційну перевірку готовності військ Вермахту до оборони. Роммель розпочав з відвідання гарнізонів, що дислокувалися в Данії, потім у північній частині Третього Рейху та країнах Бенілюксу. Згодом його інспекційна група розпочала перевірку стану бойової готовності та готовності фортифікаційних споруд поздовж узбережжя Котантена, Бретані тощо. У кожному секторі берегової оборони, фельдмаршал ретельно вивчав становище й, використовуючи свій величезний досвід бойових дій у Африці, готував пропозиції з побудови дієвої системи берегової оборони по всьому атлантичному узбережжю.
Вибір Е. Роммеля на роль головного інспектора військ Вермахту з подальшим призначенням його на посаду командувача групою армій «В» викликало неабиякій інтерес та резонанс. По-перше, репутація фельдмаршала, як талановитого та блискучого керівника військових операцій, породила серед воєначальників надію, що Роммель безумовно зможе підготувати Західний фронт до розгрому десанту союзників.
З іншого боку, поява генерал-фельдмаршала Роммеля у володіннях Г. фон Рундштедта приводила останнього в стан розлюченості. Призначення фаворита фюрера на роль «рятівника» Західного фронту, ще раз підкреслювало факт, що Гітлер не довіряв повністю старому ветеранові й це обважнювало стосунки між двома представниками німецької військової еліти.
З призначенням Е. Роммеля на посаду командувача групою армії, серед німецького командування розповсюдилася думка, що врешті-решт Гітлер змінив своє ставлення до Західного фронту та почав реально оцінювати стан справ і головне — змінив концептуальні підходи до визначення тактики дій військ, що тримають оборону узбережжя. Якщо раніше фюрер наполягав на впровадженні заходів щодо побудови міцної незворушної позиційної оборони, то зараз він перейшов на традиційні для німецьких військових поняття мобільної оборони.
Німецькі погляди щодо побудови власної оборони на Заході та німецька військова думка стосовно ведення бойових дій після вторгнення союзників до Нормандії, можуть розглядатися лише в контексті суперечок, що розбурхували уми німецького командування. Суперечки в основному торкалися головного — яким все ж таки чином будувати оборону. Концептуальною проблемою влаштування міцної оборони поставало питання: будувати лінійну оборону поздовж усього узбережжя чи створювати осередкові опорні пункти ешелоновані та розвинені в глибину; оборонна тактика статична, яка спиратиметься на ці осередки оборони чи маневрові дії мобільних сил; утримання кожної позиції до повного нищення або оперативне маневрування силами й засобами по фронту та в глибину в залежності від перебігу подій. Навіть два головних керівники: Г. фон Рундштедт та Е. Роммель не змогли прийти до порозуміння оборонної доктрини на Заході. Проблема оборони західних кордонів залишалася складною справою та практично невирішеною; як наслідок німецький Вермахт не мав чіткого та ясно висловленого плану дій на випадок вторгнення.
Гітлер щиро вірив, що «Атлантичний вал» може суттєво вплинути на плани союзників вдертися в Європу. Якщо лінія оборони буде дуже міцною, противник протягом перших 24 годин буде запросто розтрощений ще на береговій лінії. Г. фон Рундштедт погоджувався з цим, наводячи аргументи, що десантні операції союзників на Дьєп та Сицилію підтверджують факт, що найнебезпечніший момент для десанту під час висадки — це перші години. Коли основні сили морського десанту зосереджуються біля берегової лінії, саме у цей час, флот та авіація обмежені в можливостях підтримати висадку. Водночас, досвід морського десанту в Салерно спростував цей догматичний висновок. Американці, з'ясувавши уроки своїх втрат, збалансували висадку таким чином, що противник зазнавав постійного впливу вогню корабельної артилерії та ударів з повітря в тактичній та оперативній глибині берегової оборони німців. Одночасно, не ув'язуючись у затяті бої з гарнізонами опорних пунктів, десант просто просочувався у міжпозиційні проміжки та, не гаючи часу, просувався вперед, залишаючи за собою не захоплені, але ж оточені й тому безпорадні ключові об'єкти оборони противника.
Тому, певні німецькі воєначальники рекомендували зосередити власні тактичні резерви якомога ближче до берегової лінії, тим самим уникнувши ймовірності ураження їх з моря та повітря, та активними діями безпосередньо у смузі висадки десанту, намагатися завдати максимального ураження противнику, позбавляючи його можливості прорватися вглиб оборони. Якщо деякі підрозділи противника зможуть подолати цей перший рубіж оборони, його повинні знищувати оперативні резерви, що мають дислокуватися поза межами досяжності дійсного вогню кораблів союзників.
Г. фон Рундштедт схилявся до цієї пропозиції та надав кілька правок до неї. По-перше, основний удар по морському десанту повинен завдаватися, ще коли противник буде на плаву й практично безпорадний. Якщо він таки висадився, негайно контратакувати ворога усіма силами та засобами. Якщо й це не призвело до його розгрому — терміново залучити усі вогневі засоби, що мають бути ешелоновані по всій глибині оборони, намагаючись завдати ворогу максимального ураження та тим змусити зупинити просування вглиб. Надалі підключати до розгрому корпусні та армійські резерви. Контратаки силами тактичних резервів повинні розглядатися в контексті концепції статичної оборони, у той час, як контрудари силами корпусних та армійських частин уособлюють основні принципи мобільної гнучкої оборони. Поєднання таких способів дій було вимушеним, зокрема, через обмеженість сил та засобів, якими володів Вермахт на осяжному просторі атлантичного узбережжя, й тому, відповідно, робило неможливим обрання найоптимальнішого варіанту оборонних дій.
Виходячи з цього, Рундштедт усе більш схилявся до думки дати генеральний бій морському десанту безпосередньо на береговій лінії. Для цього фельдмаршал віддав наказ зосередити основну частину резервів поблизу від узбережжя, що повинні оперативно діяти за обстановкою. Це, у свою чергу, вимагало наявності величезної кількості транспортних засобів, але саме цього у Вермахті майже не було. У своєму жовтневому рапорті Гітлеру, генерал-фельдмаршал доповідав, що сучасний стан військ та особливо техніки дозволяє зробити припущення, що за обома критеріями противник буде переважати сили Вермахту. Тому він, проаналізувавши основні варіанти дії, прийшов до висновку, що розгром сил вторгнення, які намагаються висадитися на західному узбережжі, можливий лише в тому випадку, якщо противникові буде завдане певне ураження на шляхах висування морем. Також, Рундштедт наполягав на тому, що він повинен мати сильний та мобільний резерв, щонайменше армію, яка буде діяти за його особистим викликом на випадок вторгнення. Точку зору старого фельдмаршала поділяла більшість генералітету, що діяла на Заході. У першу чергу це було пов'язано з тим, що на їхню думку, не має ніякого значення наскільки міцно буде влаштований «Атлантичний вал», подолати його — лише питання часу. Ключовою проблемою залишалося — як, де й яким чином зосередити або дислокувати мобільні резерви, які зможуть адекватно діяти на випадок вторгнення.

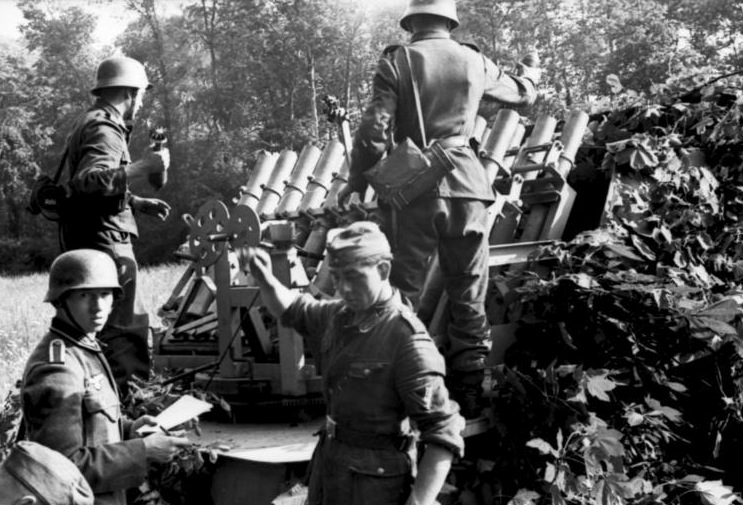
Заряджання реактивної системи залпового вогню Raketen-Vielfachwerfer обслугою. 1944.

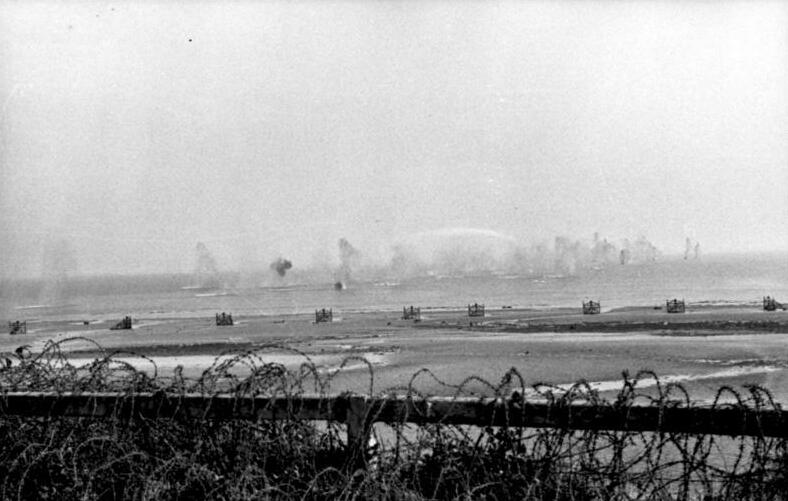
Залп РСЗВ по морських цілях. 1944.

Що стосується планів застосування берегових укріплень, то тут Рундштедт наполягав на тому, що кожний фортифікаційний об'єкт на береговій лінії мусить битися окремо, не жаліючи власних сил та життя. Це призведе до послаблення противника та надасть основним силам час на зосередження та підготовку до контратаки. Фельдмаршал вимагав зосередження берегових військ на цих ключових об'єктах й диктував: «ніякого розосередження сил, ніякого дроблення компонентів, мені не потрібний рідкий суп».
Командир 84-го армійського корпусу генерал артилерії Еріх Маркс доповідав, що наявного складу його сил, навіть якщо зробити припущення, що кількість особового складу та техніки буде подвоєна, не достатньо, щоб тримати міцну оборону на кожній ділянці його сектора відповідальності. Замість обладнання коштовних міцних фортифікаційних укріплень капітального будівництва він запропонував створити розвинену мережу невеликих інженерних загороджень, посилених мінними полями, завданням яких буде не зупинити або зірвати наступ противника, а примусити його розпорошити свої сили на етапі подолання цих перешкод, та таким чином надати можливість військам Вермахту підійти до берегових ліній.
До кінця 1943 року суперечки про те, яким чином будувати оборону, так і не дійшли до логічного розв'язання. Подвійна позиція фон Рундштедта з приводу того, що війська повинні максимально довго утримуватися на позиціях фортифікаційних споруд та одночасно будуть мати величезну кількість мобільних резервів, створювала суперечливе порозуміння у головних виконавців — командирів та командувачів на місцях. План берегової оборони підготовлений начальником штабу ОВ «Захід» генералом Блюментріттом передбачав 4 стадії ведення операції: перша — максимальне ураження противника, що наближається до берега силами флоту, авіації та вогнем берегових батарей; друга — етап битви безпосередньо на березі; третя — бій між військами берегової оборони, тактичними резервами та військами вторгнення, що подолали першу смугу оборони Вермахту; четверта, остаточна — розгром морського десанту силами оперативного резерву та скидання його в море.
План був затверджений А. Гітлером та ОКВ. Проте, через кілька місяців командування групою армій було покладено на генерал-фельдмаршала Е. Роммеля, який дуже песимістично розглянув цей варіант дій, особливо ту його частину, яка передбачала «зухвалі» атаки та маневри під вогнем з моря та бомбардуванням з повітря за умови повного панування союзної авіації. В момент, коли вважалося, що запропонований характер протидії противникові знайшов підтримку у найвищих ешелонах Третього Рейху, на практиці новий командувач проголосив, що це лише «загрозливі фантазії».

### Безпосередня підготовка до відбиття вторгнення
Німецька військова стратегія на 1944 рік базувалася на усвідомленні факту, що Третій Рейх більше не в змозі вести рішучі наступальні дії на сході, а висхідна міць західних союзників дозволяла зробити висновок, що вторгнення у Європу відбудеться до кінця цього року. Перспектива вторгнення противника на Заході «тисячорічного Рейху» створювала величезний ризик для Третього Рейху та водночас залишала надію, що є можливість перетворити поразку на перемогу. Якщо німці не зможуть зупинити висадку на континент, наступний удар буде у саме серце Рейху, однак, у випадку розгрому морського десанту на узбережжі, союзники ще довго не зможуть організувати повторний напад і це дає змогу виграти час та перенацілити проти Червоної армії щонайменше 50 дивізій.
Визначаючи колосальну перевагу воєнного потенціалу західних союзників, керівництво Вермахту визнавало, що в них є лише один шанс, й скористатися ним потрібно якомога результативніше. Зосередження максимальної кількості сил та засобів на ймовірному головному напрямку вторгнення набувало життєвої важливості.
Але, німці не мали ніяких стовідсоткових гарантій та інформації, де саме планується вторгнення британсько-американських сил. Війська Вермахту на Заході були розкидані поздовж атлантичного узбережжя на величезній площі від Норвегії до кордонів з Іспанською державою, значна частка дислокувалася всередині окупованих країн. Основні сили Вермахту були сконцентровані поздовж Ла-Маншу, головним чином напроти Па-де-Кале. Аналізуючи розвідувальні дані, ОКВ дійшло до висновку, що усі ознаки підготовки вказують саме на цей регіон у ролі найімовірнішого напрямку відкриття Другого фронту. Однак, сумніви залишалися.
Абвер докладав неймовірних зусиль, щоб дізнатися, де конкретно противник планує завдати вирішального удару. Так, німецька агентура сповіщала про гігантські масштаби підготовки союзників до вторгнення, за їхніми даними, чисельність усіх засобів перекидання військ морем перевищувала у 10 разів розрахункову, яку штаб Деніца прогнозував для висадки через Канал. Це створювало підозри, що можливо союзники будуть намагатися висадитися в іншому місці. Настороженість посилилася, коли 22 січня 1944 року союзники здійснили висадку морського десанту в Анціо. Верховне командування Вермахту тривожно розцінювало це як ознаку того, що на них чекає серія другорядних морських десантів на осяжному просторі від Норвегії до Біскайської затоки й по всьому середземноморському узбережжю. Генерал А. Йодль підозрював, що це перша з такої низки операцій й спрямована вона на розпилення зусиль Вермахту, який ніяким чином не здатний боротися на багатьох напрямках одночасно, по всьому європейському театру війни. Водночас, союзники замислили скористатися цим та з мінімальним ризиком вдертися до Європи через Ла-Манш. Німці настільки серйозно сприймали ці події, що у лютому вилучили зі складу командування на Заході 2 піхотні дивізії та спрямували їх на південне узбережжя Франції у розпорядження командувача 19-ї армії, а 9-ту танкову дивізію СС закріпили як армійський резерв у районі Авіньйона.
Найбільшим розчаруванням для німецької сторони в ситуації, яка складувалася, стало те, що вони реально оцінювали становище і розуміли, що при будь-якому розвитку подій, Вермахт не здатний адекватно відреагувати на загрозу. Зокрема ситуація на Сході диктувала свої вимоги й бажання тримати величезну кількість військ незалученими — було недозволеною розкішшю, тому у березні ОКВ скасувало свої попередні плани дії на випадок вторгнення й вирішило діяти за обставинами.
Криза на східному фронті зростала неймовірними темпами, колишні союзники один за одним намагалися втекти від колись могутнього Третього Рейху. Німецька війна на Сході жерла дивізію за дивізією. Всупереч власній директиві, А. Гітлер продовжував висмикувати формування з Данії, Франції тощо та спрямовувати їх на Схід. Ситуація досягла піку, коли 26 березня 1944 особисто фюрер віддав наказ на перекидання 2-го танкового корпусу СС з 9-ю та 10-ю танковими дивізіями з Франції на допомогу 1-й танковій армії, що зазнавала катастрофи в боях на Галичині. З танкових військ на Західному фронті лишилася одна 21-ша танкова дивізія. Після війни багато істориків прогнозували, що якби британо-американці розпочали вторгнення у цей час, вони досягли б максимального успіху. Весною 1944 угруповання Вермахту на західному театрі дій було найслабкішим за всю свою історію.
Найкращими військовими формуваннями в складі сил на Заході були німецькі повітрянодесантні війська. Наприкінці 1943 року Герінг запропонував Гітлерові створення двох парашутних армій загальною чисельністю 100 000 десантників, що мають формуватися з еквівалентним статусом еліти, як Ваффен-СС, і мати подібну систему добору, комплектування, озброєння та підготовки. ОВ «Захід» отримав до початку вторгнення 3-тю та 5-ту парашутні дивізії та окремий 6-й парашутний полк зі складу 2-ї дивізії. Ці формування були укомплектовані за рахунок тільки молодих хлопців — добровольців (середній вік солдатів 6-го полку був 17,5 років), відмінно озброєнні, треновані та підготовлені, мали неймовірно високий моральний дух і в боях зарекомендували себе, як першокласні елітні вояки. Єдиною проблемою залишалися труднощі з транспортом — 6-й парашутний полк мав лише 70 автомобілів 50 різних моделей.
Значну силу становили панцер-гренадерські та танкові дивізії.
За станом на 1 червня 1944 у розпорядженні генерал-фельдмаршала Рундштедта було 58 бойових дивізій, з яких 33 були дивізіями берегової оборони або резервними, з обмеженими бойовими можливостями. 24 дивізії відносилися до формувань першої категорії, 13 — піхотних, 2 — парашутних, 5 — танкових, 4 — танкових та панцер-гренадерська дивізії СС.
Разом з цим, головною слабкістю німецької оборони на Заході була не наявність військ, їхня укомплектованість, бойовий досвід тощо. Основною невирішеною проблемою залишалася відсутність єдиного командування, що мало відповідати за усі стадії планування, підготовки та реалізації на практиці головного замислу оборони. Рундштедт, попри усю повноту влади над сухопутним компонентом не мав ніяких важелів впливу на повітряні та військово-морські сили. 3 повітряні корпуси очолював генерал-фельдмаршал Люфтваффе Гуго Шперрле, командувач 3-го повітряного флоту Рейху, який у свою чергу підпорядковувався ОКЛ. Одночасно, оперативне угруповання Крігсмаріне «Захід», на чолі з адміралом Теодором Кранке було поза межами повноважень Heer та перебувало у владі ОКМ. Крім цього, управління повітряними силами ускладнювалося тим, що повітрянодесантні війська входили до угруповань наземних сил, проте адміністративно підпорядковувалися 3-му флоту, а частини протиповітряної оборони зі складу 3-го корпусу ППО також мали подвійне управління. У свою чергу, флоту підпорядковувалися наземні частини берегової артилерії з їхніми вогневими позиціями, фортифікаційними укріпленнями, не кажучи вже про решту елементів інфраструктури Крігсмаріне, як то, базами, гаванями, маяками, які так чи інакше також входили в суцільну систему берегової оборони. Вогонь по морських цілям керувався морським командуванням, а з висадкою ворога на берег його знищення переходило під юрисдикцію сухопутних військ.
Війська охорони, що були у підпорядкуванні представників військової адміністрації на території окупованих західних країн, також мали подвійну систему управління військами.
До всього цього нагромаджування керівників, представників та командирів додавало масла у вогонь те, що навіть у наземному компоненті не існувало єдиноначальності. З призначенням Гітлером Е. Роммеля на посаду командувача групою армій «В», на його штаб була покладена відповідальність за успіх фази відбиття наземного вторгнення противника. Роммель очолив 2 польові армії: 7-му та 15-ту й Головнокомандування Вермахту «Нідерланди».
Однак, суперечки, що існували через погляди двох воєначальників на концептуальні підходи до організації оборони узбережжя, перетворювали усі зусилля на марні. Зрештою, й найбільш важливо, як усі генерал-фельдмаршали Вермахту, Роммель мав право напряму звертатися до Гітлера, що він неодмінно робив. І цей привілей був особливо важливим через погляд на наявні взаємостосунки керівників Західного фронту. Фактом залишається те, що після січня 1944 Роммель став домінантною фігурою на Заході з диспропорційним впливом його формального командного авторитету.
Останні місяці перед початком вторгнення західних союзників А. Гітлер приділяв недостатньо уваги цьому стратегічному напрямку. Неспроможність фюрера чітко визначити задачі та сфери відповідальності ключових гравців на фронті, й тим самим забезпечити надійне керівництво військам та силам у випадку операції, призвели до краху всього стратегічного напрямку.
Варто зазначити також те, що фельдмаршал Роммель прибув у Західну Європу лише за кілька місяців до вторгнення. Він не брав участі у попередніх підготовчих заходах, розробляючи плани протидії союзникам, не долав труднощі з комплектуванням формувань, що входили до складу його сил, не планував та не будував фортифікаційні споруди поздовж берегу, й не страждав він дефіциту будь-яких сил та засобів. «Лис пустелі», з його величезним досвідом битв у Північній Африці, не мав висококласних військ, які були у його розпорядженні на той час і змушений був користатися усіма цими критеріями якомога краще та ефективніше.

## Підготовка союзників до вторгнення
14 січня 1944 до Лондона прибув генерал Д. Ейзенхауер для прийняття на себе повноважень Верховного головнокомандувача союзних експедиційних сил в Європі. З його появою робочий режим та в цілому характер підготовки набув нового акценту. Якщо раніше увесь ритм підготовки носив відбиток незавершеності, то зараз будь-кому стало зрозуміло — вторгнення відбудеться й це пріоритетне завдання, решта відходить на задній план.
23 жовтня 1943 генерал-лейтенант Омар Бредлі очолив командування над усіма американськими військами, що готувалися до операції на Британських островах. З цих з'єднань та частин незабаром була сформована 1-ша американська армія.

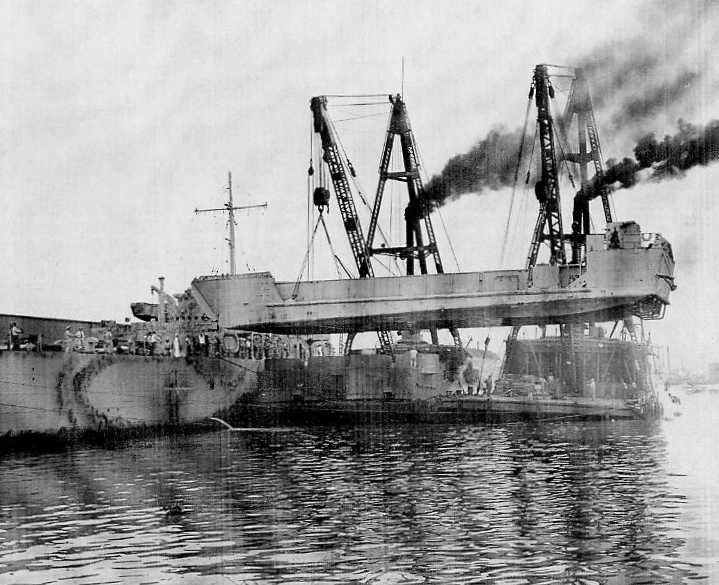
Завантаження LCT на важкий танко-десантний корабель LST портовим краном.

2 січня 1944 на острови прибув командувач сухопутними військами союзників на етапі стратегічної операції — фельдмаршал Б. Монтгомері.
Тим часом війська й сили продовжували нарощування своїх зусиль з підготовки до «Дня Д». Військово-морські сили США спільно з британським Королівським ВМФ завершували процес формування бойових компонентів, що мали брати участь у забезпеченні висадки морського десанту. Загальне керівництво усіма морськими силами на себе перебрав британський адмірал сер Бертрам Рамсей. Для безпосереднього вторгнення до Нормандії союзники створили 2 основні оперативні групи: американці створили Західне оперативне командування ВМС — основу якого складав знов створений 12-й флот під командуванням адмірала Гарольда Старка. Для забезпечення висадки з бойових кораблів була організована 122-га оперативна група під керівництвом контр-адмірала Алана Кірка, у свою чергу 11-та оперативна група включала усі амфібійні сили США.
У свою чергу британці створили під проводом контр-адмірала Ф. Віана Східне оперативне командування ВМС, до складу якого увійшли штурмові оперативні групи «G», «J», «S» та оперативна група підтримки «L».
У повітряному просторі усі операції, за винятком завдань стратегічного бомбардування, були покладені на британського маршала ВПС Лі-Меллорі.
З початку підготовки операції питання бойової підготовки військ розглядалися в контексті того, що дивізії будуть прибувати в більшості своїй підготовленими та такими, що матимуть бойовий досвід. Проте, з початком безпосередньої підготовки піхотних та танкових формувань, а також спеціальних військ з'ясувалося, що специфіка морської десантної операції накладала свій відбиток на характер тренувань та навчання. Протягом більшості 1943 року було обмаль практичних тренувань, й лише у вересні 1943 у Вулакомбе (англ. Woolacombe) був відкритий спеціальний штурмовий тренувальний центр для відпрацювання військами дій у бою на місцевості. Однак, всупереч намаганням командування пропустити крізь цей тренувальний центр максимальну кількість частин та підрозділів, далеко не усі змогли набути необхідних навичок.
Тому, не зважаючи на 3 роки підготовки, майже 10 місяців інтенсивної бойової виучки, багато квестів щодо готовності формувань не були відпрацьовані належним чином.
Більшість питань, що виникало, стосувалися в першу чергу виконання власне бойових завдань. Шикування бойових порядків, у якій послідовності, якими напрямками, де та багато інших турбували як командування, так і особовий склад. Навіть питання про те, чи буде вторгнення вдень або вночі, було остаточно визначене безпосередньо перед початком операції.

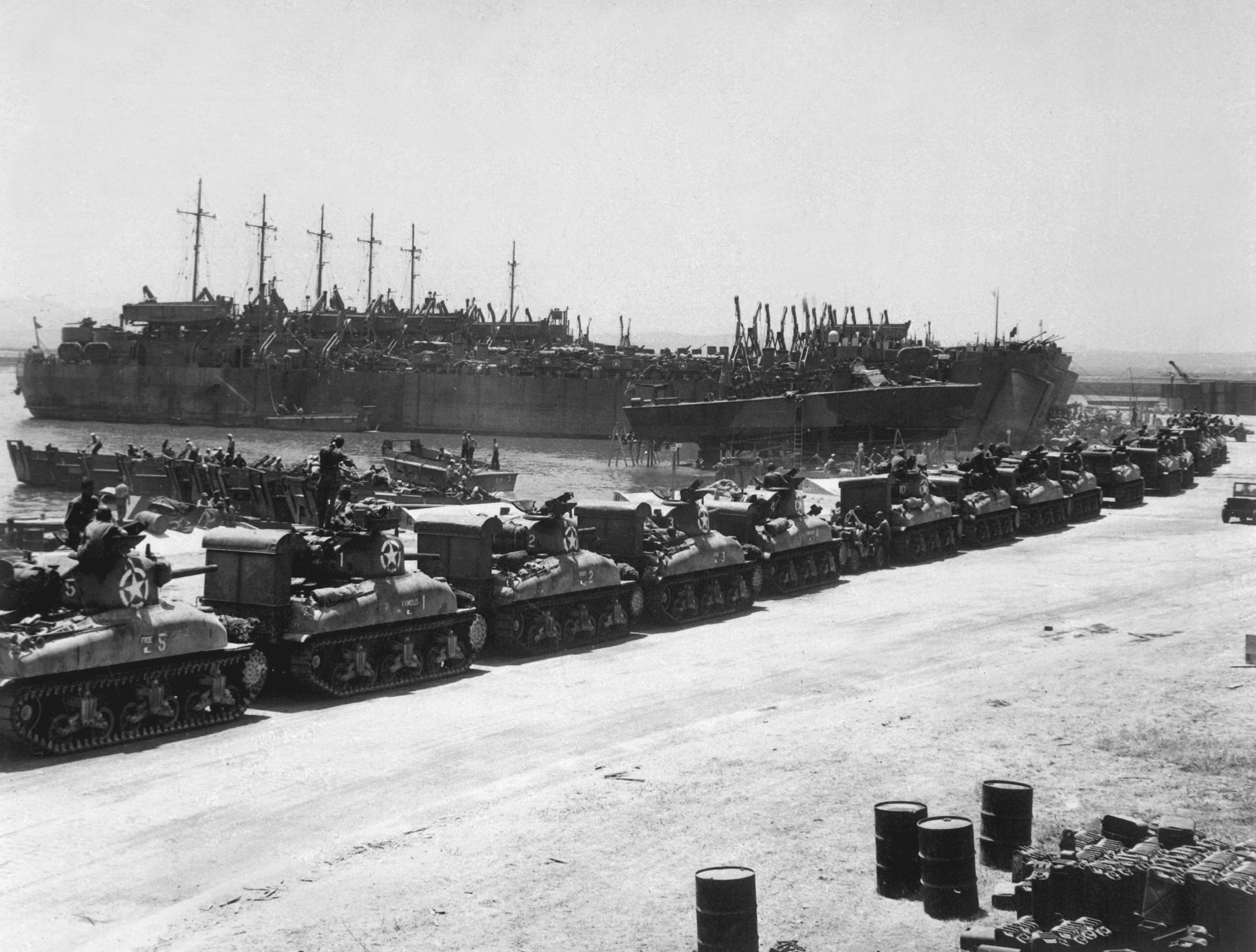
Завантаження військової техніки на танко-десантні кораблі LST.

Разом з цим, керівництво операцією ще не завершило процес планування й основні суперечки розпалювалися навколо ідеї Монтгомері збільшити загальний фронт зони вторгнення за рахунок висадки додаткових сил на західному березі річки Вір, тим самим створивши передумови для скорішого захоплення Шербура.
Але найбільше проблем виникало, як завжди, з отриманням та цільовим розподілом десантно-висадочних засобів. Ретельно проаналізувавши стан справ, Б. Монтгомері та начальник штабу сил вторгнення генерал В. Сміт дійшли до висновку, що успіх висадки напряму залежатиме від наявності засобів висадки. Тому, вони запропонували перенацілити транспорт з Середземного моря на операцію «Оверлорд», що у свою чергу спричиняло відмову від виконання операції «Анвіл» на півдні Франції. На початку січня, коли генерал Д. Ейзенхауер прибув на місце й вивчив ситуацію, він після тривких коливань був змушений також погодитися з висновком, що на користь вторгнення до Нормандії, союзники повинні поступитися висадкою біля Тулона та перекинути транспортні засоби на північ. До того ж, підтримка пропозиції фельдмаршала Монтгомері, щодо збільшення чисельності сил вторгнення, спричинила резонне питання — яким чином доставляти ще й ці війська.
Через тиждень після відвідання Верховним головнокомандувачем своїх військ він надіслав листа до Об'єднаного штабу союзників з вимогою забезпечити сили вторгнення ще більшою кількістю додаткових десантно-висадочних засобів, а саме: 72 LCI (L), 47 LST та 144 LCT.
Одночасно Ейзенхауер всіляко продовжував відстоювати операцію «Анвіл», аж коштом перенесення дати вторгнення в північну Францію на червень, навіть враховуючи загрозу втратити можливість висадки в сприятливих погодних умовах. Протягом лютого Об'єднаний штаб продовжував відпрацювання плану операції вторгнення до Франції з двох сторін, все-таки потенційні можливості союзників на той час для одночасного вторгнення на двох стратегічних напрямках були дуже обмеженими. Більш того, якщо раніше планувальники працювали над розрахунками, базуючись на підйомі 4-х дивізій морським транспортом та 2-х повітряно-десантних літаками, то зараз, після уточнення завдань, штаб відпрацьовував завдання для 5 дивізій, що підуть морем, а також 4 бронетанкових бригад, 5 полків самохідної артилерії, підрозділів інженерних військ, командос та інших. До розрахунків також включили ⅔ дивізії другого ешелону, що мали завантажитись на десантно-висадкові засоби й перебувати в готовності до негайної висадки за викликом. Решта військ другої хвилі (повноцінна дивізія та ⅓ дивізії) за підрахунками зможуть бути перевантажені та висадитися на берег лише на «День Д+2». Чисельність сил вторгнення, що потребувала завантаження на морський транспорт, становила 174 320 особового складу та 20 018 одиниць техніки. Об'єднаний комітет начальників штабів союзників запропонував скорочення на 21 560 вояків та 2,5 тис. одиниць озброєння та техніки. На що командування 21-ї групи армій виступило з суворою критикою, наполягаючи на тому, що оператори базуються в основному на проблемах логістики, а не на тактичній доцільності цих заходів. До речі, вищий штаб не розглядав таку обумовленість, що командос, які мали захопити або знищити окремі важливі об'єкти, будуть діяти автономно, й тому, для них мають бути виділені власні засоби пересування.
У сукупності усі ці фактори врешті-решт зруйнували надії Д. Ейзенхауера поєднати висадку військ у Нормандії та південній Франції. 26 лютого Верховний головнокомандувач телефонував генералу Дж. Маршаллу, доповівши йому, що виконання операції «Анвіл» не видається можливим й запитав дозволу спрямувати усі можливі сили, у першу чергу десантно-висадкові засоби, на реалізацію операції «Оверлорд». Незабаром Об'єднане командування союзників прийшло до того ж висновку та надало пріоритет північній Нормандії, як єдиній та головній стратегічній цілі на першу половину 1944 року.

### Розробка плану «Нептун»
З визначенням статусу та важливості «Оверлорд», планувальники Об'єднаного штабу змогли приступити до деталізованої розробки плану висадки морського десанту, що отримав назву операція «Нептун». Офіцери-оператори відпрацювали неймовірно складний, проте дуже скрупульозний план вторгнення, який мав бути реалізований у «День Д». Чорновий варіант містив усі завдання, що покладалися на сухопутний, морський та повітряний компоненти сил вторгнення, кожному полку визначили ділянку висадки, командос, рейнджери та повітряний десант отримали свої цілі, приблизний розрахунок десантно-висадочних засобів з визначенням кількості особового складу, техніки, військових запасів додавався до кожного елементу плану. Артилерія ВМС отримала первинні нариси плану вогневого ураження позицій берегової оборони противника, а також подальших дій з вогневої підтримки військ у випадку контрударів німецьких військ.
25 лютого американці, а 20 березня 1944 британці надали на розгляд перші відпрацьовані плани висадки.

#### Оцінка противника

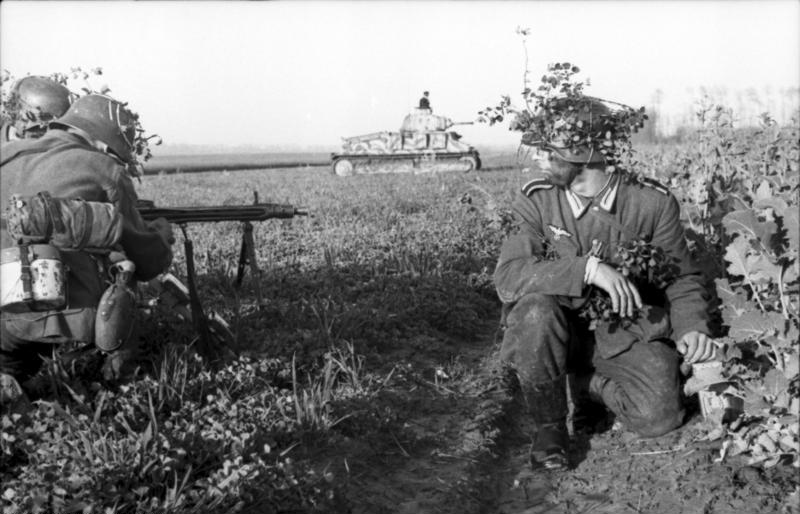
Підготовка Вермахту до відбиття вторгнення. Кулеметний розрахунок з MG-42. Червень 1944.

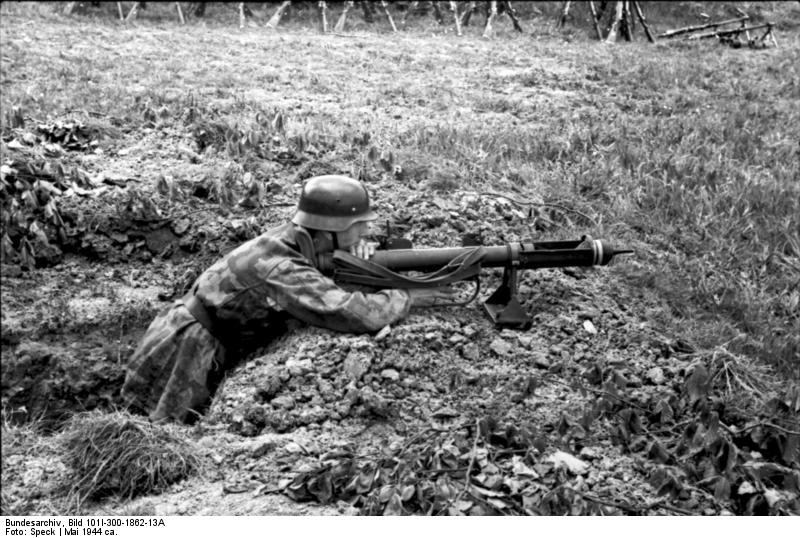
Підготовка Вермахту до відбиття вторгнення. Німецький солдат з протитанковою зброєю PIAT.

Первинна оцінка противника базувалася на припущенні, що Вермахту не вдасться значно наростити свої сили до початку операції «Нептун» й в цілому їхній загальний стан та диспозиція залишаться незмінними. За попередніми прогнозами німецьке командування буде мати від 40 до 53 дивізій на території Франції та Бенілюксу, й максимум, якого воно може досягти до початку вторгнення, — 60 розрахункових дивізій. Резерви Рундштедта оцінювалися, як 10 танкових та танко-гренадерських дивізій та від 14 до 17 піхотних і парашутних дивізій. Однак, лише 3-4 важких та 2 піхотних дивізії можливо було віднести до дивізій першої категорії.
У травні 1944 отримані розвідувальні дані підтвердили ці дані, чим заспокоїли союзників, з приводу можливостей противника наростити свої сили в смузі висадки морського десанту. Більша частина цього угруповання противника складали дивізії так званої другої категорії, в основному дивізії берегової оборони або піхотні формування обмежені в силу об'єктивних обставин у бойових можливостях.
Виходячи з аналізу загальних відомостей розвідки та оцінки характеру ймовірних дій противника, союзне командування опрацьовувало перші нариси завдань для підрозділів та частин вторгнення. Широко розпропагована Геббельсом «нездоланна суцільна оборона» Атлантичного валу була відома розробникам плану вторгнення й тому, штаб реально володіючи обстановкою знав, який приблизно характер дій слід очікувати від німецьких командирів. Скептично оцінюючи можливості берегових сил зірвати висадку морського десанту на берег по всьому фронту вторгнення, союзники усе ж таки передбачали, що події головним чином розгорнуться на самому етапі висадки, а спротив німецьких військ, що спираються на фортифікаційні споруди, буде повносилим та затятим. Головною проблемою постало, як, не ув'язуючись у ці сутички, прорватися далі за лінію ворожих позицій, до того, як він зможе підтягнути свої тактичні, а надалі й оперативні резерви.
Щодалі більше поставали питання максимального придушення вогневих засобів Вермахту, що дислокувалися біля узбережжя. Пряму зацікавленість планувальників викликали позиції важкої берегової артилерії. За оцінками, найсерйознішими засобами вогневого ураження противника в смузі вторгнення американського десанту були 4 батареї 155-мм гармат (24 системи) та 2 батареї 240-мм гармат, що мали можливість завдати істотного ураження кораблям та суднам з десантом. Загалом, артилерійські засоби оцінювалися в 73 одиниці стаціонарних артилерійських систем, не враховуючи пересувні або самохідні установки, зокрема 170-мм німецькі гармати, здатні вести стрільбу на відстань до 30 км.
Починаючи з лютого 1944 інтенсивність фортифікаційних робіт німців поздовж узбережжя значно зросла. 20 лютого повітряна розвідка доставила перші зображення, на яких союзники побачили, що придатні для висадки повітряного десанту майданчики та ділянки насичені протидесантними загородженнями. Також стрімко зростав темп спорудження міцних укріплень на найбільш загрозливих, з точки зору німецького командування, плацдармах. Так, неподалік від запланованої зони висадки морського десанту біля Кіневіля на східному березі Котантену був зведений подвійний двокілометровий ряд металевих тетраедрів та протитанкових їжаків лише за 4 доби. Уся зручна площа біля берегової лінії насичувалася різнорідними перепонами, багато з яких посилювалися мінними полями та мінами-пастками.
Однак, коли планувальники операції аналізували «час Ч» та розраховували ступінь загрози цих загороджень для морського десанту, вони з'ясували, що користуючись 3-х годинним проміжком між часом припливу та відпливу в травні-червні, війська встигають проскочити ці перепони та зачепитися за берег. Разом з цим, будь-які зупинки у виконанні плану висадки можуть призвести до дуже серйозних наслідків.
Оцінюючи інші бойові можливості противника, штаб союзників, на відміну від бойового потенціалу сухопутного компонента, який мав дуже високий ступінь виучки, ледве не ігнорував імовірність впливу повітряних та військово-морських сил Вермахту, через приголомшливу перевагу союзних флоту та ВПС. Крігсмаріне мали від 50 до 60 торпедних та артилерійських катерів, а також до 130 підводних човнів океанського типу, що базувалися у відносній близькості до Нормандії, які противник міг залучити під час переходу морем, однак, за попередніми розрахунками вони не створювали критичної загрози для морського компонента. На морі головною загрозою вважалися лише мінні загородження.
Люфтваффе за даними розвідки та попередньою оцінкою незначно наростили свою міць на Західному фронті, й могли здійснити від 1 000 до 1 800 літако-вильотів у «День Д», що на фоні повного панування в повітрі союзників також не створювало серйозної загрози морському десантові. Помітну втрату військово-повітряним силам Третього Рейху завдавали постійні та методичні стратегічні удари союзної бомбардувальної авіації протягом попередніх місяців, коли майже усім важливим об'єктам Люфтваффе був завданий суттєвій збиток.

#### Оцінка району вторгнення та цілей
Після прийняття рішення на вторгнення в Нормандії на теренах між естуаріями річок Сена та Вір, перед розробниками операції постало питання вибору зручних плацдармів та ділянок місцевості, що найбільш придатні для дій морського десанту. Варто зазначити, що під час планування операції «Раундап», було вже визначено 3 пляжі, що найбільш відповідали вимогам. Водночас, з прийняттям змін до плану та розширенням фронту вторгнення офіцери оперативного управління зіткнулися з проблемою пошуку інших ділянок щоб задовольнити масштаби вторгнення. В особливості, це питання гостро постало під час розробки плану висадки для американських військ, що мали висаджуватися за межами дії основних сил, на північно-західному березі річки Вір.

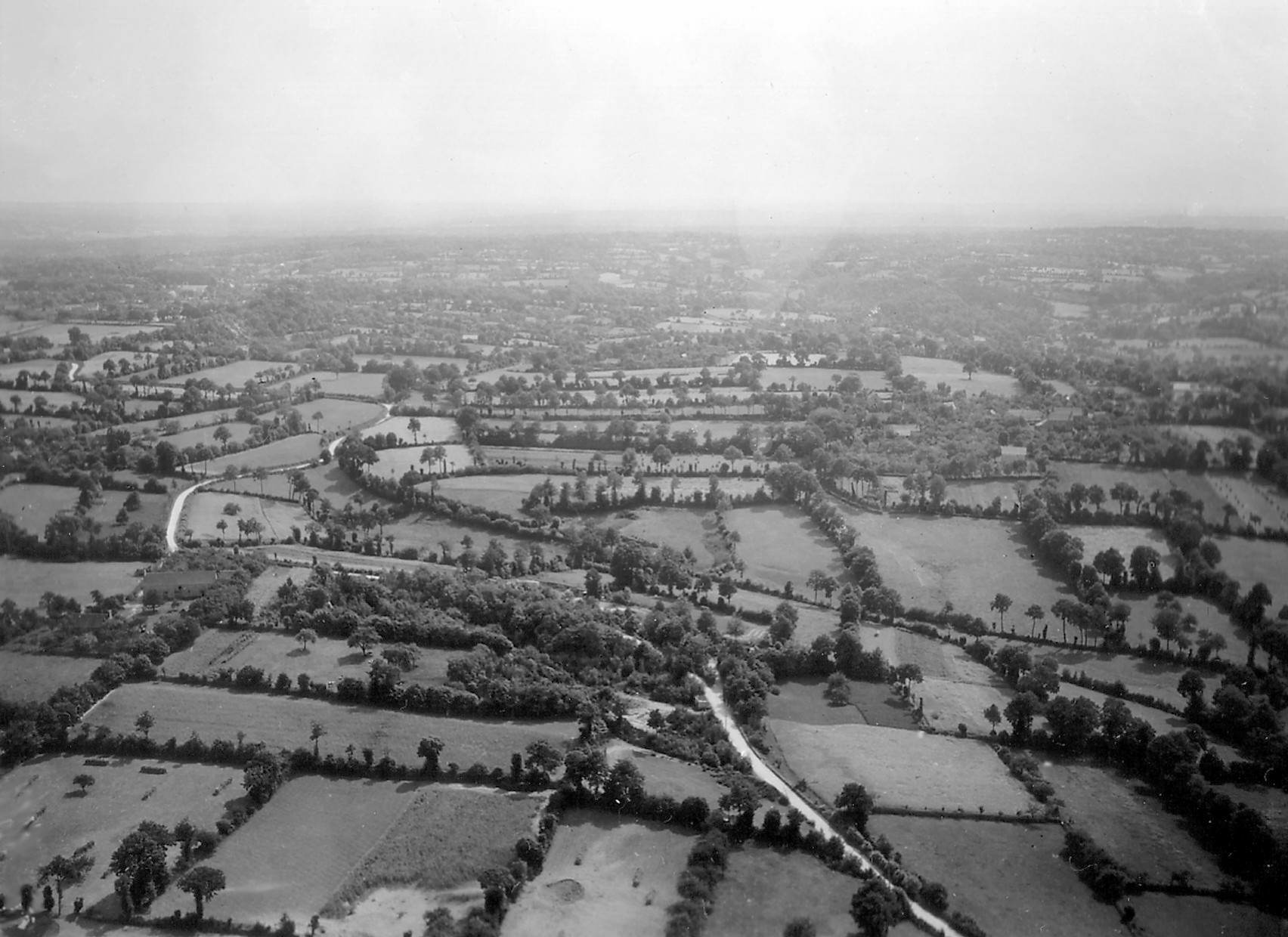
Територія півострову Котантен у північно-західній Франції, насичена бокажем.

Топографічна оцінка районів вторгнення визначила особливості місцевості, що мали вплинути на деталі розробки операції. Так, для 3-х британських дивізій плацдарми були на сході від Бессін біля Кана й були дуже зручними для морського десантування. До того ж, поля насичені бокажем, були значно південніше й надавали можливість британцям діяти танковими підрозділами на першому, найбільш відповідальному етапі вторгнення. Більш цього, прилеглі фермерські ділянки були зручні надалі для влаштування передових польових аеродромів, якими могла скористатися союзна авіація. Тому, за планом вторгнення, британці, діючи сумісно з канадськими військами повинні захопити в перший же день ключові об'єкти — міста Байо та Кан, і просунутися якомога південніше та південно-східніше. Таким чином, заволодівши найбільш важливими транспортними вузлами, з'єднання Об'єднаного королівства перерізали шляхи підходу німецьких резервів на півострів Котантен й надавали змогу американцям, що діяли праворуч, закріпитися на своїх плацдармах. А надалі американські дивізії мали свою головну ціль — захоплення великого морського порту Шербур.
Для посилення висадки з моря британських та канадської дивізії, Монтгомері збільшив чисельність повітряного десанту до дивізії, що мала діяти у взаємодії з піхотою та утримати ключові мости через Орн та Канський канал. Захоплення Кана визначалося на усіх рівнях командування, як найголовніше завдання для британців, тому що заволодіння цим містом відкривало шляхи для подальшого просування союзників у загальному напрямку на Париж.
Значно складнішими були справи в смузі вторгнення американських військ, по-перше, для дивізії, що висаджувалася на плацдарм біля Сен-Лоран-сюр-Мер (надалі отримав назву плацдарм «Омаха»). Критичні топографічні умови в районі Бессін диктувалися наявністю річки Ор, що протікала з району бокажів крізь Байо та потім поверталася на захід паралельно береговій лінії до Ізіньї, де збігалася з Вір й далі в Канал. Ор мала найнижчі береги й прямувала серед заболочених пласких долин, що рясніли штучними каналами, які легко перетворювалися на нездоланні перепони у випадку перекриття річних дамб й створювали біля узбережжя штучний півострів. Цей «півострів» мав ширину від 2,5 км на сході до 8 км у західній частині й був блокований від основного континенту, маючи лише вузьку смужку суходолу між В'єрвіль-сюр-Мер та Сен-Лоран-сюр-Мер, якою могли скористатися сили вторгнення. По цьому відрізку суші проходила головна транспортна артерія Нормандії — шосе Париж-Шербур.
Тому, перед американцями постало проблематичне завдання: якимось чином заволодіти цим сектором та подолати його до того, як німці встигнуть затопити іригаційну систему й блокують союзників на узбережжі, позбавивши їх можливості вийти на оперативний простір.
Водночас, неймовірно важлива роль захоплення Шербуру призвела до прийняття рішення про висадку ще одного американського десантного угруповання на захід від гирла Карантанського каналу. Однак, географічні умови зони вторгнення не надавали союзникам позитивного настрою. Район запланованої висадки військ, що надалі отримав назву «Юта», також мав дуже складні географічні властивості місцевості. Непрохідні затоплені ділянки прямо за пляжем з рідкими виходами з них углиб півострову, розгалуженість річок Мердере та Дув, наявність мережі іригаційних каналів завдавали багато клопоту при плануванні операції. Розробники операції ретельно розраховували шанси цієї дивізії швидко подолати загрозливі прибережні райони та просунутися північно-західніше з подальшим заволодінням ключовим морським портом у Шербурі.
В цілому до уваги планувальників також постала проблема реальності подальшого просування американських військ на півострові Котантен у західному та північно-західному напрямках. Півострів був надмірно насичений густими заростями — бокажем, болотами й мав лише 3 вузькі смужки суходолу на яких розміщалися шосейні дороги. Німці могли легко обороняти ці рубежі, створюючи міцні опорні пункти, затоплюючи низини місцевих річок та уповільнюючи наступальний рух американців углиб півострову. Фізичні властивості території явно сприяли обороні Вермахту.
Тому, чим більш штаб стикався з реаліями на запланованих зонах висадки, оцінюючи сили противника та особливо властивості району вторгнення, тим більш підтримки знаходила пропозиція Монтгомері посилити загальну чисельність сил вторгнення з 3-х дивізій до 5-ти, що мають висаджуватися морем і щонайменше 3-х повітрянодесантних для підтримки морського десанту. Звідси висадка британського повітряного десанту біля Кана та американського біля Сент-Мер-Егліз ставили за мету всіляко сприяти військам з моря утриматися на захоплених плацдармах шляхом міцного утримання мостів, дамб, виходів з пляжів тощо.
Це рішення спровокувало палкі суперечки серед розробників плану операції. Досі союзники не мали практичного бойового досвіду десантування значних сил повітряного десанту в настільки чутливих умовах. Десантування на Сицилію виконувалося в дуже сприятливих умовах, за наявності морально нестійкого та дезорганізованого противника та сприятливіших географічних властивостях місцевості в районах висадки десанту. Однак, операція завершилася майже провалом. Проте, нагальна необхідність опанування зручним морським портом, на який покладалися експертами логістики плани щодо забезпечення постачання усіх сил вторгнення, а таким найближчим портом був лише Шербур, переважила усі ризики та змусила союзне командування прийняти остаточне рішення. Американцям визначалося головне оперативне завдання — захоплення Шербуру якомога швидше.

#### Розробка плану повітрянодесантної операції
Під час розробки перших планів, генералу Моргану було надано право планувати застосування 2-х повітрянодесантних дивізій. Однак, через обмеження у кількості транспортних літаків, він розраховував десантувати лише ⅔ одної дивізії та 7-9 парашутних батальйонів для сприяння захвату міста Кан та найбільш важливих об'єктів. На Квебекській конференції союзники погодилися на збільшення масштабу висадки військ, однак це не принесло спокою розробникам операції. До останнього моменту на найвищому рівні точилися гарячі суперечки не з приводу, як найкраще застосувати повітрянодесантні війська, а з ключового питання — чи потрібно їх застосовувати взагалі. Оператори, беручи до уваги попередній досвід десантувань, дійшли висновку: «надмірна залежність повітряного десанту від багатьох критеріїв не призведе їх зусилля до потрібного результату, й більш того може спричинити катастрофічні наслідки для сухопутних військ».
Однак, на щастя для повітряного десанту, ані Верховний Головнокомандувач, ані інші високопосадовці не підтримали цей висновок. Генерал Маршалл писав: «цінність внеску повітряного десанту в операції „Оверлорд“ буде неймовірна, й сприяє нашим намаганням швидко захопити та утримати ключові об'єкти».
З іншого боку, перед десантними військами постала проблема доставки їх на поле бою. У лютому логістики оголосили, що наявна чисельність транспортних засобів та екіпажів може задовольнити десантування лише 1 та ⅔ десантних дивізій. Спочатку було прийнято рішення здійснити висадку 101-ї дивізії поза плацдармом «Юта», для забезпечення успіху силам з моря, а також 2-х парашутних бригад 6-ї британської повітрянодесантної дивізії для захоплення важливих мостів через Орн. Згодом, з надходженням нових сил та засобів, було вирішено посилити повітряний десант на Котантен та десантувати 82-гу дивізію в районі Сен-Ло-д'Урвіль з метою блокування коридору між Шербуром та Сен-Ло по західному узбережжю півострова.
Однак це не стало остаточною крапкою в плані застосування десанту. Наприкінці травня розвідка союзників повідомила, що німецька 91-ша авіапольова дивізія передислокована саме на заплановані майданчики приземлення. Американцям довелося коректувати плани та перенацілити 82-гу повітрянодесантну значно східніше в район Сент-Мер-Егліз, а 101-шу десантувати у районі, що лежав безпосередньо за плацдармом «Юта».

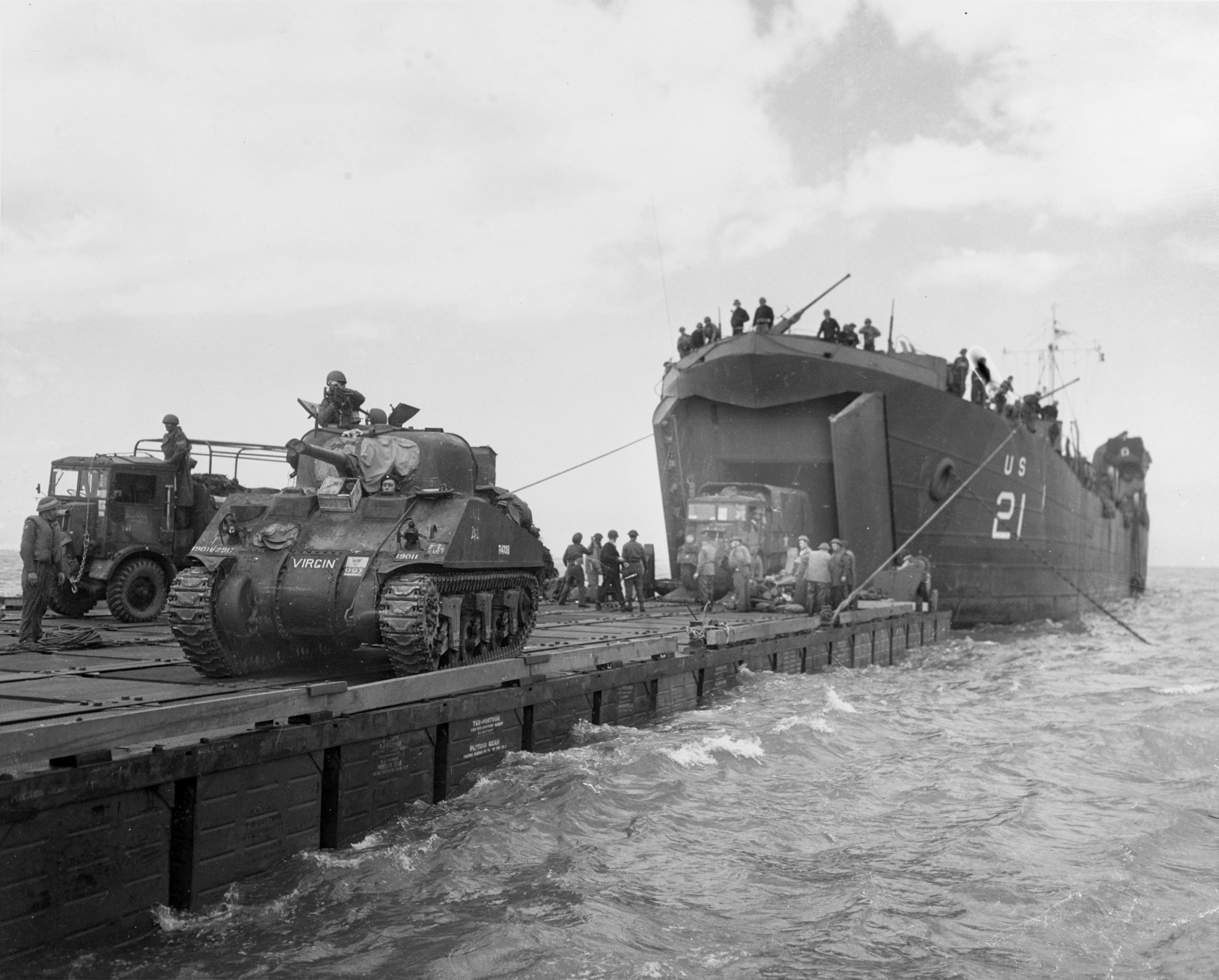
Вивантаження британських танків «Шерман» з LST.

#### План подальших дій
При попередньому плануванні завдань було визначено, що після того, як VII та V американські корпуси, що висаджуються на берег зможуть утримати захоплені плацдарми, перед ними ставилося завдання з'єднатися між річками Вір та Таут. Спочатку навіть завданням на «День Д» для обох американських корпусів визначалося захопити Карантан та Ізіньї-сюр-Мер відповідно.
Згодом, ретельно вивчивши обстановку та оцінивши власні можливості, американці дійшли висновку, що ці задачі дуже амбітні. Обмежилися тим, що 101-ша повітрянодесантна дивізія захоплює мости через водні перешкоди та тим самим забезпечує з'єднанням VII американського корпусу можливість за сприятливих умов атакувати місто з ходу. У відношенні до Ізіньї-сюр-Мер чіткого наказу, що визначав захват міста у перший день не було, але ставилося завдання захопити його якомога скоріше. Чи зможе армійський корпус це зробити, не було найголовнішою проблемою. Критичним завданням для V корпусу було утримати плацдарм «Омаха» та не допустити його захоплення німецькими військами. І вже надалі командування переймалося захопленням важливих міст і з'єднанням із сусіднім корпусом.
Далі, VII корпус мусить максимально розширити плацдарм зони висадки у південному Котантені, поступово просуваючись на північний захід та захід у загальному напрямку на Шербур. На лінію Сен-Ва-ла-Уг — Валонь — Сен-Совер-ле-Віконт планувалося вийти на «День Д+2». Надалі, 4-та піхотна дивізія у взаємодії з 90-ю, й згодом з 9-ю дивізіями виконували завдання щодо захоплення Шербура. Цей етап операції, враховуючи оборонні приготування німців у морському порту, а також супутні завдання щодо зачищення вивільненої території, планувалося завершити на «День Д+15».
У той час, як VII-й корпус отримав завдання із захоплення Шербура, V корпус у взаємодії з XIX корпусом мав задачу просуватися на південь вглиб Бокажа до рубежу Лессе—Пер'є—Сен-Ло. Із завершенням вивільнення Котантену від військ противника 1-ша американська армія силами 3-х корпусів (V корпус, VII корпус, XIX корпус) мала розвинути подальший наступ у загальному напрямку на південь й на «Д+20» вийти на рубіж Авранш — Домфрон, створюючи передумови для подальшого нарощування зусиль на південь та південний захід. На цей час 3-тя армія буде зосереджена на французькій землі й зможе продовжити розвивати успіх в напрямку на Бретань. Часткою сил 1-ша група армій США продовжить звільнення Бретанського півострову від німецьких військ, водночас решта сил розвине наступ на схід — виходячи на запланований рубіж річки Луара.
Для британців головним завданням залишалося міцне утримання захоплених плацдармів та рубежів й найважливіше — не допустити прориву оперативних резервів Вермахту в смугу дій американських військ. Із заволодінням Каном 2-га британська армія поступово просувається на південь, забезпечуючи прикриття основних сил союзників та зосередження головних сил на території Нормандії. З виходом американських сил на оперативний простір, британці повинні були просуватися південніше, а надалі, через «Д+30» приступити до наступної фази операції — наступу в напрямку на Париж.
За попередніми розрахунками планувальників операції — загальна тривалість операції «Оверлорд» займе 90 діб. За цей час війська західних союзників повністю звільнять північно-західну частину Франції й вийдуть на стратегічний рубіж оборони німців (Гавр-Париж- Мелен-Орлеан-Анже-Сен-Назер), що головним чином спирається на річки Сена—Луара.
Фінальна версія операційного плану передбачала лише загальні нариси стратегічних та оперативних цілей вторгнення, не вдаючись у подробиці тактичного рівня.

#### Вибір дня та часу висадки
Об'єднаний комітет начальників штабів союзників визначив 3 головні критерії, за якими обиралася дата початку операції: сприятливі для морської десантної операції погодні умови, наявність визначених для успіху сил та засобів, а також ресурсів, і узгодженість цього плану з Радянським Союзом. Визначення 1 червня лише приблизно встановлювало певний день, на який орієнтувалися розробники та учасники операції. Вибір часу початку висадки залежав від сприятливого поєднання денного часу та припливу. Варто зазначити, що усі попередні великі висадки морського десанту здійснювалися в темний час доби й більшість керівництва схилялася до думки продовжити вдалу та щасливу традицію. Однак, вище командування «Оверлорд» вирішило, що враховуючи значні масштаби вторгнення, міцну фортифікаційно обладнану оборону німців поздовж узбережжя було б дивно розраховувати на якісь тактичний сюрприз. До речі, в темряві складно організовувати артилерійське та авіаційне прикриття військ, що висадяться на берег. Залишалися деякі сумніви з приводу спроможності артилерії флоту здійснити вогневу підтримку десанту, зважаючи на дуже обмежений простір між тими, хто обороняється та атакує. Компромісне рішення було знайдене наступним чином: уся підготовча частина висадки проходить у темряві, з першими проблисками світанку десант переходить до активної фази. Весь тягар вогневого прикриття покладався на ВМС у світлий час доби. За розрахунками фахівців, на підготовку висадки потрібно щонайменш 45 хвилин, й тому піхота на десантно-висадочних засобах за цей час максимально наближається до берега й по завершенні обстрілу висаджується на землю.
Додатково, обчислення сприятливого проміжку між припливом та відпливом встановили, що у цю пору року на нормандському узбережжі хвиля спадає майже на 3-4 метри, відступаючи від берегової лінії на 250—300 метрів. Війська будуть дуже вразливі під вогнем противника у цей час, тому розробники операції доклали певних зусиль, намагаючись знайти розумне рішення, як поєднати можливість піхоти максимально близько підійти до берега, й водночас без ризику подолати протидесантні споруди, якими німці наситили прилеглі площі.
Одночасно, природні властивості кожного пляжу диктували вимоги для ретельного підрахунку точного часу висадки союзників. Врегулювати світлий час доби, висоту припливу для максимального наближення десантно-висадочних засобів, прорватися крізь німецькі загородження й усе це невідворотно пов'язане зі слушними погодними умовами — це перетворювало розрахунок часу вторгнення на складну математичну задачу. Більш цього, сприятливі погодні умови для десантування повітряного десанту також накладали свій відбиток на планування.
Після довгих та ретельних розрахунків було встановлено, що найбільш зручними днями для висадки союзників у Європі після 1 червня будуть 3 дні: 5, 6 та 7 червня 1944 року. Час висадки «Час Ч» варіювався між плацдармами протягом години з приводу різних умов пляжів та хвиль.

#### Тактичні завдання десанту
Для організації висадки морського десанту союзниками були створені оперативні морські групи, на кожну з яких покладалося завдання не лише здійснити доставку піхотних дивізій на берег, а й вогневого забезпечення та прикриття цих військ протягом всієї операції «Нептун» — першого етапу вторгнення. Для висадки американського компоненту на західному фланзі були визначені: 4-й піхотній дивізії на плацдарм «Юта» — Оперативна група «U», на плацдарм «Омаха» для 1-ї піхотної дивізії — Оперативна група «О» й для 29-ї дивізії — Оперативна група «В», що загалом входили до складу Західного оперативного командування ВМС, під командуванням адмірала Кірка. Східне оперативне командування ВМС на чолі з британським адміралом Філіпом Віаном відповідало за висадку 2-х британських та 1-ї канадської дивізій.

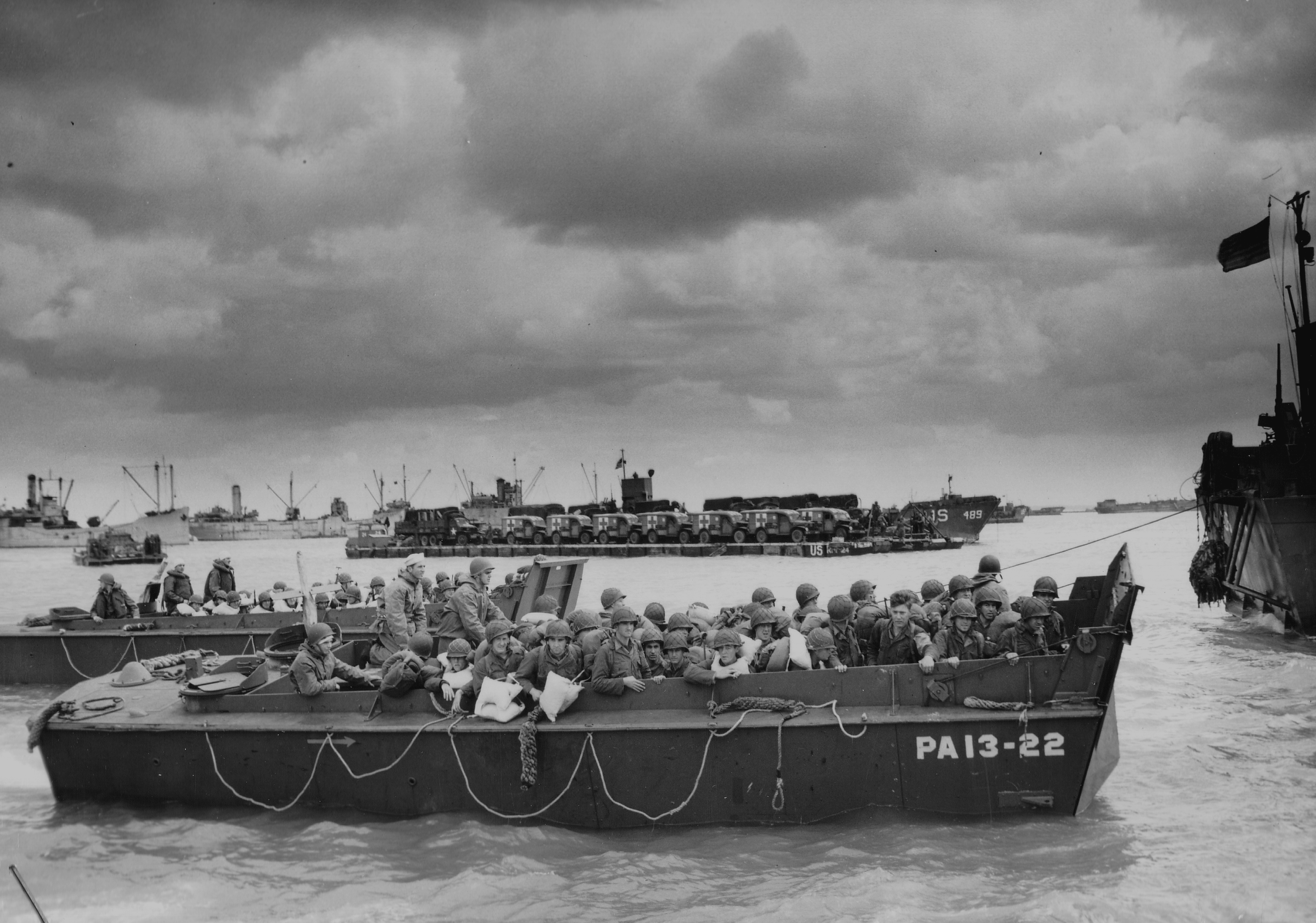
Десантно-висадочні засоби типу LCA з морським десантом на борту.

Увесь особовий склад морського десанту прямував з британських портів до визначених районів, де люди перевантажувалися на десантно-висадочні засоби типу LCVP та LCA, які вміщали майже по 30 чоловік. Невеличкі судна, розподілені за підрозділами та частинами хвилями прямували якомога ближче до берегової лінії, де особовий склад переходив в атаку.
Ключовою проблемою піхоти на цьому етапі залишалося те, що десантники у цей час будуть дуже вразливі під вогнем противника, що тримає берегову оборону, вони обмежені у маневреності й, головне, — у них немає шляху назад. Досвідчені командири та ветерани, хто брав участь у попередніх висадках, казали, що це найстрашніша мить — максимально швидко під кинджальним вогнем противника прорватися через його загородження й просунутися за позиції ворога. Лише атака в лоб, ніякого простору для обходу або іншого маневру, не зважаючи на втрати. Використовуючи досвід Дьєппа, командування прийшло до висновку, що перша хвиля тих, хто атакує, не повинна мати занадто багато воїнів. Штурм першої лінії оборони противника мають здійснити найбільш підготовлені та вмілі підрозділи на максимальному фронті. Решта військ, що призначена для розвитку успіху у випадку прориву, повинна бути на плаву на незначній відстані в готовності негайно діяти за викликом на найперспективнішому напрямку.
Питання постановки димових завіс неодноразово підіймалося союзниками, проте, після ретельного вивчення на основі практичних тренувань та навчань командування прийшло до висновку, що дим лише засмучує та більш дезорієнтує морський десант, ніж солдатів Вермахту, які сиділи в укриттях.
Подвійність припущення, що десант не повинний мати забагато особового складу для першого штурму й водночас достатню кількість сил, щоб прорвати першу лінію оборони створювали певну невпевненість серед союзників. Було запропоновано включити до складу піхотних дивізій батальйони рейнджерів, що мають передувати основним силам вторгнення, й використовуючи власні навички та вміння, максимально швидко прориватися вглиб. За ними прямують штурмові команди, посилені технікою, що зміцнять удар перших груп спецназу й водночас заволодіють захопленими плацдармами, розширюючи їх та зачищаючи від осередків опору.
Ця пропозиція була розглянута, але планувальники побоювалися змінювати структури формувань, застерігаючись, що це може призвести до хаосу на березі. Тому було вирішено перетворити чинні полки, батальйони та роти на штурмові за своїм змістом. В цілому дивізії залишалися ідентичними типовим, але кожна піхотна рота була скомпонована з штурмових груп зі спеціальним спорядженням для подолання берегових укріплень. Штурмові взводи поділялися на 2 групи по 29 солдатів, сержанта та 1 офіцера, відповідно до вантажності LCVP. Кожна штурмова група мала стрілецькі ланки, секцію для подолання колючого дроту, команду базук, секцію вогнеметників, BAR команду, обслугу 60-мм міномета та секцію руйнувань. Третій взвод роти мав замість 60-мм міномета 81-мм та секцію важких кулеметів замість BAR.
Танки та польова артилерія доставлялися на берег суднами типу LCT відразу після першої хвилі. До речі, частка з них була плавучими й повинна досягти землі безпосередньо після вивантаження у воді на відстані до 5 км. Використання танків на пляжах Нормандії спричинило масу суперечностей, як застосовувати цю військову техніку, проте після тривалих випробувань зупинилися на тому, що легкі танки, з їх бронею та гарматами щонайменш можуть прикривати піхоту під час штурму берегових укріплень. Іспити довели, що танки з гарматами калібром більш за 75-мм, зможуть ефективно боротися з гарматними та кулеметними гніздами німців, й забезпечать необхідне прикриття для наближення піхотинців до опорних пунктів противника. Інженерні підрозділи з заволодінням прибережною смугою організують зачищення пляжів від мінно-вибухових пристроїв та позначення проходів для піхоти, що буде висаджуватися на плацдарм наступними хвилями.
Перші артилерійські підрозділи зможуть прибути за розрахунками через 1,5 після початку вторгнення. За ними нарощуючи сили підуть формування другої хвилі десанту, оснащені важкою технікою.

#### Планування вогневої підтримки
Задача придушення вогневих засобів противника, що дислокуються біля берегової лінії, покладалася на корабельну артилерію та штурмову й бомбардувальну авіацію протягом усієї операції. Однак практичні розрахунки, проведені експертами, довели, що виконання цих планів дуже далеке від реальності. Так, морські артилеристи доповіли, що на придушення лише 15 батарей берегової артилерії, їм знадобиться щонайменш 20-23 лінкори та крейсери. Для безпосередньої підтримки дій морського десанту потрібно ще 20 крейсерів та майже сотня есмінців зі сумарною витратою 3 375 тонн снарядів на перший етап операції.
Подальші обчислення вмотивували, що такої кількості вогневих засобів союзники не зможуть зосередити на першій фазі вторгнення. Тому, керівництво флотом запропонувало здійснити вогневу підготовку атаки шляхом нейтралізації батарей важкої артилерії, а вогневу підтримку висадки військ організувати силами засобів ближньої підтримки — спеціально сконструйованих кораблів з реактивними установками залпового вогню LCT(R), що відмінно продемонстрували свої можливості на Середземному морі та міноносцями, що можуть максимально наблизитися до берега.
Паралельно військово-морські сили нарощували чисельність бойових кораблів, що мали взяти участь у висадці. Протягом квітня−травня американці перекинули додатково ще 3 лінкори, 2 крейсери та 34 есмінці, однак у цілому морський компонент не міг задовольнити усі завдання, що покладалися на нього.
Тому планування вогневого ураження ставило за мету не зруйнувати ворожі об'єкти, а хоча б нейтралізувати їх на деякий час і надати можливості десанту міцно закріпитися на плацдармах. Вогонь з моря та повітря повинен розпочатися безпосередньо перед висадкою, першими цілями визначалися берегові батареї, що могли завдати ураження морським силам на переході, у другу чергу уражалися опорні пункти, доти, інженерні загородження безпосередньо на береговій лінії, й в останню чергу вогонь та бомбардування переносилося вглиб рубежів оборони німців, забезпечуючи час для висадки польової артилерії союзників.
Виходячи з міркувань таємності, повітряне бомбардування важливих об'єктів вздовж запланованої зони висадки не проводилося у повну силу, для того щоб не привертати уваги німців до цього сектора оборони. Лише 10 % загальної кількості бомб, що союзники використали протягом останніх двох місяців перед вторгненням, було скинуто на об'єкти, що перебували в смузі висадки.
Реальною проблемою для союзників стала німецька берегова артилерійська батарея 155-мм гармат, що дислокувалася на Пуент-дю-Ок. Маючи радіус дійсної стрільби майже 23 км, артилерійські системи були здатні завдати клопоту як кораблям, що наближаються до зони вторгнення, так і військам, що мають висадитися. Тому, для виведення з ладу цього важливого об'єкту спеціально був виділений 2-й батальйон рейнджерів.

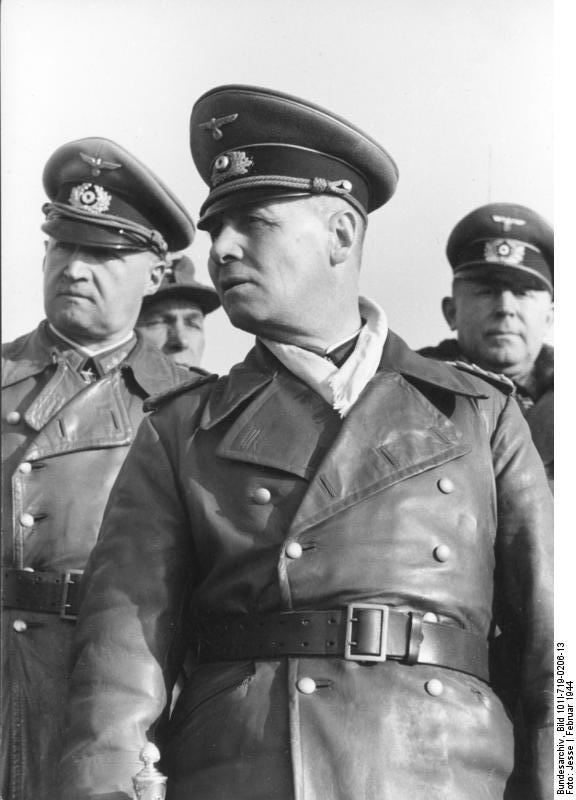
Генерал-фельдмаршал Е.Роммель — Командувач групи армій «B».

Виходячи з припущення, що довго приховувати від німців зосередження гігантської кількості сил та її висування до Нормандії не вдасться, союзники запропонували за «День Д» — 1 завдати бомбовий удар максимальними силами шляхом застосування усіх наявних засобів ВПС. Американські та британські важкі бомбардувальники розпочнуть завдавати ударів по усім артилерійським позиціям в смузі вторгнення, згодом до цього підключаться середні бомбардувальники, й за 5-15 хвилин до моменту висадки знову важка бомбардувальна авіація завдасть потужних ударів. Під час висаджування десанту на пляжі штурмова авіація та важкі винищувачі здійснюють безпосередню авіаційну підтримку військ, одночасно з вогнем кораблів.
Фінальною стадією вогневого ураження противника планувався вогневий супровід військ, що наступають. Для забезпечення коректування та наведення на цілі, кожна дивізія, що висаджувалася, мала по 9 команд офіцерів-морських артилеристів. Також 9 груп артилеристів-коректувальників було десантовано спільно з 101-ю десантною дивізією. Наведення авіації планувалося здійснити за рахунок авіанавідників, що діяли від авіаційних частин заразом з морським та повітряним десантами.

### Французький рух опору
Протягом перших двох років німецької окупації французький рух опору розвивався самостійно без визначення єдиної цілі, як в окупованій, так і в неокупованій зоні Франції. Коли у листопаді 1942 Вермахт остаточно заволодів усією країною, скасувавши чинний уряд Віші, лідери повстанського опору зіткнулися з проблемою, як організувати розрізнені групи в загальну структуру з чіткою організацією та покінчити з анархією, що панувала в більшості груп та загонів макі. У північній зоні було 6 сепаратних груп, у південній 3 — кожна з них ігнорувала інші та діяла на власний розсуд. Варто зазначити, що концептуальні цілі, на які орієнтувалися партизани та підпільники були прямо протилежними. З появою на горизонті генерала Де Голля стимул для зростання опору окупантам набув нового імпульсу, кількість груп та чисельність повстанців зростала. Але у більшості своїй, успіх перших спроб опору був примарним. Гестапо було відмінно проінформоване про майже усі намагання французьких макі боротися з німцями й лише вичікувало час. У червні 1943 гестапо завдало рішучого удару, майже усі організації, групи та секції руху опору були розгромлені, більшість учасників потрапила до катівень, де була розстріляна або закатована.
Однак, з часом рух опору отримав свіжі сили. Велику допомогу у цьому надали британські фахівці, а саме SOE (англ. Special Operations Executive) — Управління спеціальних операцій. Британці, ще до того, як їх заокеанські союзники підключилися до цієї діяльності, були дуже зацікавленими в проведенні розвідувальної, диверсійної та саботажної діяльності на території Франції. SOE не ставило за мету вдертися або безпосередньо очолити рух французького опору, їх головною ціллю було створення незалежних або автономних груп, що мали діяти за вказівками з центру в Лондоні, й звичайно взаємодіяти з самостійними французькими підпільниками. Головним завданням стало забезпечення диверсійних груп зброєю та вибуховим матеріалом. Перші групи британського диверсійного центру десантувалися на французьку землю у квітні 1941 року, однак, вже наприкінці року, через зраду, більшість британських агентів була арештована, зв'язок з Лондоном перервався.

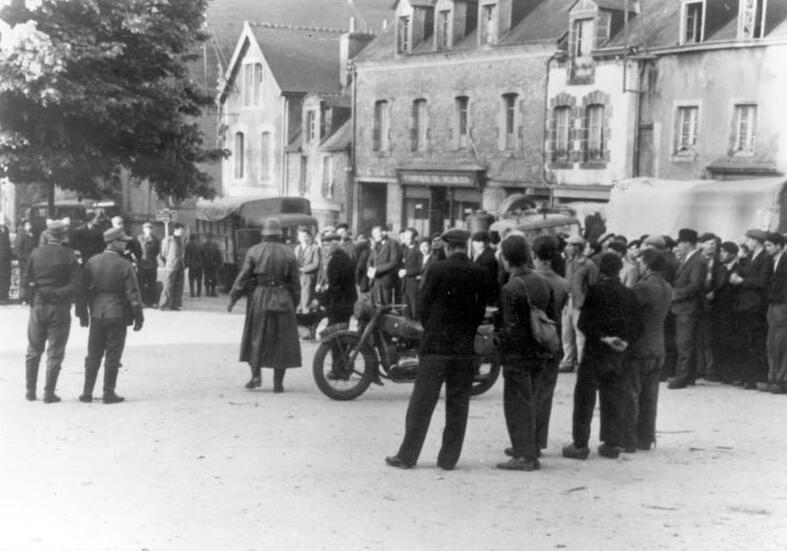
Німецькі війська проводять тотальний обшук, розшукуючи бійців руху опору. Франція, липень 1944.

Згодом, ретельно вивчивши уроки минулого, британці вже за допомогою американців поновили свої спроби створення широко розвиненої розвідувально-диверсійної мережі на континентальній Європі. Нагальна потреба виникла у міру розвитку плану операції «Оверлорд», коли союзникам вочевидь гостро знадобилися найточніші дані про противника, в особливості поздовж узбережжя, а також ефективна організація саботажу на окупованій території.
З оголошенням примусового набору молодих французів до трудових армій, тисячі юнаків тікали у ліси та гори, намагаючись усіляко ухилитися від повинності. З них загони макі набирали нових членів бойових груп та націлювали їх на виконання диверсійних завдань, що отримували з центру. Найбільш ефективний та результативний саботаж мав місце на французькій залізниці. Атак зазнавали залізничні станції, потяги, невеликі німецькі гарнізони, тощо. Так, за перші 3 місяці 1944 виведено з ладу 808 локомотивів, у порівнянню з 387, що пошкоджені ударами з повітря. Протягом червня 1943 — травня 1944 1 822 локомотиви виведено з ладу, 200 пасажирських вагонів цілком знищено та 1500 пошкоджено, 2500 вантажних вагонів знищено та 8000 пошкоджено. Поліція Віші рапортувала, що за жовтень-листопад 1943 скоєно більш ніж 3000 спроби пустити потяги під укіс.
З наближенням «Дня Д» темп саботажу та диверсій значно зростав. Командування союзників сподівалося, що цілеспрямована організація саботажу та диверсій може призвести до зриву планів транспортування німецьких резервів з початком вторгнення. У смузі 50—70 км від берегових укріплень німці дотримували суворий контроль за переміщенням осіб; усі ненадійні були депортовані, усі підозрілі або ті, що щойно з'явилися негайно затримувалися поліцією та гестапо без будь-яких пояснень. Маючи на увазі такі складності, у травні 1944 р. союзники спланували проведення операції за планом «Верт», яка мала за мету підготовку до підриву 571 об'єкту на залізниці та 30 місць, де дороги будуть надійно блоковані. Однак, у зв'язку з тим, що дата «Дня Д» до руху опору та диверсійних груп не доводилася, було визначено, що сигнал на підготовку до підриву та сам акт диверсії буде транслюватися по каналах радіо BBC. Керівники груп підпілля мали слухати у визначений час 1-го, 2-го, 15-го та 16-го числа кожного місяця новини британського радіоканалу, де буде поданий умовний сигнал на 48-годинну готовність до дій. З отриманням сигналу на підтвердження група розпочинала діяти. За пізнішими оцінками, план спрацював дуже вдало. Протягом червня 486 диверсій на залізниці принесли позитивний результат, зірвавши планові перекидання військ Вермахту. Блокування доріг також надало свій ефект, так, найбільш вдалим став зрив маршу 2-ї танкової дивізії СС під час пересування в район союзних плацдармів.

### Стратегічне бомбардування Третього Рейху

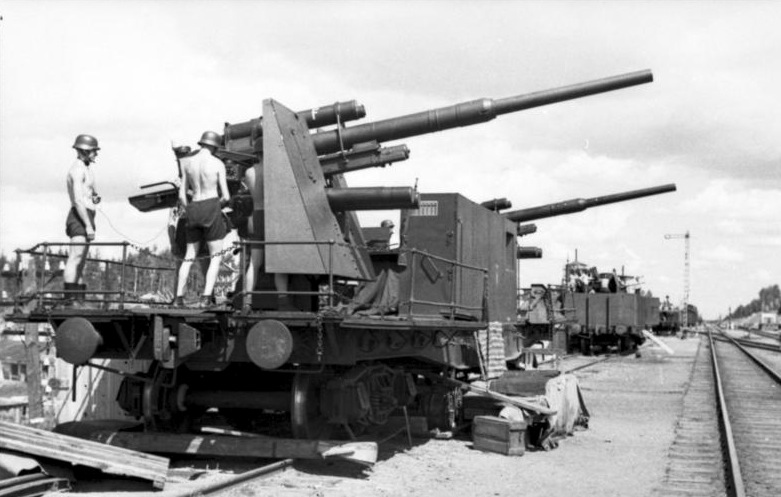
Зенітна батарея 88-мм зенітних гармат на обладнаних залізничних платформах.

До кінця 1942 року бомбардування з повітря Третього Рейху мало хаотичний характер, не маючи чіткого плану, цілей, що мали зазнавати ударів і в цілому системи. Під час нарощування сил союзників на території Британських островів поступово складалася єдина доктрина застосування бомбардувальної авіації, що мала далекосяжні цілі. Однак, головним розбратом між британцями та американцями постало питання — який час найбільш зручний для реалізації планів бомбардування цілей. Американський підхід до вирішення завдань стратегічного бомбардування базувався на тому, що атаки вдень результативніші й завдяки цьому німецький військово-промисловий комплекс має бути зруйнованим, економічна система зазнає суттєвого впливу й призведе до паралічу німецької воєнної машини. Британці у свою чергу наполягали на тому, що нічні бомбардування безпечніші, небагато коштують й тому мають перспективу на продовження. На конференції в Касабланці, не досягши взаємного порозуміння, союзники прийшли до рішення, що краще комбінувати обидва підходи й діючи за єдиним планом, але нарізно, поступово завдати інфраструктурі Третього Рейху нищівного удару. Першочерговими цілями за ступенем важливості визначено: верфі підводних човнів, об'єкти авіаційної промисловості, транспортна інфраструктура, нафтопереробні заводи та інші об'єкти військово-промислового комплексу.
На 8 березня 1943 ретельно вивчивши дані розвідки, союзники визначили 19 найважливіших районів, що підлягали виведенню з ладу. З цього списку, керівництво ВПС обрало 6 ключових регіонів, в яких виділило 76 об'єктів першої черги. Зруйнування цих 76 цілей, призведе до знищення 89 % промислової лінії виробництва підводних човнів, 43 % — виробництва винищувачів, 65 % — бомбардувальної авіації, 76 % — індустрії кулькопідшипників, 48 % об'єктів нафтоочищення, й майже усю галузь виробництва колісної гуми. За оцінками експертів, кумулятивний ефект виходу з ладу об'єктів індустрії призведе до фатального послаблення економіки Німеччини. Однак, не зважаючи на максимум зусиль, докладених союзниками до виконання плану бомбардування, німці змогли пристосуватися та перебазувати багато об'єктів, виводячи їх з-під ударів з повітря. Суперечно із серйозними втратами у винищувальній авіації, на весну 1943 темпи виробництва бойових літаків зростали, й могли досягти рекордних даних на 1944 рік. Тому, нейтралізація винищувальної авіації Люфтваффе несподівано постала ключовою проблемою для союзної авіації.

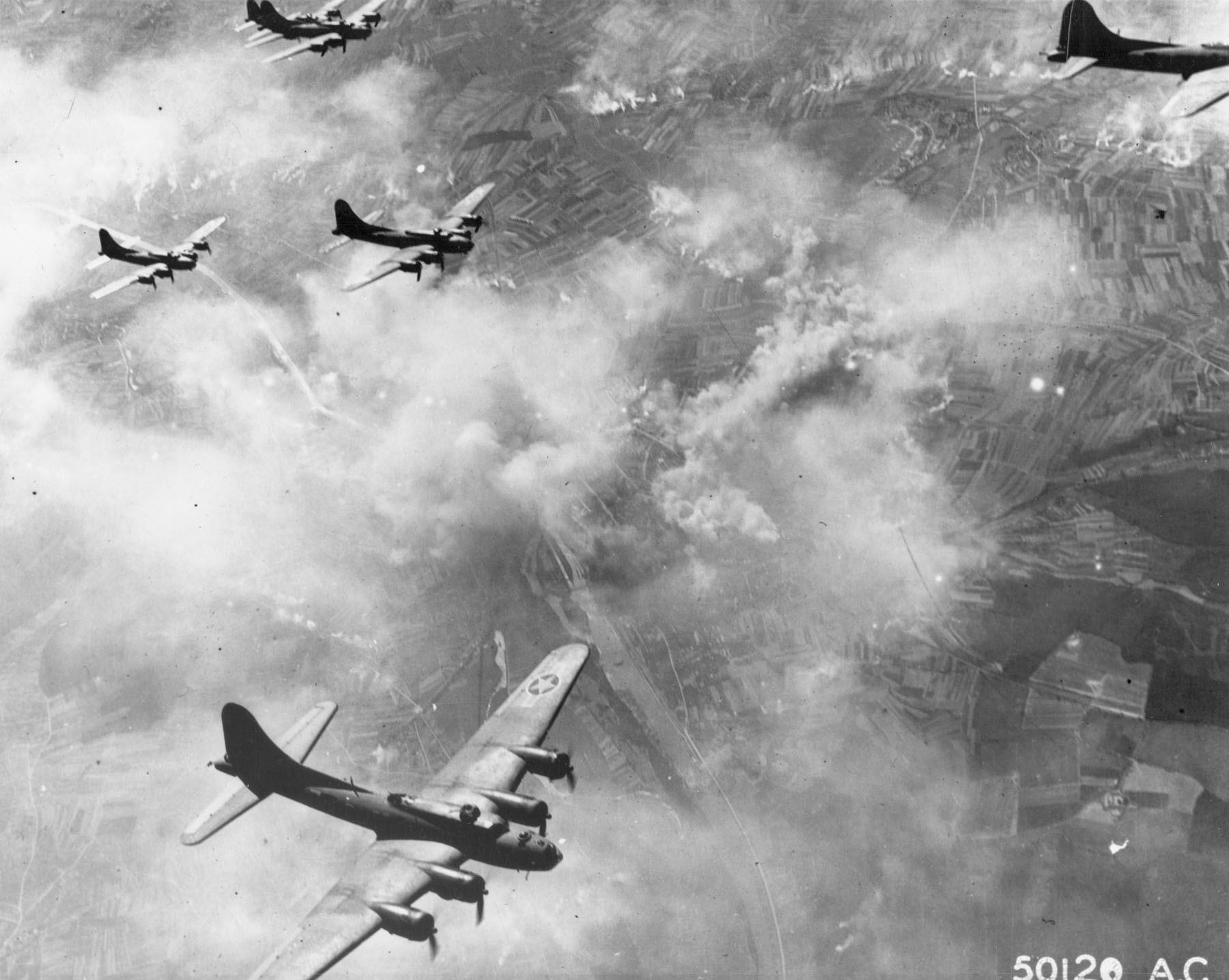
Американські бомбардувальники B-17 «Летюча фортеця» бомблять авіаційні заводи в Швайнфурті. Операція «Дабл Страйк». 17 серпня 1943.

17 серпня 1943 2 рейди бомбардувальної авіації союзників довели, що про повне панування у повітрі говорити передчасно. Атаки оборонних заводів у Швайнфурті та Регесбурзі призвели до втрати 36 стратегічних бомбардувальників з 300 або 12 % і 24 зі 174, тобто 14 %, від тих, що брали участь відповідно. Повторення нападу 14 жовтня призвело до втрати майже чверті літаків союзників. Не зважаючи на загальний оптимізм, генерали союзних ПС визнавали, що тішитися дуже рано. Постійні стратегічні бомбардування німецьких міст, заводів і фабрик, інших важливих цілей змусили Люфтваффе перемістити більшу частину своєї винищувальної авіації на Захід. Наприкінці 1943 року головна мета цих бомбардувань не була досягнута. Й хоча керівники союзних військ добре розуміли, що перемога у битві за панування в повітрі над Третім Рейхом та окупованими територіями західних країн має надзвичайно велике значення для втілення в життя планів операції «Оверлорд», Люфтваффе продовжувало чинити серйозний опір і являло собою дуже серйозного противника. У листопаді 1943 Об'єднаний комітет начальників штабів, переглянувши стан справ з досягнутими результатами бомбардувань, прийшов до висновку, що необхідно провести ревізію плану, виходячи зі змін у стратегічній обстановці. До речі, вже на Касабланській конференції було розглянуто питання щодо зміни пріоритетності цілей. Так, 1943 рік суттєво змінив результати активності союзників на Атлантичному океані, тепер промислові властивості німецької індустрії щодо виробництва U-Boot не грали того ключового значення, як раніше.
Розвідка доповідала, що німці намагаються передислокувати частину своїх промислових об'єктів у південно-східні регіони, водночас створюючи потужні угруповання винищувачів-перехоплювачів поздовж атлантичного берега.
Союзники швидко реорганізували свої сили й вже на 31 грудня 1943 року сформували 25 груп стратегічних бомбардувальників, що посилювалися 11 групами винищувачів дальньої дії. На березень американська 8-ма повітряна армія, що діяла за планами стратегічних бомбардувань, досягла свого піку й могла покрити усю територію Третього Рейху. Посилення бомбардувальних груп винищувачами допомогло забезпечити надійний захист під час бойових рейдів й відповідно значно зменшити втрати від опору німецької авіації. Протидія німецьких винищувачів досягла піку в лютому 1944, після чого стала поволі падати.
У той час, як союзна бомбардувальна авіація поступово вийшла на стадію ефективного виконання завдань стратегічного бомбардування, тактична авіація британо-американців приступила до виконання завдань забезпечення операції «Оверлорд». Ще 16 жовтня 1943 р. була створена 9-та американська повітряна армія, що об'єднувала усі інші роди військової авіації: середні бомбардувальники, винищувачі, штурмовики, розвідувальну та військово-транспортну авіацію. Перед початком вторгнення армія нараховувала 18 авіагруп винищувачів, 11 груп середніх бомбардувальників, 14 груп транспортної авіації та 2 групи авіарозвідки. На усі ці сили покладалися завдання щодо авіаційної підтримки військ морського та повітряного десанту.

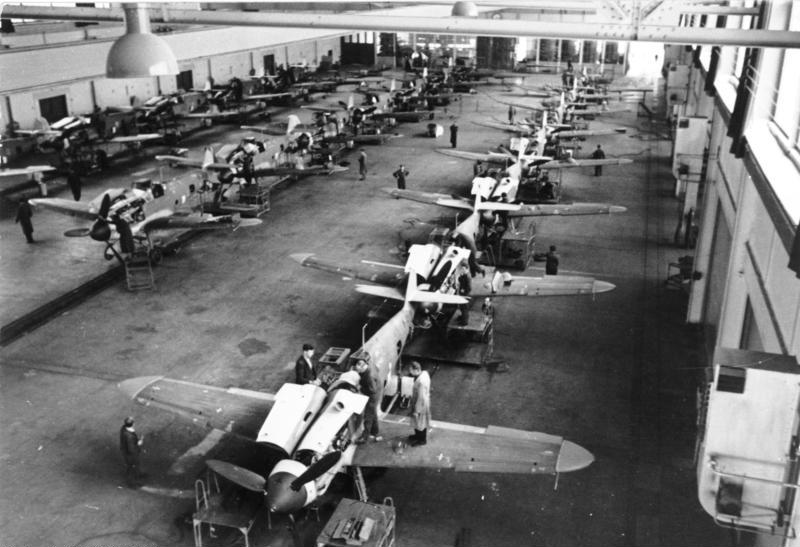
Складальний цех винищувачів Messerschmitt Bf 109.

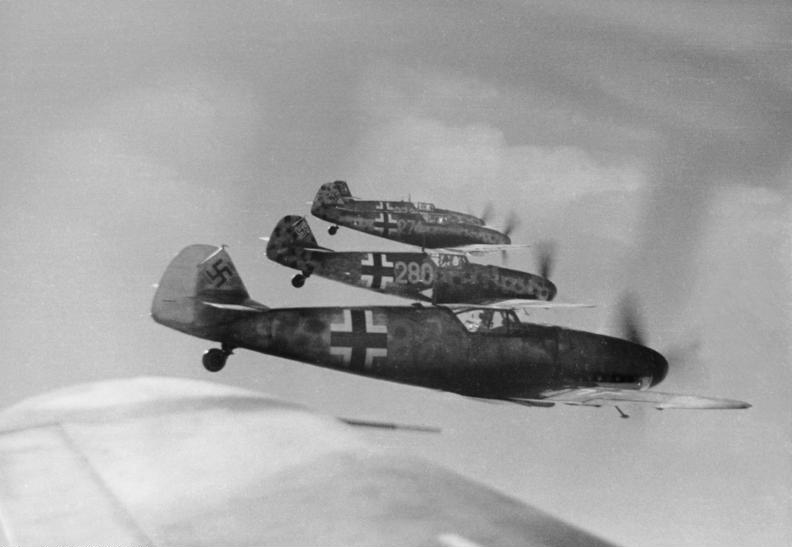
Ланка винищувачів Messerschmitt Bf 109 у повітрі.

Однак з появою на атлантичному узбережжі стартових майданчиків для «зброї помсти» — «Фау-1» та «Фау-2», британці та американці були змушені перенацілити свою тактичну бомбардувальну авіацію на придушення цих важливих об'єктів. Військова операція під кодовою назвою «Кроссбоу» (Арбалет) розпочалася в грудні 1943 та тривала довгий час, доки останній стартовий майданчик пускових установок «Фау» не був захоплений наземними військами. Як тактична, так й стратегічна авіація була спрямована на винищення ракетної зброї Третього Рейху, здійснивши майже 30 000 бомбардувальних літако-вильотів. За оцінками, з 97 об'єктів, пов'язаних з ракетною зброєю німців, 86 було нейтралізовано силами військової авіації. Оцінити ефективність атак союзної авіації неможливо, проте в цілому контрдії, застосовані союзниками, дозволили принаймні знизити ефект атак ракетами Лондона та інших британських міст. Навіть більше, Об'єднаний штаб, проаналізувавши ситуацію, дійшов висновку, що Люфтваффе, з пілотами чи без них, не зможе серйозно загрожувати підготовці операції «Оверлорд».
До кінця 1943 року верховне командування союзників навіть не планувало застосовувати важку бомбардувальну авіацію проти берегових укріплень та німецьких військ, що перебували в тактичній та оперативній глибині оборони Атлантичного валу. Головнокомандувач ВПС союзників головний маршал авіації Т. Лі-Меллорі відхиляв будь-які пропозиції щодо такого застосування стратегічних бомбардувальників. Однак, у січні науковий експерт Королівських ВПС професор С. Цукерман, проаналізувавши досвід італійської кампанії, дійшов висновку, що залізнична інфраструктура Королівства Італія була паралізована завдяки систематичному бомбардуванню ключових цілей, а саме залізничних вузлів, депо, роз'їздів, тощо. Цей параліч змусив італійців та німців передислокувати основні виробничі та ремонтні потужності на значну віддаль від лінії фронту. Професор зробив припущення, що для успіху Нормандської операції та зниження ефекту впливу Вермахту на десант союзникам потрібно організувати щонайменше тримісячне бомбардування, щоб досягти максимального результату.
Серед керівництва військовою авіацією точилися суперечки з приводу доцільності такого кроку. Більшість авторитетів, у тому числі командувач американської 8-ї повітряної армії генерал Дж. Дуліттл, скептично ставилися до ідеї застосування стратегічної авіації по тактичних цілях, якими вони вважали французькі залізниці. З іншого боку, розвідка та аналітики доповідали, що за їхніми оцінками, противник здатний найближчим часом перекинути залізницею 7-8 повнокровних дивізій, які можуть суттєво вплинути на хід подій на узбережжі. Також, розвідники наполягали на тому, що для того, щоб зірвати здатність німців виконати ці заходи, союзники за будь-яку ціну повинні знищити 80-90 % транспортної системи північної Франції, до того, як Вермахт зможе змінити баланс сил на березі. Не зважаючи на протести та незадоволення деяких вищих чинів авіації, крапку у суперечці поставив маршал Королівських повітряних сил А. Теддер.
На нараді 25 березня 1944, у присутності Верховного головнокомандувача Д. Ейзенхауера, маршал довів свою точку зору на ситуацію й вказав на те, що об'єкти Люфтваффе та інші стратегічні цілі, що були визначені для стратегічних бомбардувань, залишаються пріоритетними. Однак, успіх вторгнення до Європи буде природно пов'язаний з діями сухопутних військ, а не ВПС, й якщо повітряні сили не зроблять внеску до розгрому наземного угруповання Вермахту та не нейтралізують їхнє переміщення, то питання доцільності стратегічної операції втрачає сенс. Він наполіг на тому, що частина важких бомбардувальників повинна бути перенацілена на транспортну систему Нормандії та північної Франції у цілому. З огляду на це, А. Теддер вказав, що бомбардування залізниці може зірвати приготування німців й, що більш важливо, поступово змусить їх згорнути таку діяльність, що значно підтримає наземні війська на плацдармах Нормандії.
Генерал Д. Ейзенхауер впевнено підтримав виступ А. Теддера, вказавши на те, що перші 5 або 6 тижнів після початку операції «Нептун» будуть драматичними, що саме у цей період союзники повинні докласти будь-яких зусиль заради утримання на континенті та не допустити скидання морського десанту у море.

Карта дислокації німецьких частин перед початком операції.

Водночас, при плануванні бомбардувань, союзники зіштовхнулися з проблемою, що більшість об'єктів німецьких військ дислокується поблизу або безпосередньо у густонаселених районах, — це може призвести до значних втрат серед мирного населення. Експерти прорахували ці дані й дійшли до висновку, що майже 160 000 цивільних зазнають військових бомбардувань. Військовий комітет Великої Британії заборонив застосування стратегічної авіації за попередніми планами, а В. Черчилль наполягав на тому, щоб експерти авіації залишили лише ті цілі, де можливо уникнути величезних втрат серед населення. Припустимою цифрою втрат визначалося максимум 100 французьких мешканців. Вище командування військової авіації було змушено провести повну ревізію визначених цілей, й викреслити переважну частину з них. У квітні Ейзенхауер скасував атаку 27 важливих об'єктів, що перебували в густонаселених регіонах, у тому числі 17 з 24, визначених стратегічному командуванню ВПС.
Союзники зупинилися лише на тих об'єктах, чия роль була виключною. 17 квітня Верховний головнокомандувач затвердив остаточний варіант плану бомбардувань. Цілі у східній Франції та частково у Бельгії визначалися 8-й американській повітряній армії, західна Франція та район навколо Парижа потрапили в смугу відповідальності британського бомбардувального командування, основну масу британської середньої бомбардувальної авіації націлили на північну Францію та прибережну Бельгію.

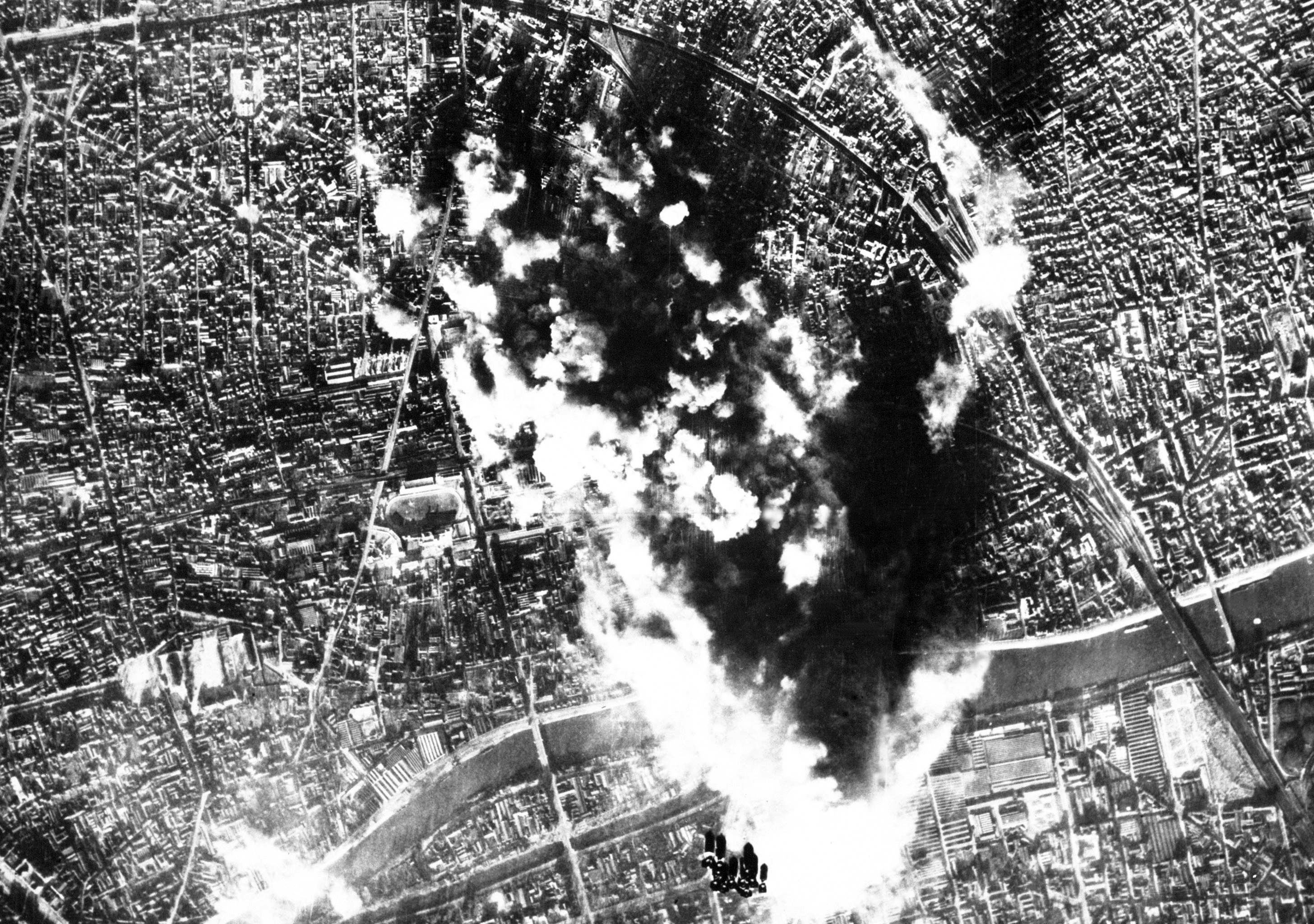
Бомбардування 8-ю повітряною армією заводів біля Парижа. 31 грудня 1943.

Бомбардування німецьких залізниць у Франції та Бельгії, одночасно з диверсійною діяльністю макі та спецгруп мали великий ефект. На початок висадки військ у Нормандії майже уся залізнична транспортна система опинилася в стані колапсу.

## 6 червня 1944 року
8 травня 1944 генерал Ейзенхауер встановив датою вторгнення 4 та 5 червня, планами операції ці дати визначалися відправними. З квітня сили вторгнення перейшли до останньої підготовчої фази — практичних навчань з бойовою стрільбою та відпрацюванням реальної висадки на берег і поступово переміщалися у південну частину острову Велика Британія. Військові формування зосереджувалися у вихідних районах для морського десанту поблизу від портів приписки. Особовий склад отримував відповідну зброю та спорядження, підрозділи зосереджувалися у польових таборах з дуже суворим перепускним режимом, усі пересування та вільні виходи солдатів були заборонені, листування з родичами обмежене. Усі табори були повністю закриті від зовнішнього світу, понад 2 000 працівників органів безпеки забезпечували режим таємності та охорони. Заходи маскування були настільки серйозними, що авіація Люфтваффе не змогла вчасно викрити зосередження величезної кількості військ на узбережжі. Лише 30 травня німецьким бомбардувальникам вдалося виявити війська противника та здійснити бомбардування, спричинивши мінімальні втрати. На логістичне забезпечення величезної армади було виділено 54 000 солдати, 3 800 вантажівок оперували на потребу морського та повітряного десантів.
Останній тиждень травня був присвячений доведенню наказів до всього особового складу, постановці завдань, відпрацюванню питань взаємодії, всебічного забезпечення та управління.

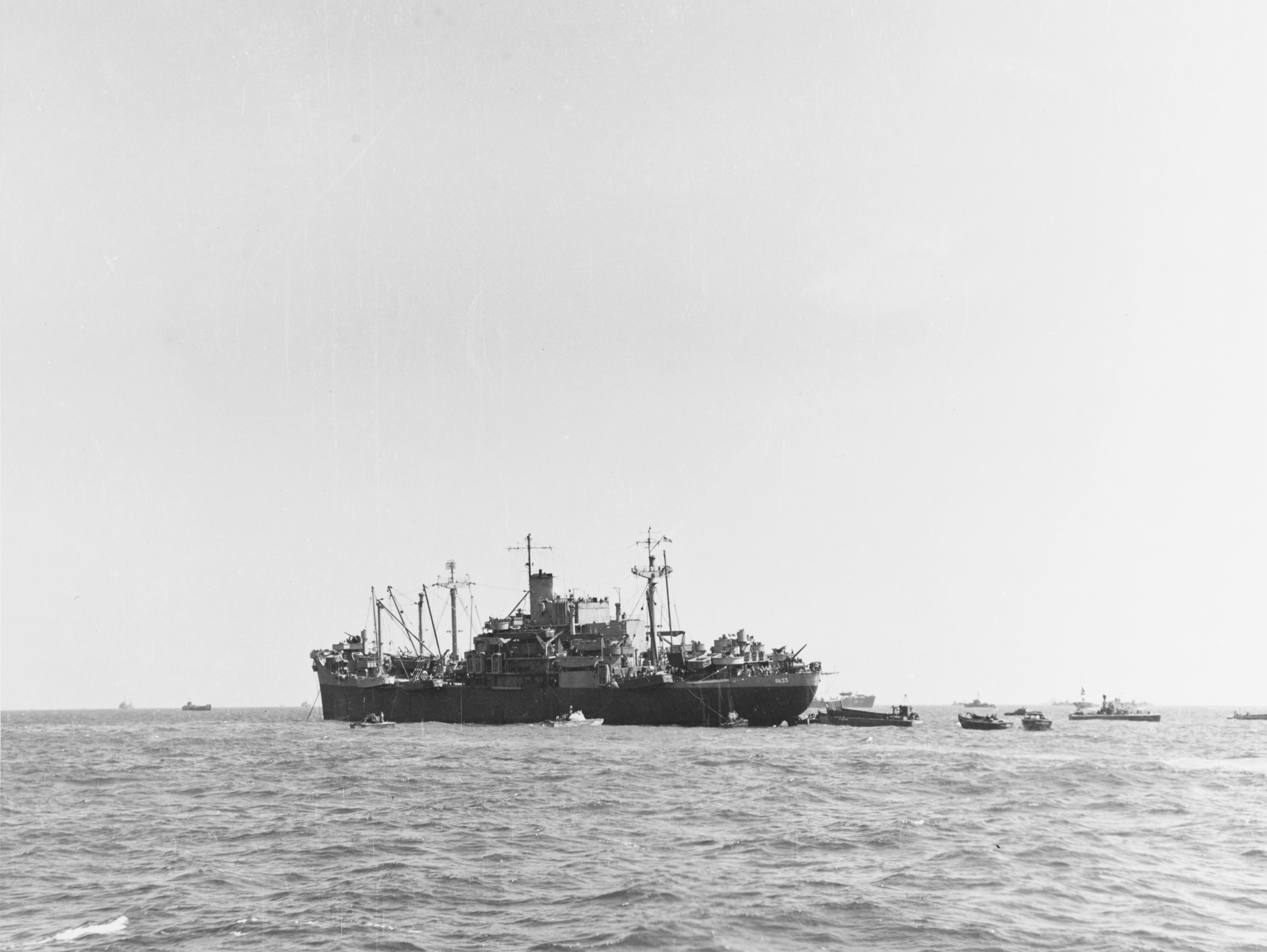
Флагманський корабель оперативної групи «U» «Бейфілд» здійснює перевантаження морського десанту на десантно-висадочні засоби типу LCVP, котрі прямують на плацдарм «Юта». Операція «Нептун». 6 червня 1944.

Оперативна група «U» з десантом зі складу VII корпусу була зосереджена в районі бухти Тор східніше Плімута, оперативна група «О» (1-ша піхотна дивізія) — в районі Дорчестера, оперативна група «B» (29-та дивізія) — навколо Плімута та Фалмута, 9-та піхотна та 2-га бронетанкова дивізії другого ешелону — поблизу Саутгемптона. Парашутні частини дислокувалися в центральних районах Англії: планерні підрозділи між Лондоном та річкою Северн, десант 101-ї дивізії біля Ньюбері-Ексетер, 82-ї — північніше Лондона.
З 30 травня 1944 сили вторгнення зайнялися завантаженням військової техніки та майна, а 3 червня війська розпочали посадку особового складу на борт десантно-висадочних засобів та кораблів. Армада морських кораблів та суден виходила в море відповідно до графіка й прямувала до районів зосередження на півшляху між островом та нормандським узбережжям.
Підготовча фаза операції «Оверлорд» вийшла на фінішну пряму.
Отримавши результати метеорологічної розвідки на 5 червня, Верховний головнокомандувач союзників переніс початок вторгнення на 24 години. Він відчував, що на найбільш загрозливій стадії вторгнення — висадці десанту — війська союзників не мають переваги у наземних силах, й лише панування в повітрі гарантуватиме успіх операції. Військам був поданий сигнал про затримку.
У неділю 4 червня о 21:30 метеослужба надала прогноз погоди, де було з'ясовано, що значне покращення погодних умов очікується 6 числа. О 21:45 рішення було прийняте, подальші перенесення дати початку операції загрожувало її здійсненню.
Опівночі флот отримав сигнал та більш ніж 5 000 кораблів вирушили в бік французького берега.
У той час, як величезний флот противника наближався до узбережжя, німецькі війська у Франції, що тривалий час очікували на це й ретельно готувалися до події, навіть не здогадувалися, що наймасштабніше у світовій історії вторгнення почалося. Протягом останніх 5-ти діб Люфтваффе навіть не вело повітряної розвідки, морське патрулювання було заплановане на 5-6 числа, проте було скасоване через погану погоду на морі. Ступінь готовності різних командирів та командувачів варіювалася. 3 червня розвідка СС сповістила Деніца, що за усіма даними вторгнення розпочнеться у найближчі 2 тижні. Ввечері 5 червня ОВ «Захід» та 15-та армія отримали дані, що висадка можлива протягом 48 годин. О 22:15 війська 15-ї армії були приведені у стан найвищої бойової готовності, водночас Головнокомандування Вермахту «Захід» проігнорувало сигнал і навіть не довело його до військ 7-ї армії, на фронті якої і був завданий головний удар. Більш того, штаб 7-ї армії скасував штабам корпусів підвищену готовність, що була спланована на ніч з 5 на 6 червня. Левова доля командирів полків, дивізій та корпусів висунулася на командно-штабні навчання, що планувалися зранку 6 числа.

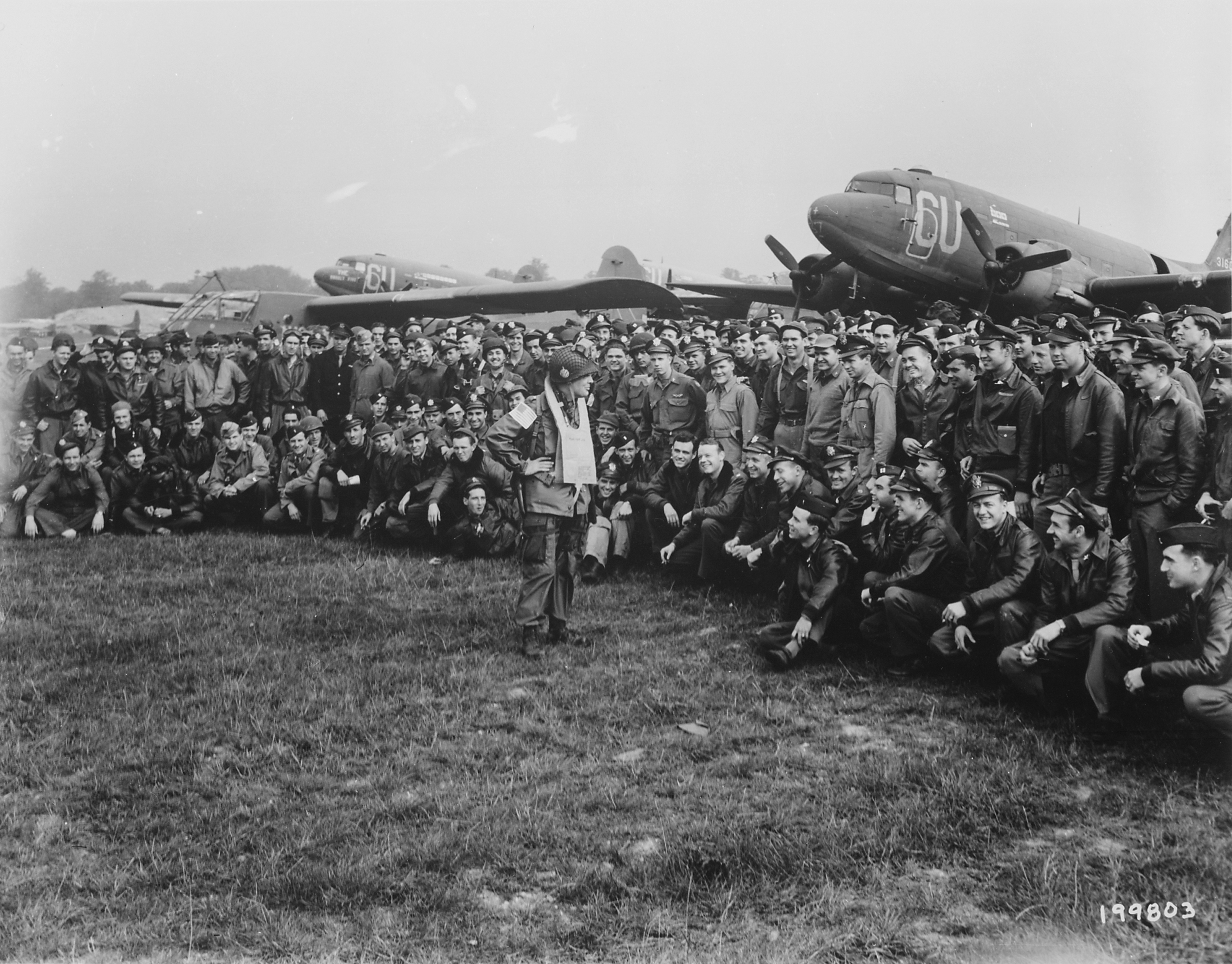
Десантники 101-ї дивізії перед висадкою в Нормандії. На задньому плані: С-47 та планер CG-4. 5 червня 1944.

Особисто Роммель перебував у своєму маєтку в Геррліген, на шляху до Оберзальцбурга, де була запланована зустріч з Гітлером.
Крігсмаріне у свою чергу оцінювало шанси на початок операції дуже малоімовірними. Експерти вважали, що висадка союзників можлива лише при 4-х балах на морі, вітрі не більш ніж 24 вузли й видимості щонайменш до 5 км. 5 числа погодні умови були жахливими, а своєчасно оцінити зміну погоди військово-морські сили Рейху не змогли. Загалом погані погодні умови на морі й сильний вітер спричинили те, що пильність військ Вермахту притупилася.

### Вторгнення
Операція «Оверлорд» розпочалася через кілька хвилин після опівночі 6 червня 1944 року висадкою передових підрозділів патфайндерів 3-х повітрянодесантних дивізій союзників, на які покладалося завдання позначення майданчиків приземлення для головних сил повітряного десанту, що наближався до французького узбережжя та почав десантування через годину після розвідників.
О 3 години ночі майже 2 000 важких та середніх бомбардувальників за підтримки вогню корабельної артилерії 7 лінкорів, 18 крейсерів, 43 есмінців, 2 артилерійських кораблів та монітору розпочали колосальну за масштабом вогневу підготовку висадки морського десанту. За 15 хвилин до вторгнення перших підрозділів наступна хвиля бомбардувальної авіації завдала чергового удару по берегових укріпленнях німецького Вермахту.

#### Повітряний десант над Нормандією

План десантування 101-ї та 82-ї дивізій під час операції «Нептун».

Опівночі 6 червня війська Вермахту в Нормандії були збуджені ревінням військово-транспортних літаків, що несли парашутний десант. 6 парашутних полків 2-х повітрянодесантних дивізій США та 2 десантні бригади 6-ї повітрянодесантної дивізії Великої Британії висадилися першою хвилею у східній частині півострову Котантен та біля міста Кан із завданням сприяти вторгненню основних сил морського десанту на флангах зони висадки.
Час та місце висадки головних сил вторгнення стали повним сюрпризом для німецьких військ. Протягом ночі 6 червня командування 7-ї армії було завалене доповідями з частин 709-ї, 711-ї та 716-ї піхотних, а також з 91-ї авіапольової дивізій про десантування ворожих парашутистів. Звістки про висадку американських та британських десантників розповсюджувалися зі швидкістю блискавки. О 2:15 повна бойова готовність була оголошена в частинах 84-го корпусу. Ситуація ставала дуже загрозливою, близько 3 годин ночі начальник штабу 7-ї армії зробив припущення, що це не просто відвертальний маневр або диверсійна операція — це довгоочікуване повномасштабне вторгнення союзників. Однак, верховне командування Вермахту на Заході, генерал-фельдмаршали Г. фон Рундштедт, Г. Шперрле та адмірал Т. Кранке вважали, що це все ж таки хибна операція й спрямована вона на відволікання уваги Вермахту від головного напрямку — Па-де-Кале.
Тим часом десантники 101-ї американської дивізії змагалися за захоплення та утримання головних виходів з морського узбережжя, що з'єднували плацдарм «Юта» з півостровом, знищували та захоплювали низку важливих об'єктів, що мали стратегічне значення для успіху усієї операції. У свою чергу 82-га дивізія діяла по обидва боки річки Мердере, у тому числі біля міста Сент-Мер-Егліз. 6-та британська повітряно-десантна дивізія генерал-майора Р. Гейла висадилася на східному фланзі зони вторгнення з ціллю захисту правого флангу військ на плацдармі «Сорд», захоплюючи стратегічно важливі об'єкти та райони навколо Кана.

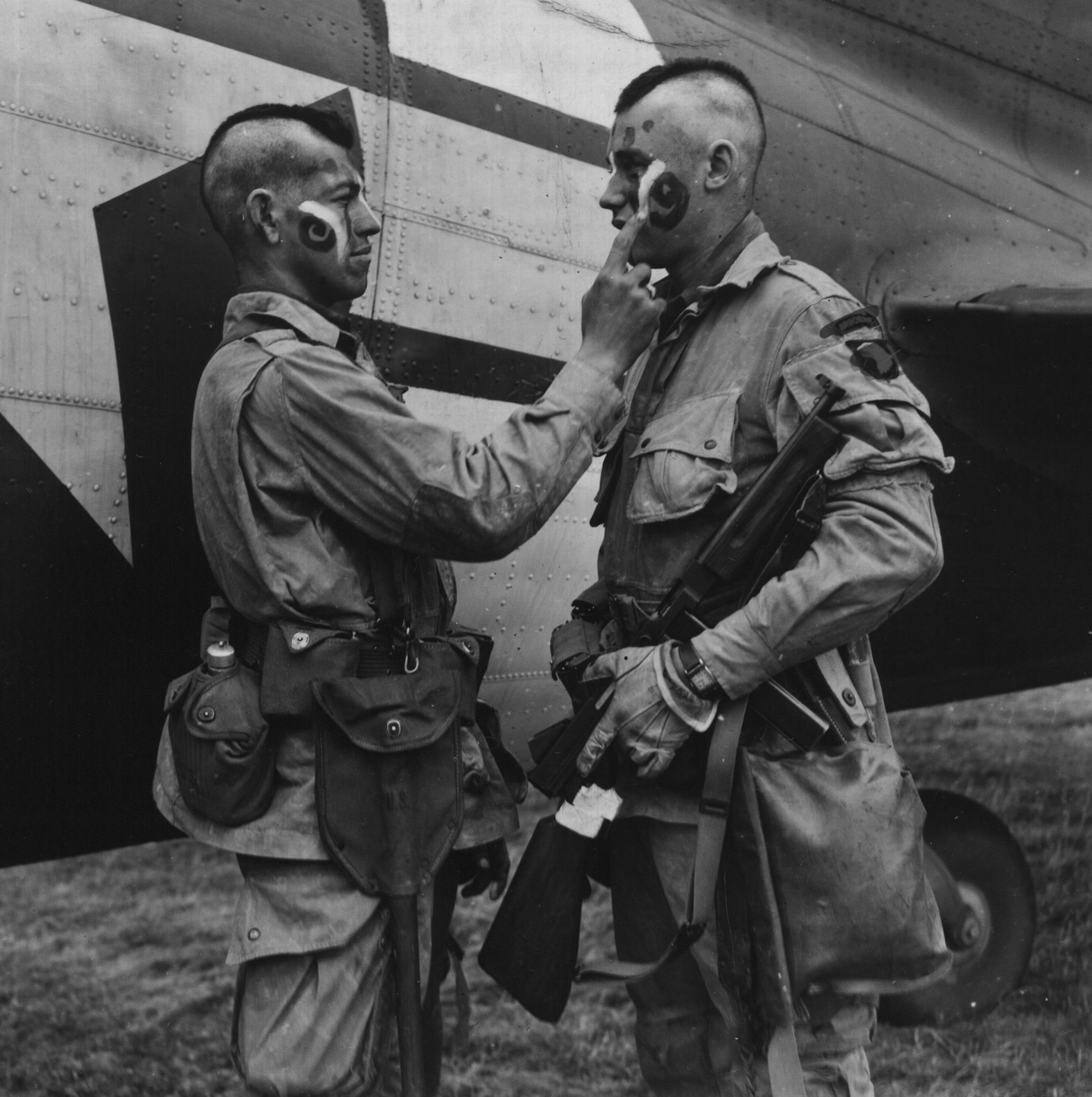
Останні приготування десантників 101-ї дивізії США перед висадкою в Нормандію. Солдати з ірокезами наносять грим на обличчя. 5 червня 1944.

Через кілька хвилин після приземлення майже весь регіон був утягнутий у бій із десантниками. У нічній битві брало участь понад десять тисяч американців і шість тисяч британців і канадців та, можливо, не менше десяти тисяч німців. Вона відбувалася на величезній площі, деякі із сутичок відбувалися навіть на відстані до 40 кілометрів від запланованих зон висадки. У цьому поєдинку десантники знали, що відбувається, але лише небагато з них мали точне уявлення про те, де вони опинилися. Німецькі війська ж, хоча і знали своє розташування, не могли зрозуміти, що відбувається. А вище німецьке командування, не отримуючи жодних донесень знизу, геть не знало, які з їх гарнізонів ще існують і діють.
Під час місії «Олбані» 101-ша дивізія мусила протягом однієї доби виконати завдання, проте, реалізація визначених задач тривала протягом 4 діб, не зважаючи навіть на те, що наступного дня дивізія отримала ще 2 300 десантників, що висадилися планерами. Наприкінці Дня «Д», командир дивізії генерал М. Тейлор зміг зібрати під своїм командуванням 2 500 бійців з 6 000, що десантувалися. Підсумком доби боїв стало захоплення та утримання виходів із пляжу та з'єднання з підрозділами 4-ї піхотної дивізії, що висадилася на берег. Поруч із цим, одне з головних завдань — виведення з ладу шосейного мосту через Дув, через який німці мали можливість прорватися танковими підрозділами до району дій десантників та плацдарму — залишалося невиконаним.
82-га повітрянодесантна дивізія діяла за планом місії «Бостон». Попри перший успіх під час вторгнення — опанування ключовим містом — Сент-Мер-Егліз — решта розосереджених військ, що була вимушена вести бої в надзвичайно складних умовах, також не змогла виконати отримані завдання. Один з бойових епізодів, що мав місце під час боїв 508-го полку, який зміг захопити невеличку ділянку місцевості в районі Шеф-дю-Пон, за яку розгорнулися запеклі бої з підрозділами 1057-го гренадерського полку, знайшов відображення в оскароносній кінострічці «Врятувати рядового Раяна», де десантники вели затятий бій за утримання мосту у вигаданому місті Раммель.

Карта бойових дій 101-ї та 82-ї пдд під час операції «Нептун». 6 червня 1944.

Висадка 6-ї британської дивізії за планом операції «Тонга» також проходила складно, багато літаків доставили десант поза межі визначених зон приземлення. Та ж доля спіткала планери. У визначений час десант зібрав від 40 до 60 % своїх військ, але попри цьому, приступив до виконання завдань. Найскладніше завдання випало на 9-й парашутний батальйон, який десантувався першим і відразу приступив до захоплення Мервільської батареї. Ціною неймовірних втрат (50 загиблих та 25 поранених, майже половина тих, хто штурмував) британські десантники придушили батарею.

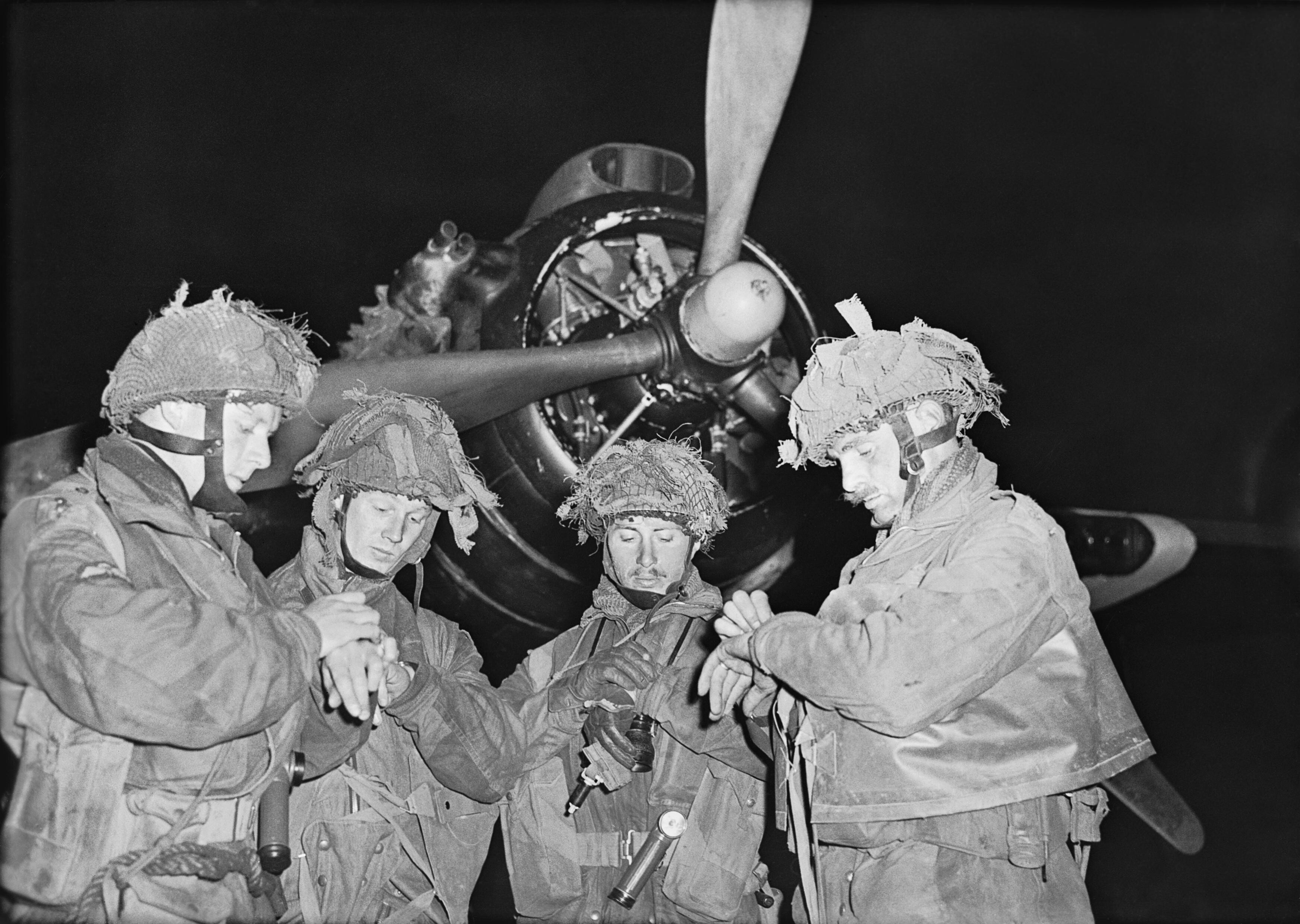
Десантники 6-ї дивізії Великої Британії синхронізують годинники перед десантуванням в Нормандію. 5 червня 1944.

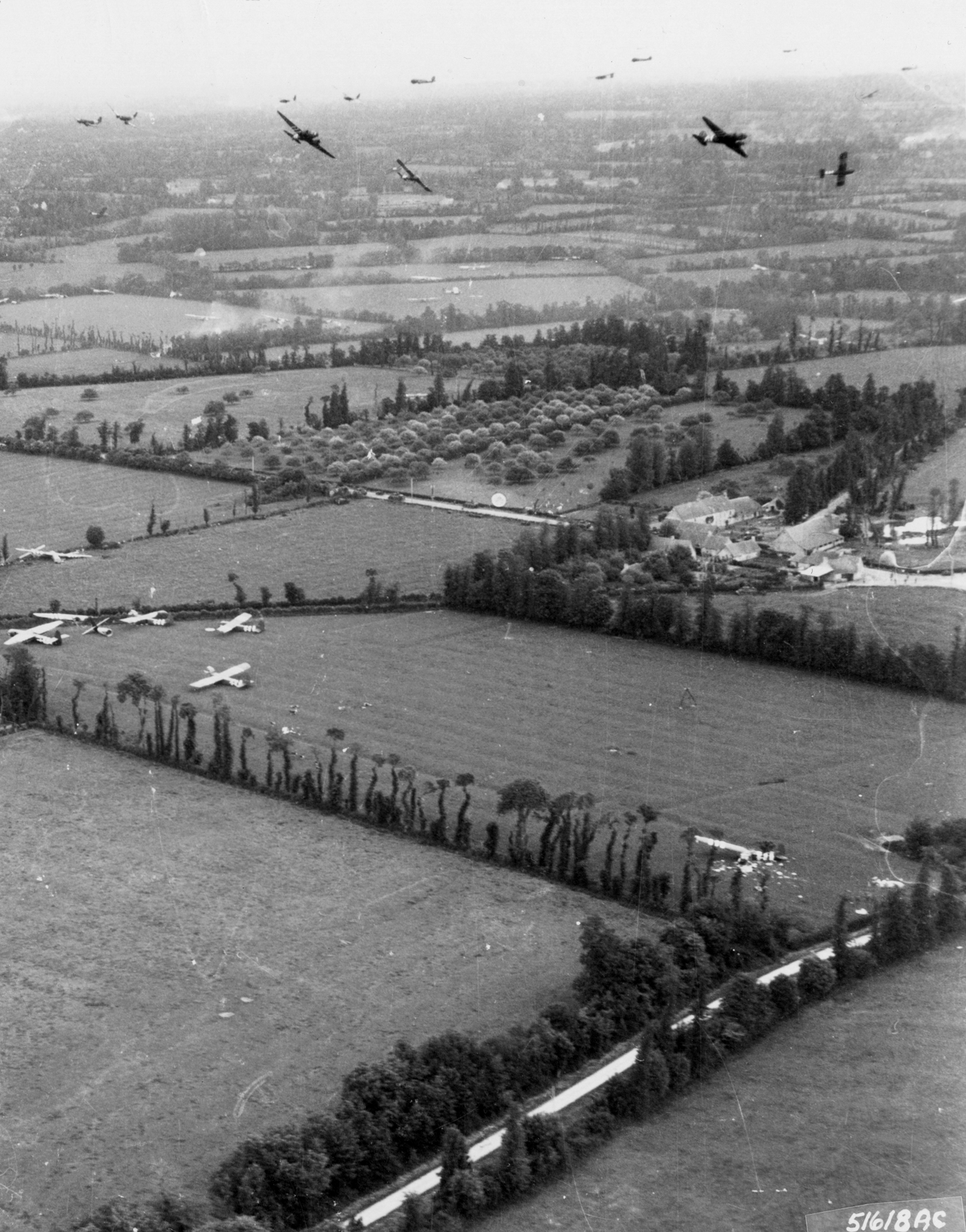
Американські військово-транспортні літаки C-47 «Скайтрейн» з планерами Waco CG-4 здійснюють висадку посадочного десанту. Операція «Ельміра». 6 червня 1944.

Після висадки основних сил десанту командування союзників розпочало серію операцій з постачання вантажів на поле бою. Протягом 6-7 червня в райони висадки американського десанту місіями «Чикаго», «Детройт», «Кеокук», «Ельміра», «Галвестон», «Хакенсак», «Фріпорт» та «Мемфіс» союзники, застосовуючи планерний десант, посилювали свої парашутні підрозділи.
101-ша дивізія в цей час силами 501-го полку поступово здійснила оточення міста Сен-Ком-дю-Мон, відбила контратаку 6-го німецького парашутного полку і поступово зміцнила свої позиції на захоплених рубежах. 9 червня дивізія отримала наказ командира VII корпусу на початок операції із захвату Карантана. 11 числа 502-й полк за підтримки 327-го планерного полку атакував місто, через добу завзятих боїв командування дивізії надіслало на допомогу 506-й полк, який прорвав оборону німецьких військ та увірвався до Карантану. Під час запеклих боїв британсько-американські десантники змогли утримати свої позиції та, найголовніше, забезпечили нарощування сил на плацдармах.
В цілому операція пройшла успішно і з набагато меншими втратами, ніж очікувалося. Спочатку здавалося, що парашутисти зазнали дуже великих втрат. Вранці після десантування до 85 % парашутистів вважалося зниклими безвісти. До вечора майже половина десантників вже діяла у складі своїх підрозділів, а багато з тих, що вважалися безвісти зниклими, блукали протягом декількох днів і потім знаходили свої частини. Через три місяці, коли підводилися підсумки операції, було встановлено, що в день висадки втрати десанту склали лише 10 %, включаючи вбитих, зниклих безвісти і таких, що потрапили у німецький полон.

#### Висадка морського десанту
У той час, як повітрянодесантні війська США та Великої Британії здійснювали висадку військ з повітря, флот вторгнення з морським десантом на борту наближався до пляжів Нормандії. Під прикриттям з повітря армадою винищувачів величезні конвої з особовим складом та технікою, що стояли майже дві доби на відстані 20-21 кілометрів від берегової лінії у бухті Сени, прямували за тральщиками через 10 пророблених фарватерів на визначені ділянки вторгнення.
О 2:30 флагманський корабель «Бейфілд» оперативної групи «U» (контр-адмірал Дон Мун) та VII корпусу (генерал-майор Лоутон Коллінз), а через 20 хвилин «Єнкон» — флагман оперативної групи «O» та V корпусу кинули якорі поблизу своїх зон вторгнення «Юта» та «Омаха» відповідно. Десантні кораблі розпочали перевантаження десанту на десантно-висадочні засоби типу LCVP.
Заледве не до цього моменту ніякої реакції або протидії з боку німецьких військ десант не відчував. Командування Крігсмаріне в особі адмірала Т. Кранке ніяких заходів протидії десанту не влаштувало, й з огляду на погані погодні умови ніяких дій не вживало, більш того, розвідка до 3 годин ранку не підозрювала про концентрацію чималих сил флоту противника біля узбережжя Франції. Лише після доповіді від морського командування «Нормандія», Кранке віддав наказ на вихід підводних човнів, міноносців та торпедних катерів в район вторгнення союзників. У серії випадкових сутичок німецькі моряки зіткнулися з бойовими кораблями та авіацією британо-американців, проте через значну перевагу в силах були змушені негайно відступити, не зашкодивши противникові.

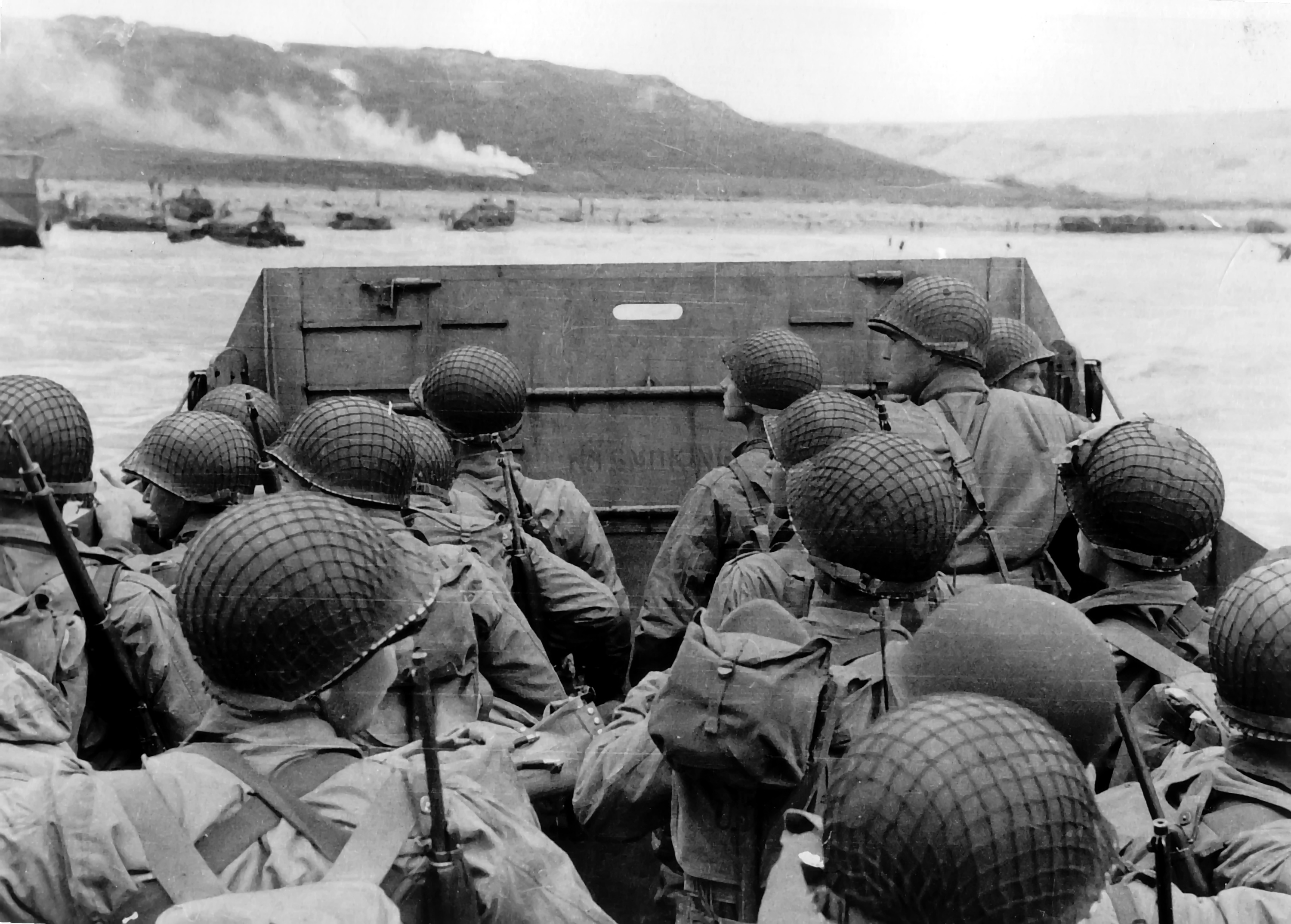
Американський десант наближується до висадки на плацдарм «Омаха».

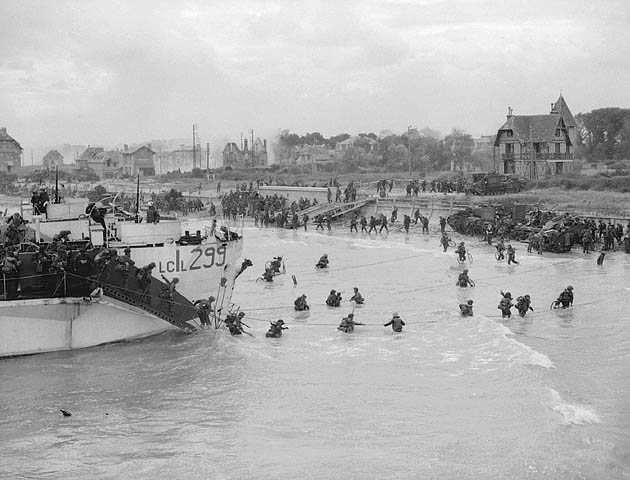
Висадка канадських військ на плацдарм «Джуно».

З 5 годин 20 хв. кораблі артилерійської підтримки, які прибули в призначені їм маневрові райони, відкрили вогонь по противнику на березі. В британському секторі діяли лінкори «Уоспайт» і «Ремілліс», монітор «Робертс», крейсери «Морішиес», «Аретьюза», «Фробішер», «Даная» і «Драгон», в американському — лінкори «Невада», «Техас» і «Арканзас», крейсери «Огаста», «Тускалуза» і «Сцилла».

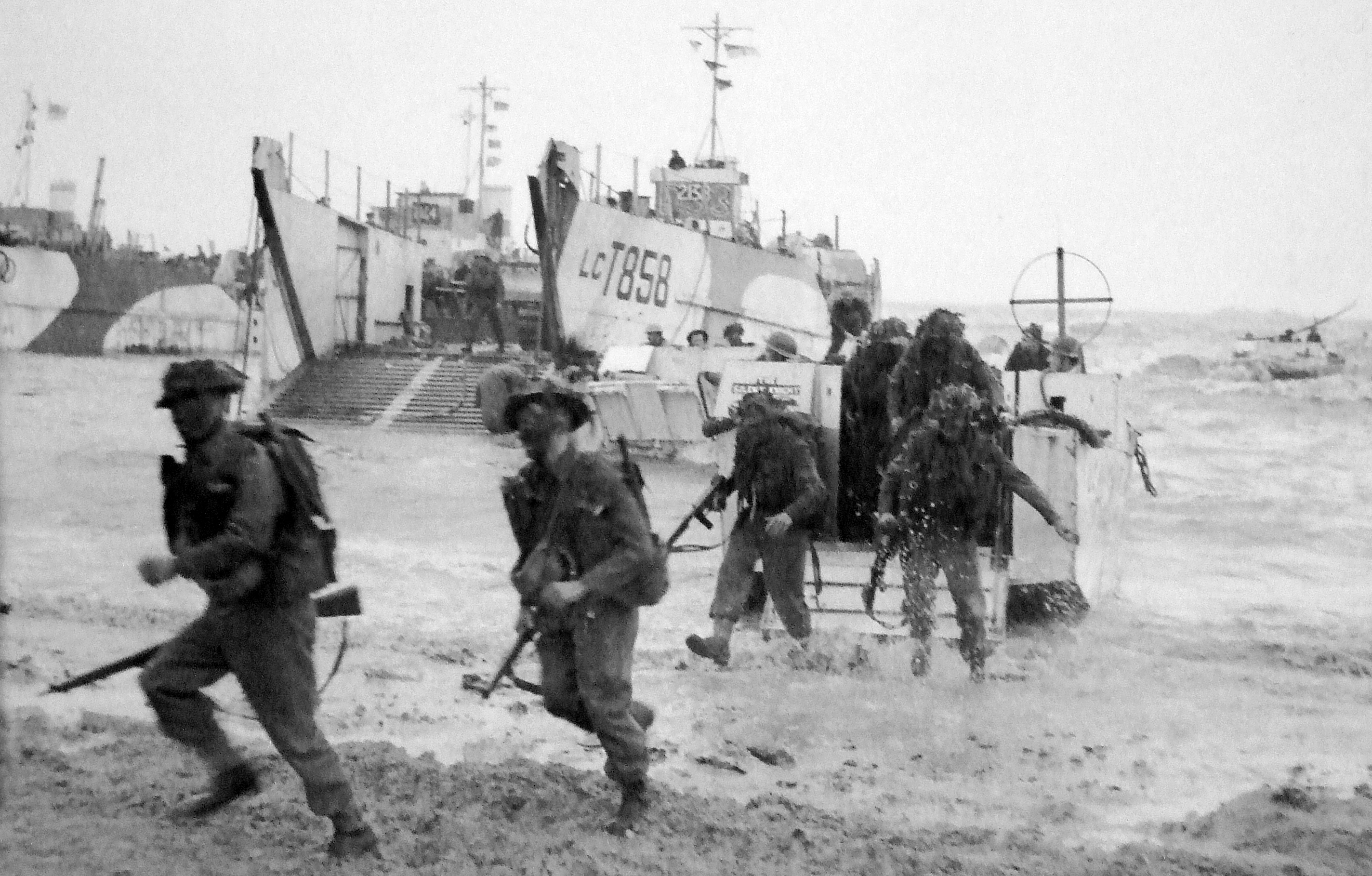
Підрозділи 50-ї Нортумбрійської піхотної дивізії висаджуються на берег в Ла-Рів'єр-Сен-Совер. Плацдарм «Голд». Ранок 6 червня.

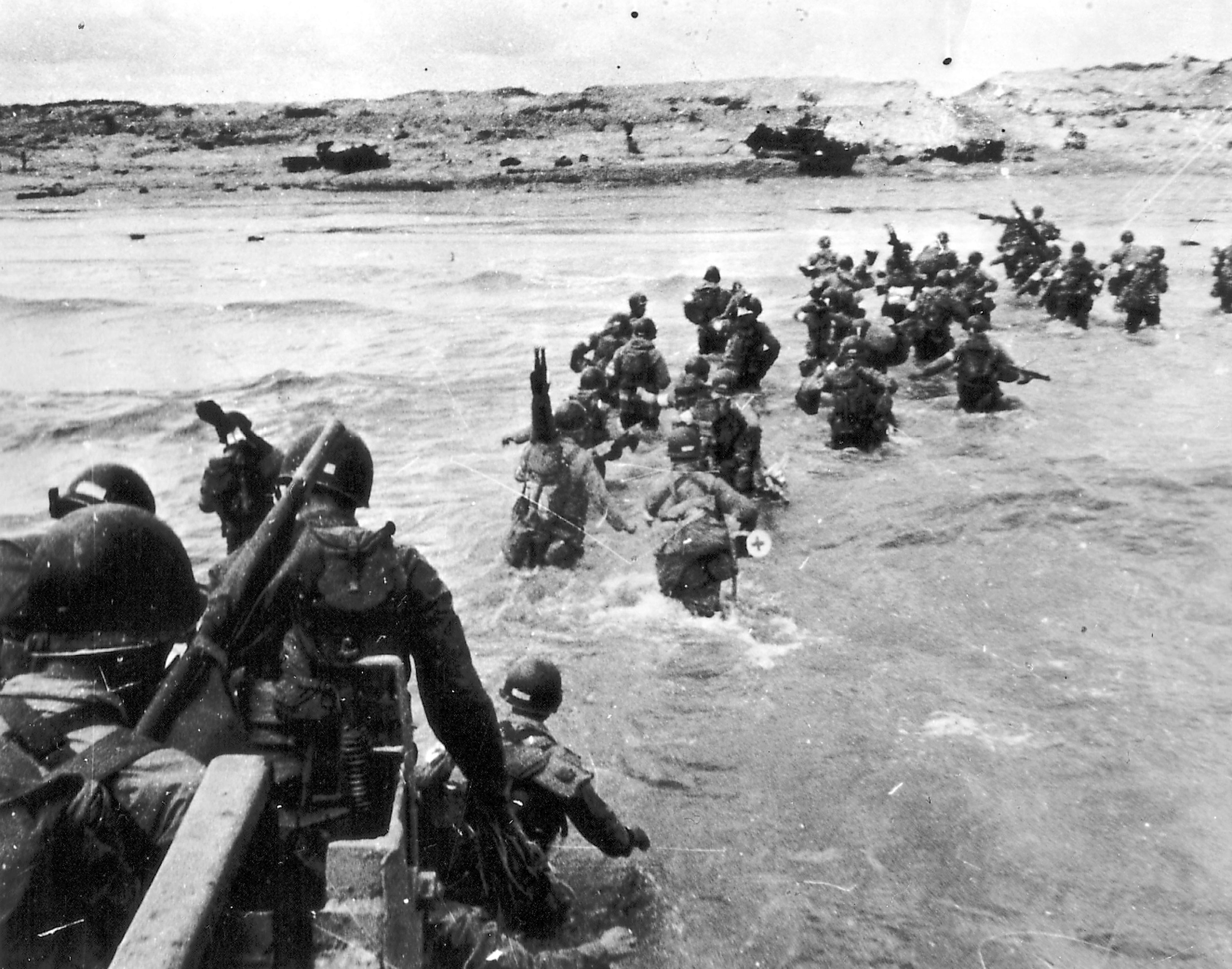
Висадка американського морського десанту. Плацдарм «Юта». Ранок 6 червня.

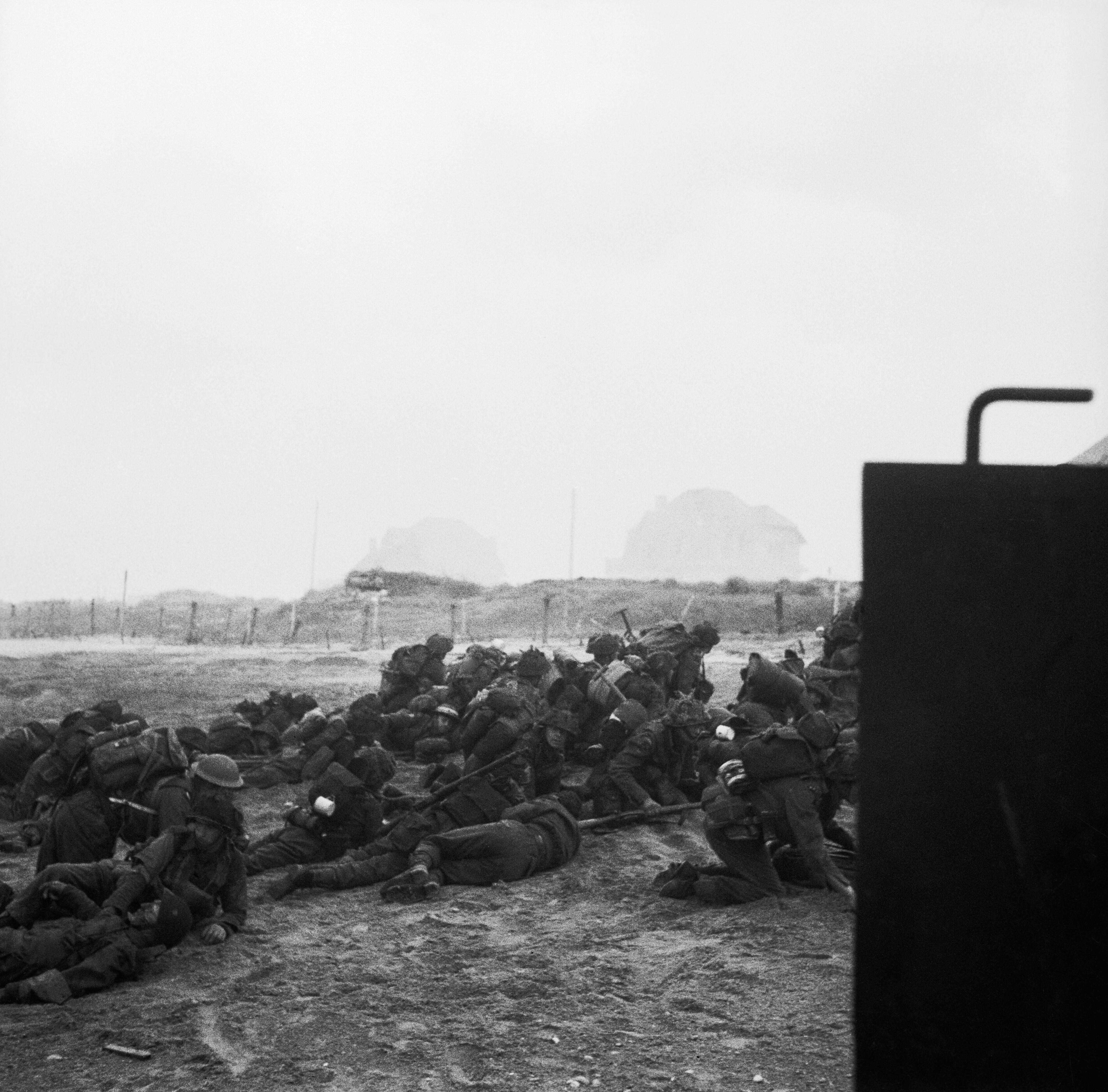
Британська піхота під вогнем противника. Плацдарм «Сорд». Ранок 6 червня.

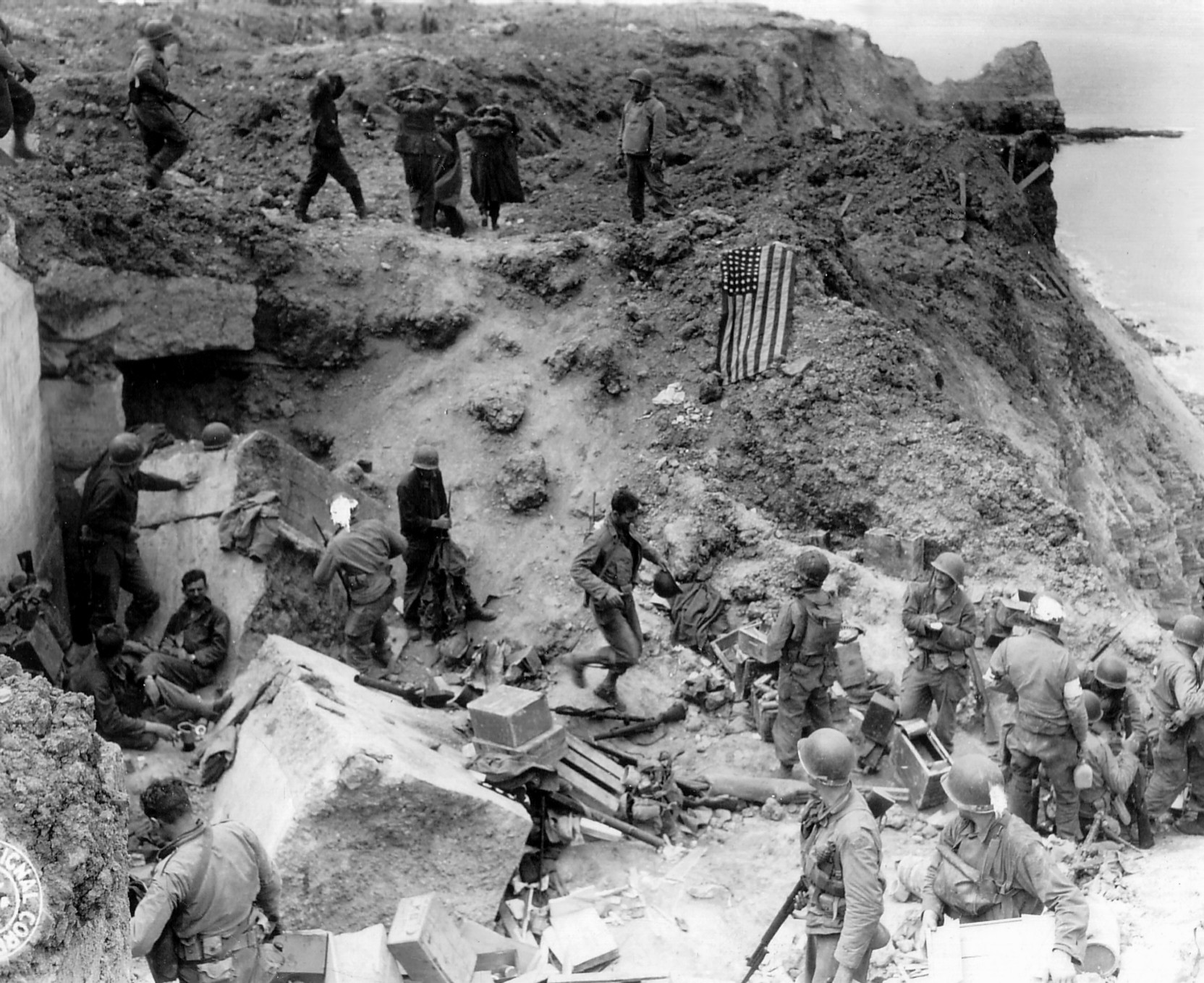
Рейнджери армії США в районі мису Пуент-дю-Ок.

О 5:35 німецька берегова артилерія відкрила спорадичний вогонь по транспортних кораблях, що наближалися до берегової лінії, однак корабельна артилерія західних союзників, за підтримкою авіації швидко придушила будь-які спроби німців зірвати висадку. Незабаром до них приєдналися кораблі вогневої підтримки, що здійснювали безпосереднє забезпечення морського десанту на визначені плацдарми. Й хоча ефективність вогню була не найліпшою, на якийсь час берегові батареї не могли вести прицільний вогонь та протидіяти вторгненню.
Часом «Ч» для військ було 6:30 6 червня. Американці почали висадку на узбережжя на годину раніше за британців та канадців, скориставшись припливом та результатами вогневого ураження противника. Перша хвиля військ вторгнення 21-ї групи армій складалася з 8 бригадних (полкових) бойових груп: 3 американських, 3 британських та 2 канадських. 1-ша американська армія висаджувалася на 2 плацдарми: «Юта» та «Омаха». Найзахідніший плацдарм зони вторгнення під назвою «Юта» розташовувався в південній частині півострову Котантен. Дві американські десантні дивізії висаджувалися саме за цим плацдармом із завданням захоплення виходів з берегової лінії вглиб території півострову та недопущення атак німецькими військами по морському десанту, що висаджуватиметься. Перший штурмовий загін — 8-ма полкова бойова група 4-ї піхотної дивізії — передував головним силам вторгнення, що мала у своєму складі решту дивізійних підрозділів, рейнджерів та частин 90-ї піхотної дивізії. Східніше від «Юти», з проміжком у 15 км, за естуаріями річок Вір та Таут, лежав наступний плацдарм — «Омаха», на який проводилася висадка 116-ї полкової бойової групи 29-ї піхотної дивізії та 16-ї полкової бойової групи 1-ї піхотної дивізії. Між двома плацдармами американців, трохи східніше від гирла Віра, ударне угруповання американських рейнджерів за підтримки 2-х піхотних батальйонів виконувало завдання з виведення з ладу берегової батареї важкої артилерії на мисі Пуент-дю-Ок, однак яка, як з'ясувалося пізніше, навіть не мала артилерійських гармат.
О 6:30 штурмові загони дивізій США під прикриттям вогню реактивних морських установок розпочали висадку на свої плацдарми. Погодні умови не дуже сприяли задуму висадки військ — поривчастий вітер, низька хмарність, незначна видимість створювали значні проблеми, зокрема для авіаційного прикриття. Важка бомбардувальна авіація, запланована для проведення бомбардування фортифікаційних споруд «Атлантичного валу» змушена діяти через хмарність. Результатом стало те, що 13 00 бомб скинутих 329 бомбардувальниками В-24 «Ліберейтор» майже не завдали збитків оборонним спорудам поздовж плацдарму «Омаха». Середні бомбардувальники, що діяли на малих висотах у напрямку плацдарму «Юта» змогли відпрацювати значно краще, хоча також щонайменше третина боєприпасів була скинута в море.
О 7 годині ранку з'єднання американських стратегічних бомбардувальників В-29 скинуло на плацдарм близько 100 тисяч 40-кілограмових бомб для придушення переднього краю оборони противника. Перед світанком вступили в дію середні бомбардувальники. Їхні удари поєднувалися з обстрілом узбережжя корабельною артилерією. Через півгодини після світанку берегові споруди потрапили під одночасну дію всіх важких і середніх бомбардувальників, що скинули 7616 бомб. Повітряне бомбардування лише ослабило ворожу оборону, тимчасово примусивши замовкнути берегові батареї.
О 7:25 розпочала висадку морського десанту 2-га британська армія. 231-ша бригадна бойова група та 69-та бригадна бойова група 50-ї Нортумберійської дивізії за підтримки танкових та артилерійських підрозділів, а також загонів британських командос, головна ударна сила XXX армійського корпусу армії, висаджувалася на плацдарм «Голд», — в центрі всієї зони вторгнення союзників у Нормандію. 7-ма й 8-ма бригадні бойові групи 3-ї канадської дивізії мали смугу висадки поблизу від них на плацдарм з кодовою назвою «Джуно». Обидві ці зони висадки були дуже швидко опановані союзними військами й головні завдання, що визначалися для них, були виконані. Набагато складніше проходила операція в смузі плацдарму «Сорд», найсхіднішої зони висадки морського десанту, неподалік від гирла річки Орн. 8-ма бригадна бойова група 3-ї британської дивізії із засобами посилення (1-ша бригада спеціальної служби) мала завдання висадитися на узбережжя Франції й, не гаючи часу, у взаємодії з десантниками 6-ї повітрянодесантної дивізії опанувати місто Кан, на відстані 15 км від берегової лінії. Й хоча морському десанту спільно з десантниками генерала Гейла вдалося міцно закріпитися на березі, захопити Кан з ходу не вийшло. Більш того, заволодіння Каном перетворилося на довготривалу битву, що продовжувалася до середини липня й була одним з ключових бойовищ операції «Оверлорд».

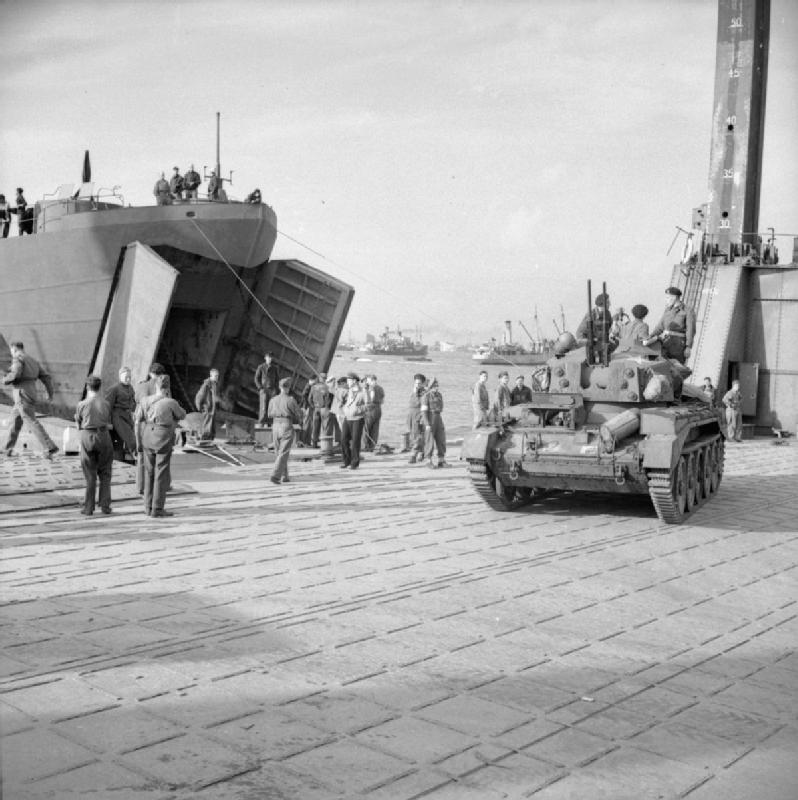
Танк «Крусейдер» здійснює висадку з LST на штучну гавань «Малберрі» поблизу французького міста Арроманш-ле-Бен.

Висадка підрозділів американського морського десанту на французьке узбережжя проводилася з різним успіхом. Якщо, на американському плацдармі «Юта», підрозділи 4-ї піхотної дивізії, під командуванням заступника командира дивізії бригадного генерала Т. Рузвельта-молодшого, сина 26-го президента США Теодора Рузвельта, вже через 3 години змогли звільнити від противника плацдарм і забезпечити зустріч головних сил десанту, то на сусідньому плацдармі «Омаха» ситуація склалася дуже несприятливо. Перші години з моменту висадки 1-ї та 29-ї піхотних дивізії армії США перетворилися на пекло для десантників. Війська висаджувалися з десантних катерів LCVP й негайно підпадали під щільний обстріл кулеметів, мінометів та берегової артилерії. Американці зазнали таких серйозних втрат, що генерал Омар Бредлі на крейсері «Огаста» перебував на межі того, щоб скасувати подальшу висадку на цій ділянці та відкликати війська. З перших же годин, успіх операції «Нептун» опинився під загрозою.
Реакція німців на висадку морського десанту союзників була навдивовижу млявою та погано організованою. У перші години з початку вторгнення генерал-фельдмаршал Г. фон Рундштедт віддав наказ танковим дивізіям Дітріха висунутися в район висадки десанту, проте завдяки погано налагодженій системі управління цей наказ очікував затвердження особисто фюрером до 16 годин. Більш того, в умовах абсолютного панування в повітрі військової авіації союзників, через диверсійні акції макі та груп спеціального призначення війська Вермахту зазнавали серйозних втрат, ще на стадії висування у визначені райони. Так, танкова дивізія «Лер» на 140-км марші від Лізьє до Кана втратила 5 танків, 84 бронеавтомобілів та 140 вантажівок, навіть не вступивши в битву. Командування танковою групою «Захід» втратило ¾ своїх засобів радіо управління, й не було спроможне керувати військами аж до 9 червня. Командувач армією Г. фон Швепенбург отримав поранення, багато його офіцерів загинуло.
В результаті німці не спромоглися скористатися такою нагодою та скинути десант в море. Для них найсерйознішу загрозу створили війська британців та канадців, що висаджувалися на правому фланзі зони вторгнення. 2-га британська армія силами 3-х дивізій на плацдармах: «Сорд», «Джуно» та «Голд» і від початку операції, міцно зачепилася за берег Нормандії, зазнавши незначних втрат у живій силі та техніці, змогла організувати просування підрозділів углиб оборонних рубежів противника та приступити до нарощування сил на узбережжі.
Загроза прориву британських дивізій з плацдармів змусила німецьке командування на ходу змінювати плани дій та перенацілювати свої резерви на боротьбу на цьому напрямку. Перша організована спроба контратакувати війська вторгнення була ужита лише 7 червня, 12-та танкова дивізія СС «Гітлерюгенд» атакувала британські підрозділи на плацдармі «Сорд». Водночас, командування німців не знало, що, не зважаючи на величезні втрати, американська піхота незначними групами все ж змогла прорватися на окремих ділянках в глибину оборонних рубежів і поступово нарощує свої сили за межами першої оборонної лінії. До 9 ранку вже понад 600 солдатів невеликими загонами до роти включно змогли це виконати.

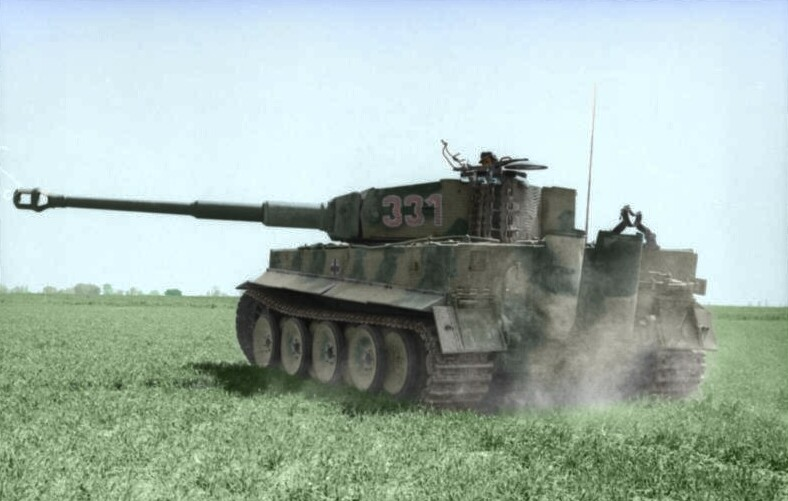
Німецький танк «Тигр» на території Нормандії. 1944.

До кінця «Дня Д» в британському і американському секторах було висаджено 5 піхотних, 3 повітряно-десантних дивізії і танкова бригада, загальним складом близько 200 тисяч солдатів і офіцерів. Їм удалося захопити берегову смугу завглибшки від 3 до 5 км, щоправда, не по всьому фронту. Плацдарми були повністю звільнені від противника лише 7 червня.

## Утримання плацдармів

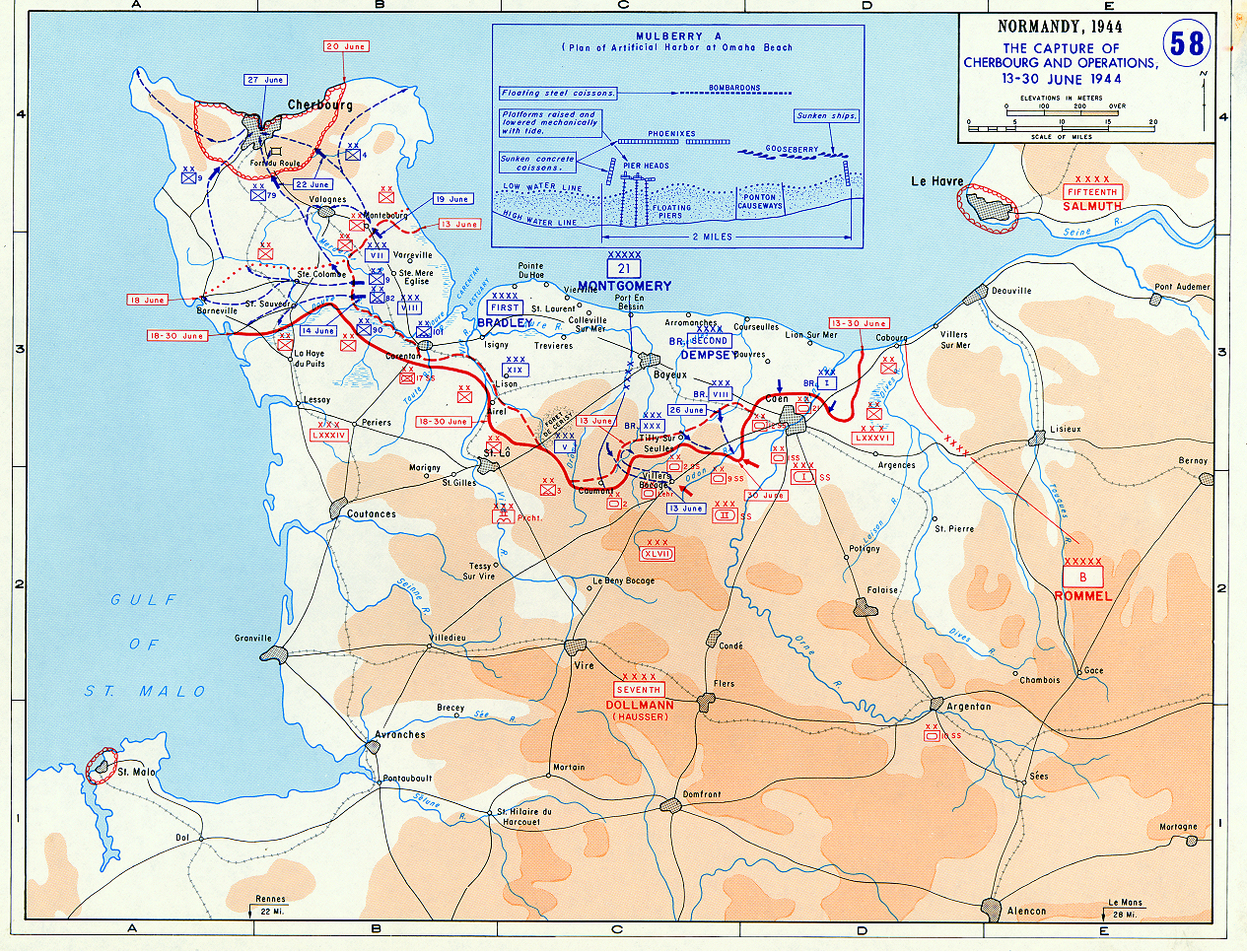
Карта загального положення сторін на 30 червня 1944.

Хоча перші спроби Вермахту скинути противника в море, не мали успіху, Е. Роммель продовжував свою стратегічну лінію, спрямовану на утримання противника на захоплених плацдармах та недопущення його просування вглиб німецьких позицій. Ситуація, що склалася на землі, сприяла німцям в цьому й зводила майже до нуля перевагу британо-американців в повітрі. Місцями бойові дії нагадували шарований пиріг, коли протиборчі сторони билися, не маючи ані флангів, ані тилових смуг. Топографічна основа Нормандії також сприяла такому виду бойових дій. За винятком рівних заболочених районів біля естуаріїв річок на обох флангах зони вторгнення, решта території, так звана Бессін, характеризувалася закритими фермерськими господарствами, усіяними невеличкими полями, угіддями та сіножатями, що обмежувалися живоплотом, або бокажем, міцними посадками з тісно зімкнутими щільними кронами чагарнику та дерев, що не давали можливості маневру ні тим, хто оборонявся, ні тим, хто наступав. Невеличкі французькі села та хутори, що існували багато сторіч, часто нагадували середньовічні фортеці. Шахове розташування бокажу перетворювало ведення бойових дій на бої з непередбачуваним результатом. Застосування артилерії було обмеженим через неможливість керувати артилерійським вогнем й навіть спостерігати за полем битви. Практично усі танки не мали таких властивостей, щоб прорватися крізь щільні ряди чагарнику й неодноразово в'язнули в кущах. Змушені рухатися своєрідними коридорами бокажу, танкові підрозділи нерідко підпадали під вогонь ручних протитанкових засобів противника типу «базука» або «панцерфауст».
Однак у сутінках 7 червня союзникам та німцям стало зрозуміло, що ймовірність скинути десант противника в море безповоротно втрачена. 156 000 вояків західних союзників при загальних втратах майже 10 000 чоловік, що до речі було набагато менше, ніж очікувалося, міцно трималися на своїх плацдармах й шансів вибити їх звідси практично не існувало. 7 червня фельдмаршал Монтгомері прибув на захоплений берег на чолі штабу 21-ї групи армій для безпосереднього керівництва діями на узбережжі Франції. Критична ситуація на плацдармі «Омаха» минула й незабаром британський сектор вторгнення «Голд» з'єднався з американським. У свою чергу усі британські плацдарми об'єдналися в суцільний фронт оборони, було звільнене місто Байо.
7 червня німці із запізненням розпочали активні дії, намагаючись знищити ворога, що висадився вздовж французького узбережжя. Роммель наказав контратакувати силами 2-х танкових дивізій зі складу свого резерву, а фон Рундштедт спромігся вибити у Гітлера дозвіл на застосування ще 2-х потужних з'єднань: 1-ї танкової дивізії СС «Лейбштандарт Адольф Гітлер» зі складу резерву ОКВ в Бельгії та 2-ї танкової дивізії СС «Дас Райх» з Тулузи. Очікувалося, що 2-га танкова дивізія СС прибуде через 5 діб, однак завдяки диверсіям французьких макі та ударам авіації британо-американців перекидання формувань дивізії зайняло 17 діб.
На ранок 8 червня лише один плацдарм, попри план операції «Нептун» залишався відокремленим від решти головних сил групи армій Монтгомері — плацдарм «Юта» з військами VII американського корпусу. Німецькі війська, що протистояли американцям: 352-га, 709-та, 716-та піхотні дивізії та 91-ша авіапольова дивізії, а також 243-тя піхотна, що поступово зосереджувалася на півострові Котантен, являли серйозну силу, не зважаючи на суттєві втрати, у першу чергу в керівництві формуваннями. Так, у перші дні битви загинули командири 91-ї та 243-ї дивізій, 12 червня загинув також командир LXXXIV армійського корпусу генерал Е. Маркс. Навдивовижу, але найбільш помітним супротивником в цьому районі виявився 6-й парашутний полк оберст-лейтенанта фон Гайдта, котрий вперто утримував місто Карантан аж до 10 червня, відбиваючи усі спроби 101-ї повітрянодесантної та 29-ї піхотної дивізій опанувати містом.
Роммель вважав Карантан одним з найважливіших пунктів своєї оборонної тактики, утримання якого позбавляло ворога можливості об'єднатися та розширити свої плацдарми вглиб Франції. 7 числа він наказав II парашутному корпусу генерала парашутних військ Ойгена Майндля, (3-тя парашутна, 77-ма та 275-та піхотні дивізії) висунутися з Бретані у західну частину півострова Котантен, посиливши оборонні можливості німецьких військ у цьому регіоні. Однак нічний бій з 11 на 12 червня силами 101-ї десантної дивізії врешті призвів до звільнення міста Карантан від окупантів. 17-та панцергренадерська дивізія СС, одне з найбоєздатніших з'єднань Вермахту у Франції, що висунулася в район півострову Котантен ще з початку вторгнення, завдяки невпинному впливу партизан та диверсантів прибула у визначений район лише ввечері 11 червня й, намагаючись вступити в битву з ходу, зазнала втрат і змушена була відступити.

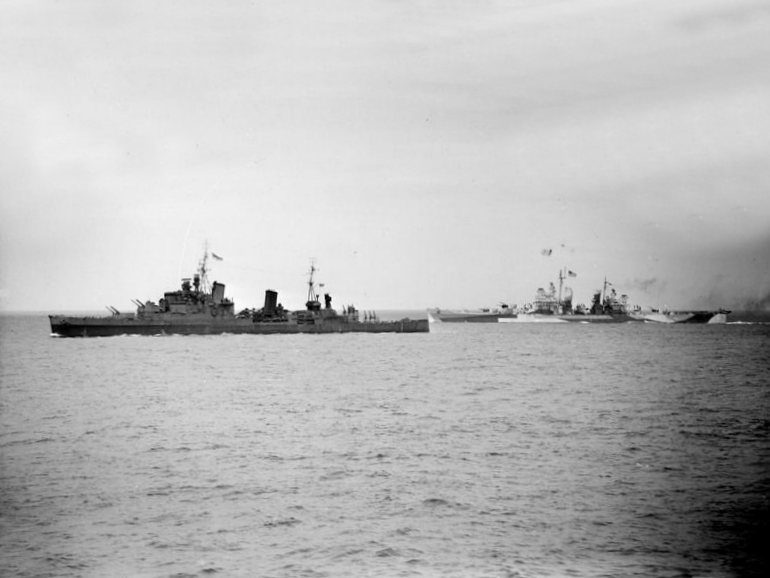
Американський важкий крейсер «Квінсі» та британський легкий «Глазго» ведуть артилерійський вогонь по німецьких позиціях в обложеному Шербурі. 25 червня 1944.

V-й американський корпус, не гаючи часу, з плацдарму «Омаха» розпочав атаку іншого важливого міста — Сен-Ло. Незабаром XIX та VIII корпуси 1-ї американської армії зосередилися на плацдармі й в ході 3-х денних бойових дій звільнили місто.
Водночас, поки американці у своїх секторах намагалися розширити зону висадки й захопленням ключових об'єктів та міст, міцно закріпитися на землі Франції, британська 2-га армія генерала М. Демпсі вживала кроки для пошуку найслабкішого місця в оборонних рубежах Вермахту, утворених навколо Кана. Спроба XXX-го армійського корпусу прорватися ударним угрупованням 7-ї бронетанкової дивізії, крізь прогалину між 352-ю піхотною дивізією та танковою дивізією «Лер» спочатку була успішною. Передові танкові підрозділи, прорвали лінію, що утримувалася німцями й розгорнули стрімкий наступ вглиб оборони противника. Досягнувши ключового перехрестя доріг біля селища Віллер-Бокаж на відстані 25 км південно-західніше Кана, британці з ходу потрапили в засідку, яку влаштував 101-й важкий танковий батальйон СС. 5 танків «Тигр» оберштурмфюрера М.Віттмана за лічені хвилини знищили 20 британських танків «Кромвель», повністю зірвавши досягнення цього прориву й ліквідувавши загрозу виходу військ противника на оперативний простір в глибині німецьких бойових порядків.

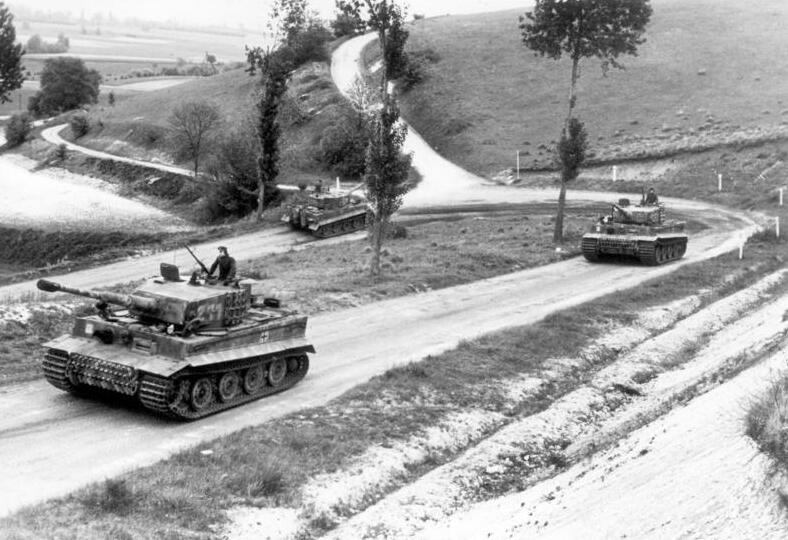
Колона важких танків «Тигр» 101-го важкого танкового батальйону СС висувається по дорозі. 1944.

Цього разу британці втратили можливість захопити Кан. Разом з неможливістю американців з ходу опанувати Сен-Ло, бойові дії застопорилися, план операції «Оверлорд» опинився під загрозою. Союзники на деякий час застрягли на тих плацдармах, котрі захопили.
Лише 14 червня 1944 VII-му корпусу генерала Л. Коллінза вдалося прорвати оборонні позиції німців та просунутися до західного краю півострову Котантен. 17 червня 82-га повітрянодесантна та 9-та піхотна дивізії спромоглися прорватися до містечка Барневіль, таким чином відрізавши 77-му, 709-ту піхотні та 243-ю берегової оборони дивізії Вермахту від основних сил в Нормандії. Всупереч рішенню Роммеля відвести з'єднання з загрозливого напрямку та вивести їх у південному напрямку, А. Гітлер особисто втрутився в справи й наказав їм утримувати північну частину півострова за будь-яку ціну. До кінця червня морський порт Шербур був захоплений американськими військами, дивізії були розгромлені й капітулювали. Одночасно американський VIII-й корпус генерала Міддлтона зміг утримати південний фланг захопленого півострова.

### Нарощування зусиль

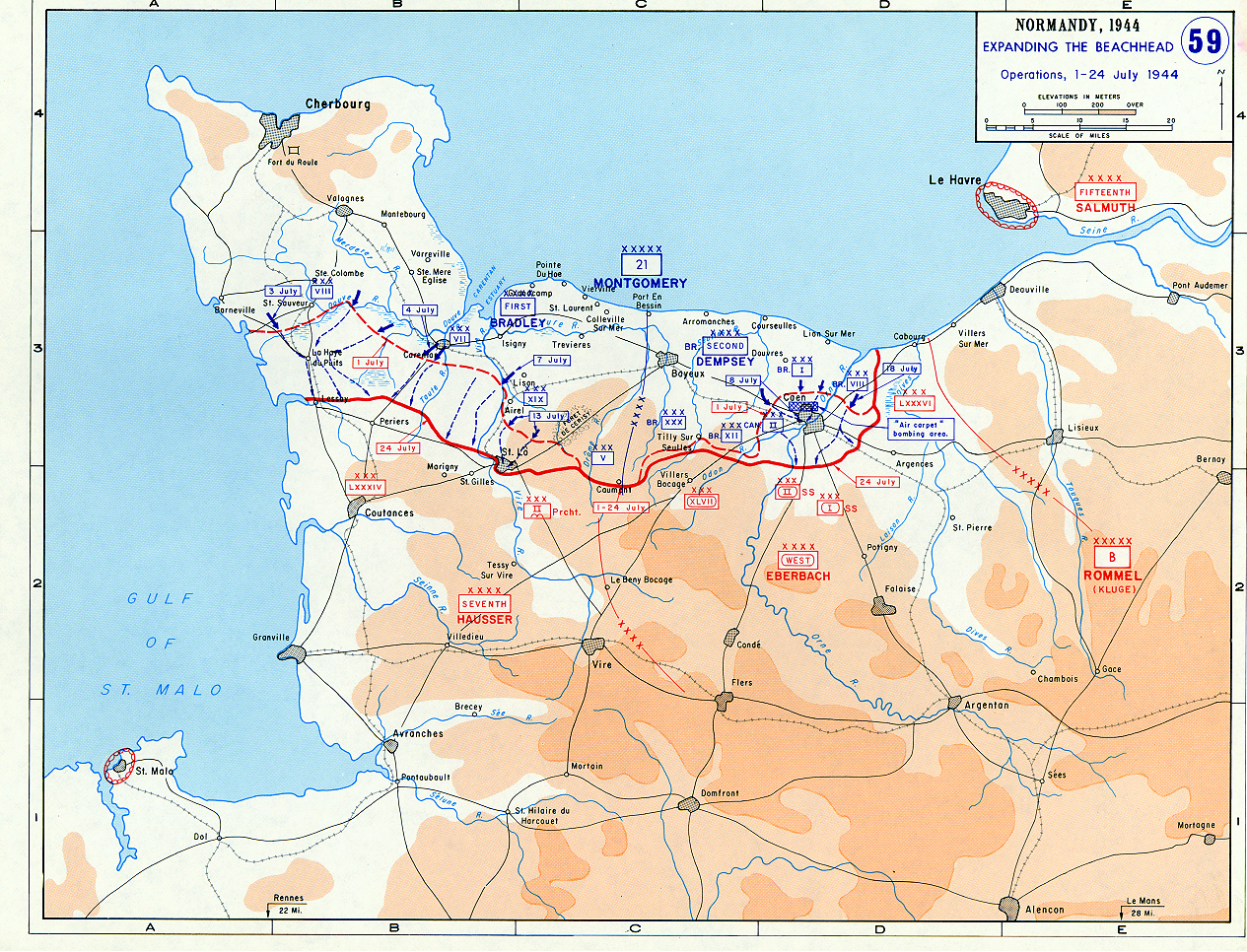
Розширення плацдармів. Карта загального положення сторін на 24 липня 1944.

Успіх VII-го корпусу сприяв поліпшенню оперативної обстановки та загальному стану військ союзників в Нормандії. 2-га британська армія (2 бронетанкові, 5 піхотних та 1 повітрянодесантна дивізії) перейняла на себе відповідальність за утримання східного флангу зони висадки й билася з головними силами танкової групи «Захід» (4 танкові дивізії та 1 дивізія берегової оборони; також одна дивізія зі складу LXXXI-го армійського корпусу 15-ї армії), намагаючись не допустити прориву цих сил на захоплене узбережжя. Американці силами 1-ї армії (1 бронетанкова, 8 піхотних та 2 повітрянодесантних дивізій) зіткнулися з 7-ю польовою армією (1 моторизована, 6 піхотних, 1 парашутна, 1 статична та 1 авіапольова дивізії). Хоча сили, що протистояли, були майже рівними за своїм потенціалом, тим не менш, союзники перебували у кращому становищі. На відміну від німецьких військ, британо-американці постійно отримували з Британських островів підкріплення, водночас, німці не мали такої можливості. Так на 17 червня 1944 західні союзники зосередили на французькій землі 557 000 особового складу, 81 000 одиниць бойової техніки та 183 000 тони матеріальних запасів. Щоденно, втрати, що зазнавали війська вторгнення, компенсувалися з надлишком за рахунок свіжих сил, що надходили з Британії.
У той же час, Вермахт не мав такої нагоди й страждав від постійного браку сил та засобів. Танкові з'єднання, що призначалися для розгрому військ вторгнення й мали використати потужний бойовий потенціал під ударами з повітря були реформовані в бойові групи й перейшли до оборонної тактики, розосередившись по всієї лінії фронту. На початок третього тижня червня I-й танковий корпус СС (танкова дивізія «Лер», 12-та танкова СС, 21-ша танкова, 716-та берегової оборони та 101-й важкий танковий батальйон СС) мав лише 129 танків Panzer IV та 46 Panzer V. Кожний з його 30 танків Panzer VI «Тигр» потребував ремонту. Загалом група армій «B» втратила 26 000 осіб, у тому числі загиблими командира корпусу та 5 командирів дивізій. Резервів війська Роммеля практично не мали. 90 % залізниці було паралізовано завдяки діям союзної авіації, партизан та диверсантів. Так, 7-ма армія отримала з центральних складів лише чверть потрібного палива та 3/5 необхідних боєприпасів.

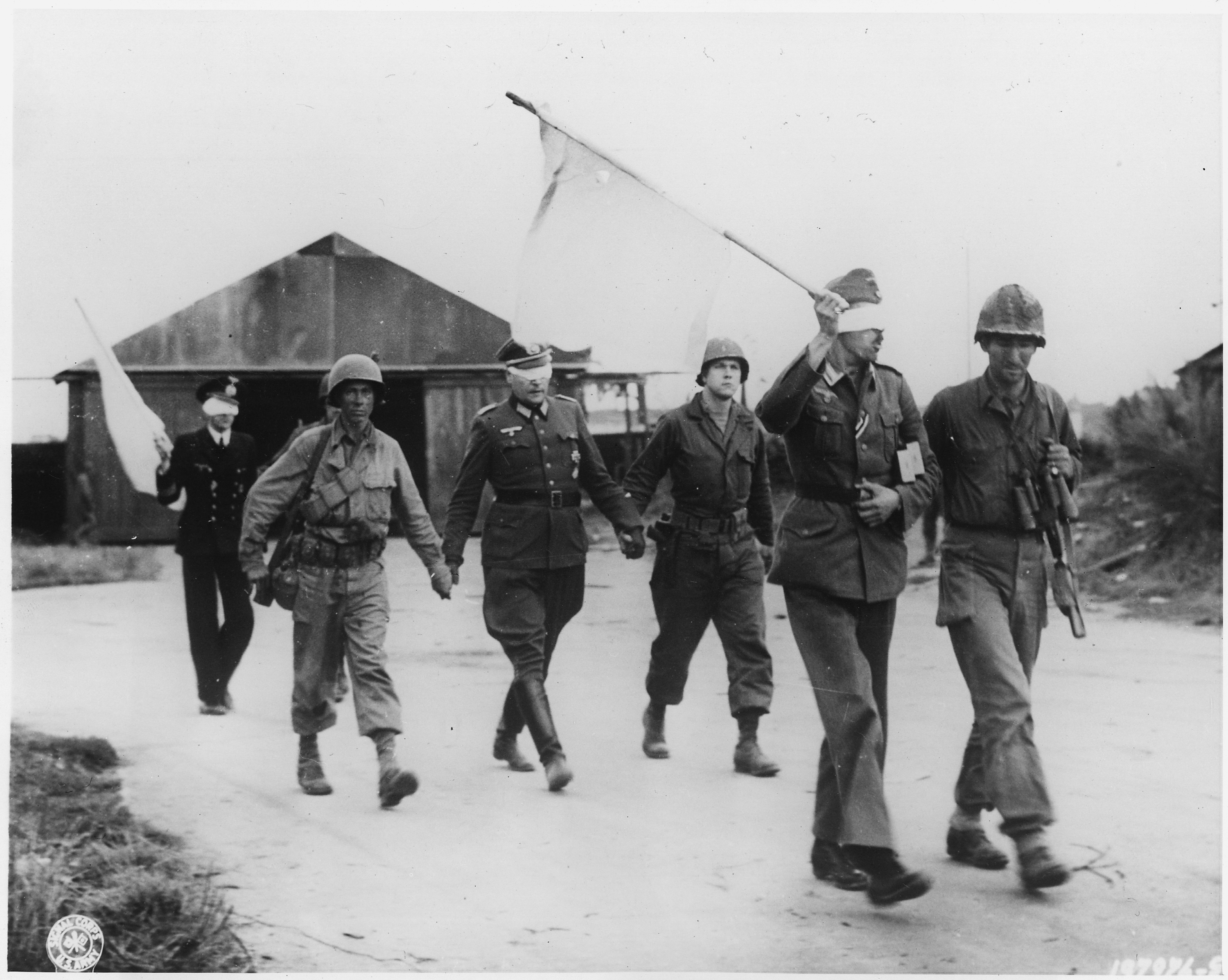
Німецькі офіцери їдуть після переговорів про умови капітуляції в супроводі солдатів союзників. Битва за Брест. 1944.

16 червня 1944 Гітлер, на додачу до раніше перекинутого з резерву I-го танкового корпусу СС, особисто наказав передислокувати зі Східного фронту II-й танковий корпус СС (9-та та 10-та танкові дивізії СС), а також LXXXVI-й армійський корпус з Південної Франції й з'єднання зі складу 15-ї армії, що прикривали Па-де-Кале від відсутньої загрози вторгнення американської 1-ї групи армій. Їх, у свою чергу, мали замінити частини з Данії та Норвегії. Однак Роммель і фон Рундштедт розуміли, що дивізії прибуватимуть послабленими, без потрібного запасу палива та боєприпасів й будуть швидко дезорганізовані повітряними ударами союзної авіації.
17 червня А. Гітлер особисто вилетів до Франції, де в Суассоні мав зустріч з керівництвом Вермахту на Західному фронті, але навіть не спромігся відвідати район ведення бойових дій. На відміну від нього, Ейзенхауер постійно відвідував командні пункти своїх підлеглих, але не втручався в хід справи, доручивши все своєму генералітету. До речі, 12 червня Черчилль власноручно відвідав плацдарми, намагаючись на місці подивитися розвиток подій.
13 червня 1944 німецькі ракети Фау-1, запущені з району Па-де-Кале, почали падати на квартали Лондона та інші міста південної частини Великої Британії. Це підбурило британців до рішучіших дій й змусило їх перейти до активнішої фази операції з метою виходу до районів розташування стартових комплексів німецьких ракет. Однак, загальна ситуація, яка склалася, була не на користь союзників. Зрив виконання попередніх планів щодо захоплення Кана та Сен-Ло, відставання від графіка нарощування військ на узбережжі Франції створювали певні труднощі в реалізації замислу операції «Оверлорд». Усе логістичне постачання союзників здійснювалося через штучні порти «Малберрі», для 1-ї американської армій біля Сен-Лоран-сюр-Мер та біля Арроманш-ле-Бен для британців та канадців, перепускна спроможність яких була дуже скромною.
Несподіваний шторм, що вдарив по узбережжю Нормандії 19 червня й тривав 4 доби, ще більш ускладнив позиції західних союзників. Стихія майже повністю зруйнувала американську секцію морського порту «Малберрі» й виштовхнула на берег щонайменш 700 кораблів, суден та катерів. Перепускна спроможність штучних об'єктів впала з 34 712 до 9 847 військових, з 5 894 до 2 426 автомобілів, з 24 974 до 7 350 тонн вантажів на добу. «Великий шторм», як його нарекли британці, відкинув підготовчі заходи союзників більш ніж на тиждень. Авіація була не спроможною літати в таких умовах, постачання припасів та військ практично припинилося. Цим негайно скористалося командування Вермахту. 20 червня 1944 керівництво ОКВ віддало наказ фон Рундштедту підготувати контрнаступ 6-ма танковими дивізіями на ділянці фронту в проміжку між британськими та американськими плацдармами. Однак, в реальності, жодної з цих дивізій не було у вихідних районах для наступу. Частина з них ще висувалася з інших театрів дій, інші зав'язли в позиційних боях біля Кана.
18 червня фельдмаршал Монтгомері віддав наказ на підготовку локального наступу силами американських формувань з метою опанування Шербуром, у той час, як британці намагалися захопити Кан. Буря, що обрушилася на берег Франції суттєво змінила ці плани, й лише 26 червня американському VII-му корпусу вдалося оволодіти містом Шербур. Наступного дня захоплений морський порт Шербура, а загалом бої на півострові тривали до 1 липня. Водночас британці на східному фланзі зони висадки намагалися вибити німців зі стратегічно важливого міста Кан, провівши низку наступальних операцій, але значного успіху не досягли.
За станом на 30 червня 1944 союзники зосередили на землі Франції 875 тис. особового складу, 150 тис. танків, бойових машин, автомобілів, майже 570 тис. тонн матеріальних запасів. 2-га британська армія мала 3 бронетанкових, 10 піхотних та 1 повітрянодесантну дивізію, 1-ша американська армія — 2 бронетанкових, 9 піхотних та 2 повітрянодесантних дивізій. Загальні втрати становили: 37 034 американців та 24 698 британців й канадців. З іншого боку німецьке командування мало у своєму розпорядженні близько 400 000 солдатів та офіцерів і майже 250 000 вояків концентрувалося в 15-й армії, що тримала позиції напроти Ла-Маншу. Група армій «B» зазнала 80 783 загальних втрат, при тому що отримала поповнення лише 4 000 військових.

## Загрозлива пауза та рішучий прорив
Перша фаза операції «Оверлорд» — Нормандська операція, розпочата 6 червня з висадки морського десанту у Франції — завершилася 1 липня 1944 року. Водночас, попри колосальну перевагу в силах та засобах, план операції щодо прориву оборони німецьких військ і подальше просування британсько-американських військ углиб окупованої території не увінчалися повним успіхом.

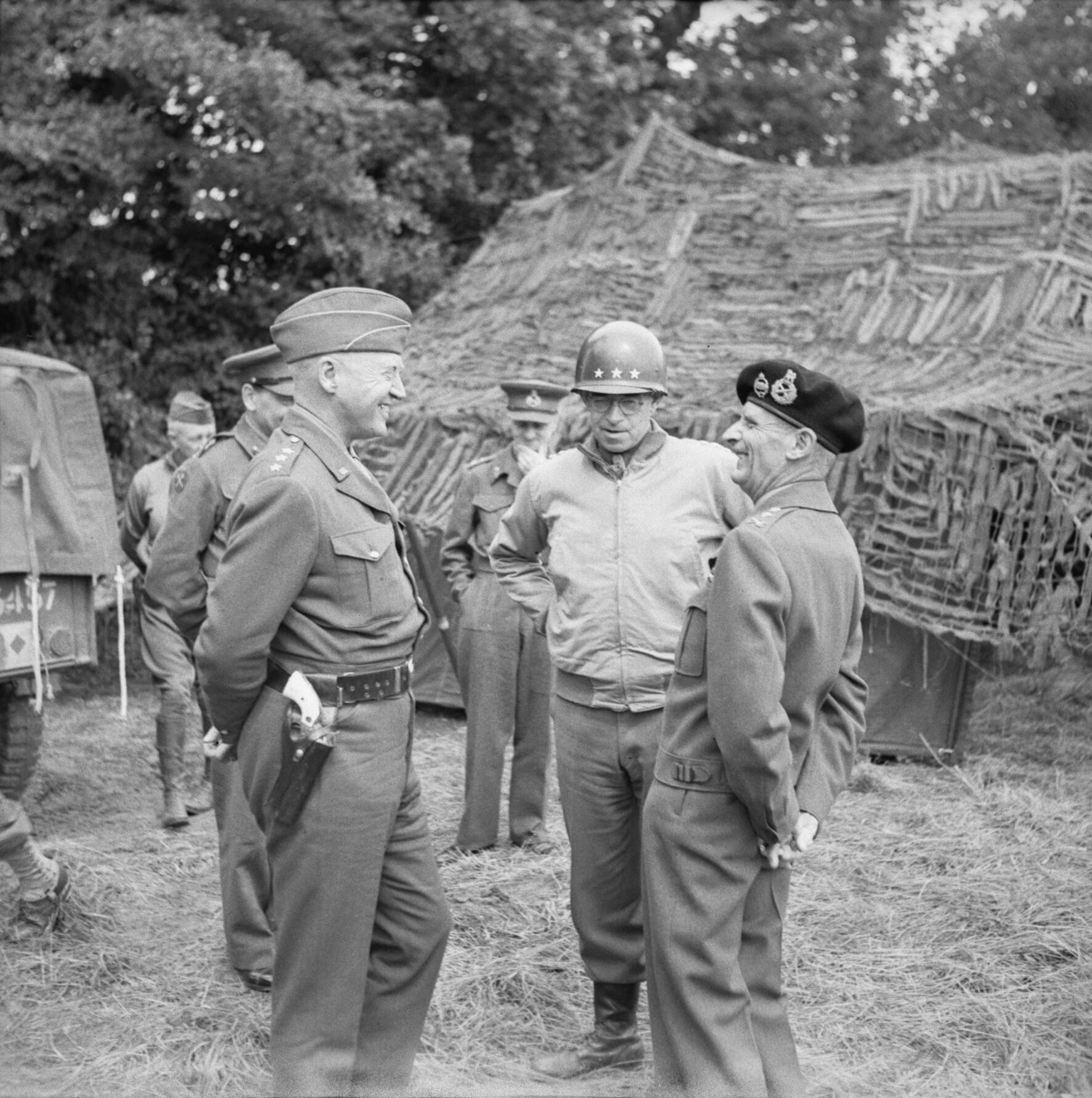
Генерал Б.Монтгомері з генералами Дж. Паттоном (ліворуч) та О.Бредлі (у центрі) на передовому пункті управління 21-ї групи армій. Нормандія. 7 липня 1944.

Авіаційні підрозділи, що перекидалися на континент, базувалися на 17 польових аеродромах замість необхідних 27, і до того ж, знаходилися занадто близько до передової й часто потрапляли під артилерійські обстріли. На плацдармах зосереджувалося усе більше формувань, іноді під час пересувань та передислокацій вони попросту перекривали злітні смуги аеродромів та заважали літакам. Щойно визволений морський порт Шербура не міг впоратися з напливом вантажів, що надходили з Британії. Розпочалися постійні перебої з доставлянням військ на берег. Ключовий важливий об'єкт у планах союзників, що мав бути захоплений ще в «День Д», місто Кан, досі перебував у руках німців і повністю блокував подальше просування британських військ у східному напрямку.
Хоча союзники вживали інтенсивних заходів намагаючись подолати оборону супротивника, однак усі спроби були марними. Більш того, керівництво союзних військ усвідомлювало, що задача захоплення плацдарму реалізована блискуче і в принципі дозволяє здійснювати зосередження військ, майна та військових запасів на європейському континенті, водночас було дуже стурбоване й розчароване з приводу здобутих результатів. За станом на 1 липня всупереч попереднім планам Монтгомері, союзники опанували лише 20 % запланованої території, просунувшись максимально лише на 25 км. Потроху побоювання, що бойові дії зайшли в безвихідь і фронт у Нормандії перетвориться на своєрідну позиційну війну зразка Першої світової, охопив й керівництво Об'єднаного штабу військ союзників.
По той бік лінії фронту загальний стан справ був не кращим. Німці, страждаючи від дефіциту сил та засобів, змушені були утримувати наявними військами значну лінію оборони, не маючи навіть надії на прибуття підкріплення. На початок липня 15-та армія генерал-полковника Г. фон Зальмута, що мала найпотужніший комплект сил, продовжувала утримувати район Па-де-Кале, остерігаючись нової хвилі ворожого десанту на цьому напрямку. 28 червня 1944 у критичний момент битви за Кан скоїв суїцид командувач 7-ї польової армії генерал-полковник Ф. Долльман. В армії новопризначеного командувача СС-оберстгруппенфюрера П. Гауссера союзникам протистояли тільки LXXXVI і LXXXIV армійські, II парашутний та XLVII танковий і I танковий СС корпуси і, щойно перекинутий в авральному порядку з битви на Західній Україні II танковий корпус СС.
Г. фон Рундштедт у телефонній розмові з командуванням ОКВ зірвавшись, накричав на них і вимагав негайного укладання миру з союзниками. Незабаром, він був відсторонений від виконання обов'язків головкома військами Вермахту «Захід» і відправлений у відставку; його місце зайняв генерал-фельдмаршал Г. фон Клюге.
3 липня американці силами VIII-го корпусу за підтримки ослабленої 82-ї дивізії спробували розпочали наступ на західному фланзі зони вторгнення, намагаючись розширити плацдарм. Згодом до їхнього наступу приєдналися з'єднання XIX-го корпусу. Однак, вже 11 липня бойові дії проти німецького LXXXIV корпусу закінчилися майже безрезультатно — війська перейшли до оборони. Однак, попри те, що ситуація майже зайшла в глухий кут, американське командування продовжувало методично «прогризати» оборону німців, прагнучи вирватися на оперативний простір. Після двох тижнів запеклих боїв, що іноді переходили до рукопашних сутичок, військам генерала Т. Міддлтона, за підтримки штурмовиків P-47 «Тандерболт», врешті-решт вдалося захопити місто Сен-Ло, «столицю руїн», як пізніше про нього писав відомий письменник, лауреат Нобелівської премії С. Беккет.
Британці розпочали черговий наступ намагаючись захопити Кан — операцію «Чарнвуд». Наступу передувало величезне за масштабами «килимове бомбардування» міста та околиць, де утримували оборону війська Вермахту. О 21:50 7 липня 460 важких бомбардувальників «Галіфакс» та «Ланкастер» скинули 2 500 тонн бомб на північний сектор оборони Кана. Більшість із запалювальних бомб, що впала на позиції 12-ї танкової дивізії СС, мала часовий механізм із затримкою, встановлений на 4:20 — час «Ч» британського наступу. Підтримані вогнем з моря та авіацією з повітря, британські та канадські частини розпочали атаку на світанку; розгорнулася запекла битва. Протягом двох діб противники вели бої за кожний клаптик землі. Британці і канадці до вечора другого дня операції опанували Кан аж до річок Орн і Одон. Війська Вермахту та Ваффен-СС зазнали серйозних втрат; так з усієї 12-ї дивізії «Гітлерюгенд» вцілило близько батальйону особового складу й 40 танків; 16-та авіапольова дивізія втратила 75 % солдатів та офіцерів. Разом з цим, звільнивши північний край міста, союзники, однак, не змогли досягти кінцевої цілі й опанувати весь Кан. Здавалося, що операція застопорилася. Проте, вже 10 липня VIII-й британський корпус розпочав нову наступальну операцію під кодовою назвою «Юпітер», не надаючи німецьким військам спокою.
На цей час Вермахту вже не вдавалося адекватно реагувати на кожний удар західних союзників. Всупереч усім спробам, наявних сил вочевидь не вистачало. Виснажені дивізії виводилися з бою й майже без відпочинку знов кидалися в бій. Так, 5 липня знекровлена танкова дивізія «Лер» була виведена з фронту під Каном на доукомплектування, але вже 11 числа зіткнулася в битві на іншому напрямку проти XIX-го корпусу американців. Німці поступово втрачали ініціативу, не встигаючи як слід організувати рішучий контрудар силами танкових з'єднань, котрі з ходу вступали в бій на найбільш загрозливих напрямках, затикаючи дірки в обороні, генерали Вермахту ледве знаходили можливості відреагувати на дії противника.

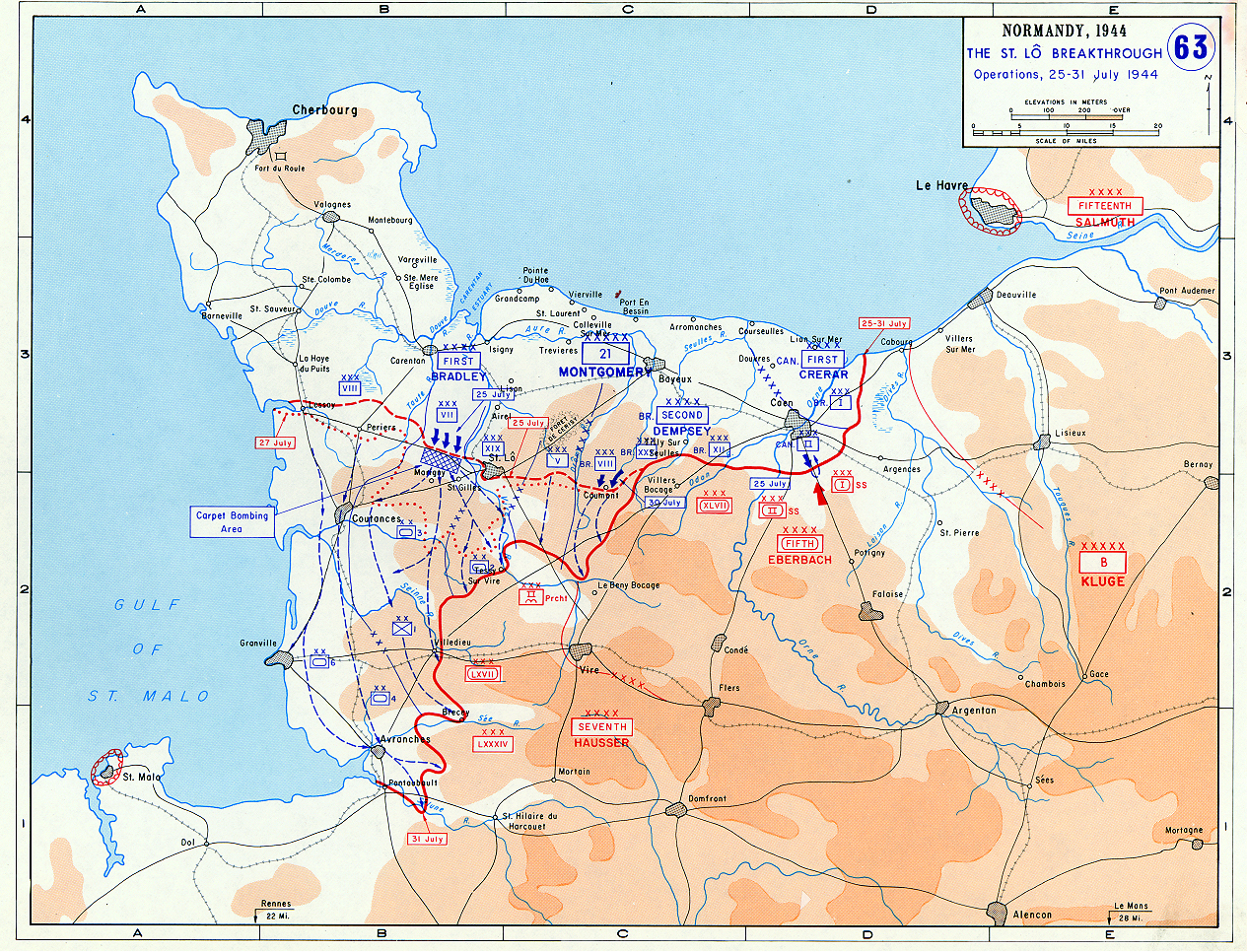
Карта загального положення сторін на 31 липня 1944.

### Прорив 18 липня— 5 серпня
Тим часом Б. Монтгомері зі своїми підлеглими продовжував планувати проведення активних дій, спрямованих на остаточне виснаження сил противника й забезпечення прориву американських військ з нормандського плацдарму в Бретань. 10 липня фельдмаршал видав директиву, в якій визначав основні нариси свого задуму. О. Бредлі отримав завдання 19 липня 1944 розпочати операцію під кодовою назвою «Кобра», наступаючи в загальному напрямку на Авранш, надалі VIII корпус — перший ешелон 3-ї армії Дж. Паттона, мав задачу прорватися на оперативний простір та розвинути наступ на півострів Бретань. 1-ша американська армія продовжуватиме наступ у східному напрямку на Ле-Ман й Алансон. З метою сприяння американським військам британська 2-га армія приступала до рішучої атаки міста Кан, із завданням у ході операції «Гудвуд» опанувати його найбільшою східною частиною, що відкривала шлях з Нормандії в центр Франції.
Плацдармом для зосередження американських військ перед проривом стали околиці міста Сен-Ло, який вони звільнили 23 липня після запеклих боїв. Прорив мав здійснюватись на південь від Сен-Ло військами свіжого VII корпусу 1-ї американської армії, за підтримки знесиленого VIII-го корпусу. Для прориву німецької оборони американці застосували підтримку важких стратегічних бомбардувальників і масовані артилерійські обстріли — понад 1 000 американських гармат дивізійної і корпусної артилерії кинули на противника понад 140 тисяч снарядів. 25 липня німецькі позиції зазнали «килимового» бомбардування літаками B-17 «Летюча фортеця» та B-24 «Ліберейтор» на фронті шириною 6 400 м.

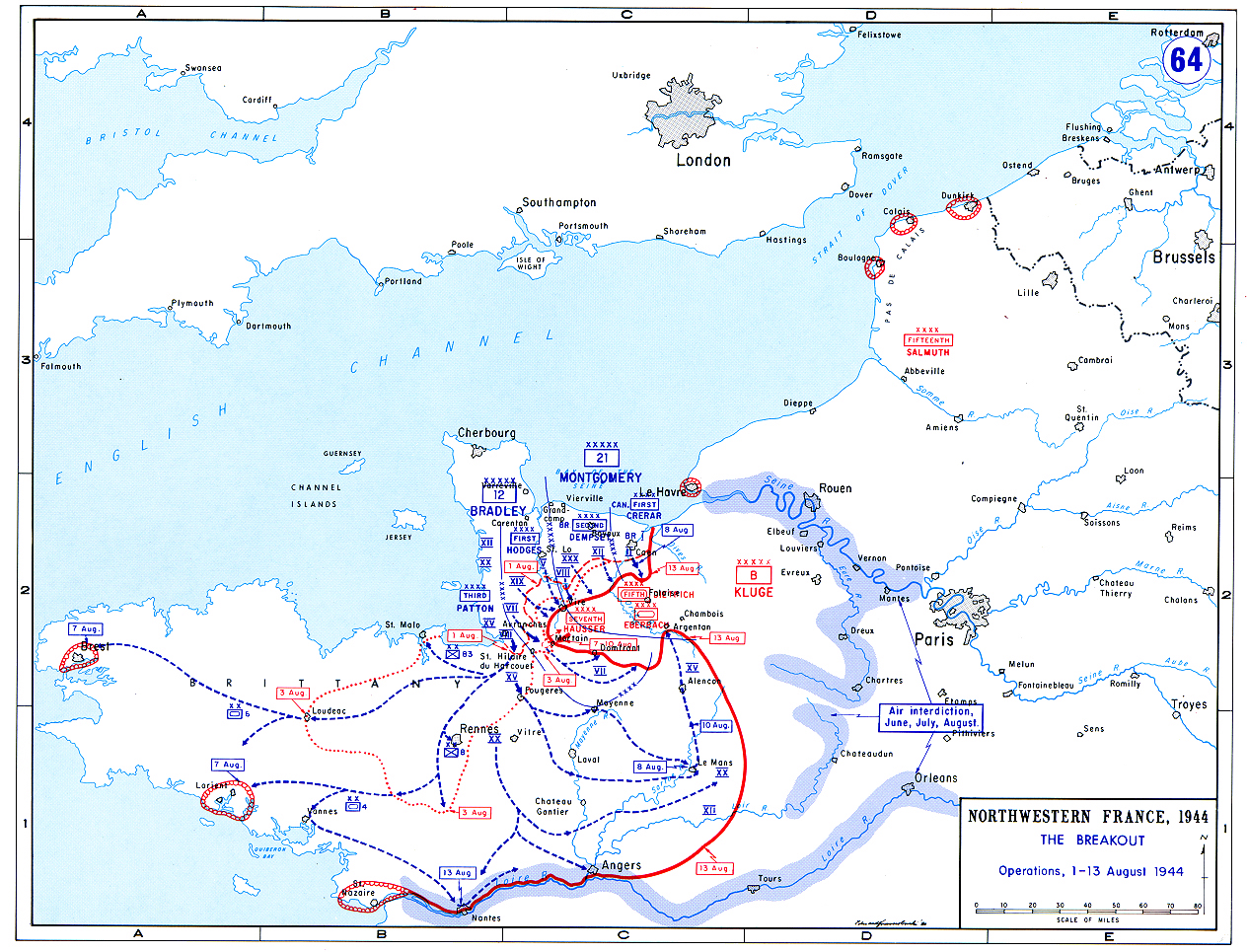
Карта прориву американських військ в Бретань. Положення сторін на 13 серпня 1944.

При цьому від «дружнього вогню» загинуло 111 і було поранено 490 американських солдатів. Далі почали діяти винищувачі-бомбардувальники. Передові позиції німецьких військ біля Сен-Ло були майже повністю знищені «килимовим бомбардуванням». Утворився пролом у фронті, який німці не встигли закрити, і через нього 25 липня американські війська, використовуючи свою перевагу в авіації, прорвалися в південному напрямку в районі міста Авранш. Тут союзникам вже так не заважали бокажі, як це було в прибережних районах Нормандії, і вони використовували свою перевагу в мобільності на відкритій місцевості. У наступі на такій вузькій ділянці фронту американці залучили понад 2 000 одиниць бронетехніки: 1 269 середніх танків, 694 легких танків і 288 протитанкових САУ, що призвело до швидкого прориву з Нормандії на півострів Бретань і в регіон Пеї-де-ла-Луар.
1 серпня була сформована 12-та група армій союзників під командуванням генерала Омара Бредлі, до її складу увійшли 1-ша і 3-тя американські армії. 3-тя американська армія генерала Паттона здійснила прорив і за два тижні звільнила півострів Бретань, оточила німецькі гарнізони в портах Брест, Лор'ян і Сен-Назер. 3-тя армія вийшла до річки Луари, досягнувши міста Анже захопила міст через Луару, а потім попрямувала на схід, де досягла міста Аржантан, і атакувала позиції німецької групи армій «B» з тилу, тобто з півдня, в той час як з півночі на них наступали британо-канадські війська, а з заходу — 1-ша американська армія. Німці організували безуспішну контратаку в західному напрямку з метою перерізати лінії постачання третьої американської армії в Авранш. Атака американських військ з півдня поставила німецьку 7-му польову і 5-ту танкову армії під загрозу оточення.

### Фалезький котел
В результаті успішно проведеної наступальної операції «Кобра», американцям вдалося прорватися із захоплених плацдармів на узбережжі Нормандії та організувати швидке просування у загальному напрямку на південь та південний схід, а також углиб Бретані. Попри це, основні сили Вермахту, що дислокувалися на захід від річки Сени, було розгромлено або захоплено в полон, таким чином створено сприятливі умови для виходу основних сил союзників на оперативний простір та просування їх до Парижа і далі — до німецько-французького кордону. Попри важку обстановку, що склалася внаслідок успішного наступу американських військ, а також ситуацію навколо Кана, де об'єднані британсько-канадські війська поступово брали гору над німецькими формуваннями, і до того ж — на катастрофічну нестачу резервів, генерал-фельдмаршалу Г. фон Клюге, головнокомандувачу військами Вермахту на Заході, особисто Гітлером було категорично заборонено залишити утримувані позиції та організовано відступити на вигідніші. Більше того, Гітлер вперто наполягав на здійсненні контрудару американським військам в районі Мортена.
Вимушений виконувати прямий наказ фюрера, фон Клюге, зібравши 4 танкові дивізії (все, що він мав у своєму розпорядженні), провів операцію «Льєж». Проведення контрнаступу було організоване за власним наказом Гітлера, який зажадав ударом від Мортена в напрямку Авранш розгромити американську 1-шу армію, що протистояла німецькому Вермахту в цьому районі та відрізати війська 3-ї армії генерала Дж. Паттона, що вирвалися далеко вперед від решти військ союзників та наступали у напрямку Бретані.
Основний удар завдавався силами XLVII-го танкового корпусу, котрій мав 3,5 танкові дивізії на вістрі удару. Початок контрнаступу ознаменувався значним успіхом німецьких військ, які діяли проти VII-го американського корпусу. Проте, опір американських військ, а головне повна перевага союзників у повітрі, призвели до того, що майже ½ німецьких танків була знищена або виведена з ладу. Хоча бої біля ключового міста Мортена тривали ще протягом 6 діб, німцям не вдалося реалізувати задуму операції, більш того американцям вдалося відкинути противника та відновити втрачені позиції за дуже короткий час. Вермахт втратив останні резерви. Врешті решт операція скінчилася повним розгромом німецьких танкових військ та рішучою перемогою 1-ї американської армії.
Головнокомандувач 21-ю групою армій об'єднаних сил союзників фельдмаршал Б. Монтгомері негайно скористався промахом Г. фон Клюге, який власноруч створив умови для повного оточення та розгрому його військ. 8 серпня 1944 року Б. Монтгомері віддав наказ про наступ на флангах своїх військ, що охоплювальними ударами оточили основні сили противника в районі Фалез-Шамбуа. Війська 1-ї американської армії утворювали південний фланг угруповання, британська 2-га армія утримувала позиції у центрі, в той час, як канадська 1-ша армія загрожувала оточеним з півночі. Німці міцно утримували зайняті рубежі, відважно б'ючись з ворогом, і не розпочинали відступ аж до 17 серпня.

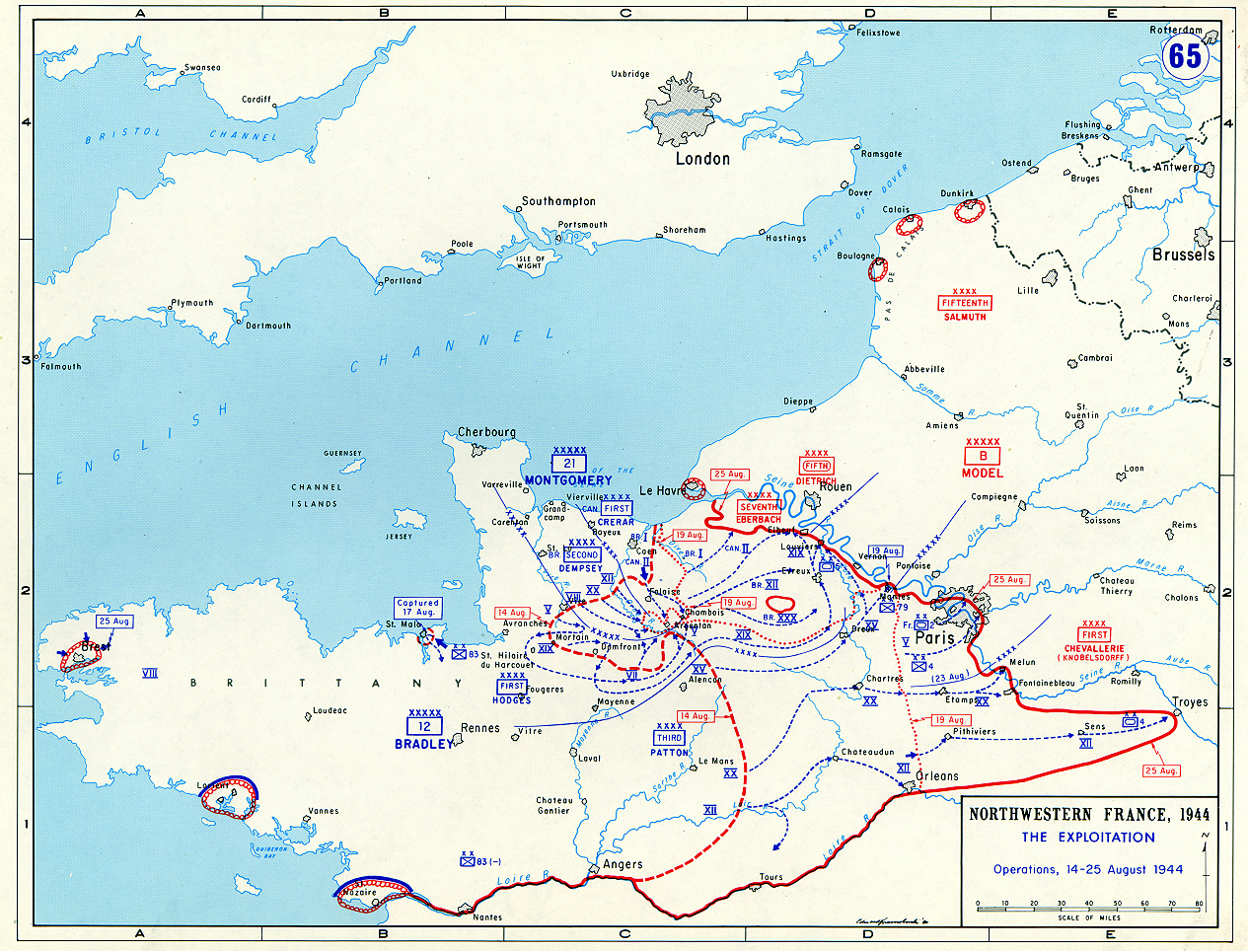
Карта положення сторін на 25 серпня 1944.

19 серпня союзники зімкнули кільце оточення в районі Шамбуа, проте сил для повного блокування оточених не вистачало. Відчайдушними атаками німці час від часу проривали коло оточення та створювали коридори для виведення військ.
Ввечері 21 серпня котел було остаточно блоковано: майже 50 000 німецьких вояків опинилися всередині кільця оточення. Багато кому вдалося просочитися крізь позиції союзних військ, але загальні втрати, як серед особового складу, так і в техніці, були величезні. Вермахт повністю втратив ініціативу на Західному фронті. Остання битва операції «Оверлорд» — звільнення Парижа — завершилася 25 серпня, а 30 серпня рештки німецьких частин відступили за Сену.

## Значення та підсумки
Висадка союзних військ у Нормандії розпочалася найбільшою у світовій історії морською десантною операцією, коли майже 5 000 десантних кораблів, суден та катерів у супроводі 289 бойових кораблів ескорту та 277 тральщиків одночасно висадили 156 000 солдатів на континентальне узбережжя Європи.
Операція «Оверлорд» стала впливовим фактором прискорення завершення Світової війни в Європі та завдала потужного морального удару по нацистській Німеччині, поставивши її перед фактом війни на два фронти, як у Першу світову війну. Вторгнення західних союзників також значно полегшило становище Червоної армії на Східному фронті, змусивши перекинути велику кількість військ Вермахту зі сходу до Західної Європи, щоб протистояти мільйонній британсько-американській армії.
Успіх цієї операції базувався на деяких ключових чинниках. По-перше, німецькі приготування до відбиття ймовірного вторгнення військ противника були занадто далекими від завершення. За даними Е. Роммеля тільки 18 % фортифікаційних укріплень були готовими до протидесантної оборони. По-друге, Вермахту хронічно не вистачало військ, а їх бойовий та моральний стан був досить слабким. Значну роль в успіху десантної операції також відіграли ефективні та ретельно підготовлені й проведені заходи введення противника в оману в контексті операції «Фортитьюд». Керівництво Вермахту до останнього моменту було дезорієнтоване стосовно істинних напрямків вторгнення ворожих військ на континент і тому розпорошувало усі наявні сили на тисячах кілометрів берегової смуги.
Панування союзної авіації у повітрі також було досить значним чинником. Німці практично не мали ані сил, ані можливостей своєчасно виявити підготовчі заходи союзників напередодні висадки та протидіяти їм.
Завдяки активним діям французького Руху опору, британських командос, розвідувально-диверсійних груп та чисельних агентів і саботажників уся транспортна інфраструктура німців на території Франції була практично паралізована. Можливості командування формуваннями Вермахту та СС маневрувати силами та засобами були зведені нанівець.
Особисте втручання Гітлера в керівництво битвою, його шалене наполягання на контратаці, тотальний контроль власних генералів і відмова відвести війська навіть під загрозою оточення також виявилися одними з найголовніших факторів того, що у підсумку німці зазнали найтяжчої поразки.
У ході грандіозної битви на Заході втрати з обох сторін сягали величезних цифр. Союзники втратили за різними даними від 225 606 до 226 386 солдатів і офіцерів. Зокрема американські сили зазнали військових втрат у кількості 124 394 осіб, серед яких 20 668 — загиблі. Британці та канадці мали 83 045 військових втрат: 15 995 загиблими (5 021 — канадський військовий), 57 996 — пораненими та 9 054 — зниклими безвісти. Французькі добровольці, що діяли в лавах парашутних підрозділів Спеціальної повітряної служби, зазнали втрат 77 вояків загиблими, 197 пораненими та зниклими безвісти.
Союзні військово-повітряні сили здійснили 480 317 бойових вильотів та втратили 4 101 літак з 16 714 льотчиками. Танкові війська союзних армій втратили близько 4 000 танків.
У ході битви знищено понад сорок німецьких дивізій, які втратили приблизно 400—530 тис. осіб, з яких близько 240 000 загинули. Так, з «Дня Д» до 14 серпня німецькі дані свідчать про втрату 158 930 військових. У Фалезькому котлі ще втрачено 50 000 вояків, зокрема 40 000 — полоненими. Німці з 2300 танків на початок битви змогли вивести за Сену наприкінці кампанії тільки 100—120 одиниць бронетанкової техніки.